# توما الأكويني
القديس توما الأكويني أو توما الإكويني أو توماس إكواينيس (تُلفظ /əˈkwaɪnəs/) أو -كما عُرف بالعربية أحياناً- توماس أكويناس (622هـ-673هـ) (ولد عام 1225 (وفي بعض المصادر 1226)، وتوفي في السابع من مارس/آذار 1274) راهبٌ دومينيكانيٌّ، وفيلسوف، وكاهنٌ كاثوليكيٌّ، ومَلفانٌ في الكنيسة الكاثوليكية.، ويُشار له أيضاً باسم ملفان الكنيسة العالمية، وهو لقبٌ تمنحه الكنيسة الكاثوليكية لمن تعترف لهم بأنهم قدموا إسهاماً كبيراً في مجال اللاهوت أو العقيدة أو الإيمان المسيحي بعامةٍ من خلال دراساتهم أو كتاباتهم أو تعاليمهم.
فهو عالم لاهوتٍ، وفقيه مؤثر للغاية في تقليد الفلسفة المدرسية، ويُعرف أيضاً بلقب العالِم الملائكي، والعالم المشترك، والعالم الكوني. يحدد الاسم الأكويني أصول أجداده من منطقة أكوينو في لاتسيو الحالية في إيطاليا. ومن بين الشؤون الأخرى أنه كان مؤيداً بارزاً لعلم اللاهوت الطبيعي، ومؤسساً لمدرسةٍ فكريةٍ تُعرف باسم «التوماوية». جادل بأن الله هو مصدر كلٍّ من نور العقل الطبيعي ونور الإيمان، وكان تأثيره على الفلسفة الغربية كبيراً فقد عملتِ الفلسفة الحديثة على الكثير من أفكاره تطويراً وتنقيحاً، كما عارضتِ الكثيرَ منها لا سيما في مجالات الأخلاق، والحق الطبيعي، وما وراء الطبيعة، والنظرية السياسية.
تبنى الإكويني الأفكار التي طرحها أرسطو -الذي دعاه «الفيلسوف»– وحاول المزاوجة ببن فلسفته والعقيدة الكاثوليكية -على عكس العديد من التيارات في الكنيسة الكاثوليكية وقتذاك- محاولاً التوفيق بين الفلسفة الأرسطية والمبادئ النصرانية.
أشهر أعماله «أسئلة متنازَع عليها حول الحقيقة»  وقد كُتب بين 1256-1259م، و«خلاصة ضد الوثنيين» وكتب يين 1259-1265م، و«الخلاصة اللاهوتية» بين 1265-1274م، غير المكتمل ولكن المؤثر تأثيراً بعيد الغور. تشكل تعليقاته على الكتاب المقدس وعلى أرسطو أيضاً جزءاً مهماً من مجموعة أعماله، وهو يتميز -علاوةً على ذلك- بترانيمه الإفخارستية التي تشكل جزءاً من شعائر القداس الإلهي للكنيسة الكاثوليكية.
يعد توما الأكويني أحدَ أعظمِ اللاهوتيين والفلاسفة في الكنيسة الكاثوليكية، وهي تُكرّمه بصفته قديساً وتعتبره المعلم النموذجي لمن يدرسون اللاهوت، كما يحظى باحترامٍ لدى الكنائس البروتستانتية كذلك. ويعتقد بعضهم أنه كان أعلى تعبيرٍ عن كلٍّ من العقل الطبيعي واللاهوت التأملي. استُخدمت دراسة أعماله في العصر الحديث -بفعل التوجيهات البابوية- ومنذ فترةٍ طويلةٍ كأساسٍ لبرنامج الدراسة المطلوب للساعين إلى الرسامة في سلك الكهنوت. وكذلك لمن هم في طور التكوين الديني، كما تُدرس للطلبة في التخصصات اللاهوتية الأخرى (مثل الفلسفة، واللاهوت الكاثوليكي، وتاريخ الكنيسة الرومانية الكاثوليكية، والشعائر الدينية الكاثوليكية، والقانون الكنسي الكاثوليكي. ويَعتبر الفيلسوفُ الإنجليزي «أنطوني كيني» الأكويني «واحداً من أعظم عشرة فلاسفةٍ في العالم الغربي»، بينما لم يرَ برتراند رسل فيه «من الجدارة ما يستحق به أن يوضع على قدم المساواة مع خيرة الفلاسفةِ سواءً في ذلك اليونان والمحدثون».

## المناخ العام

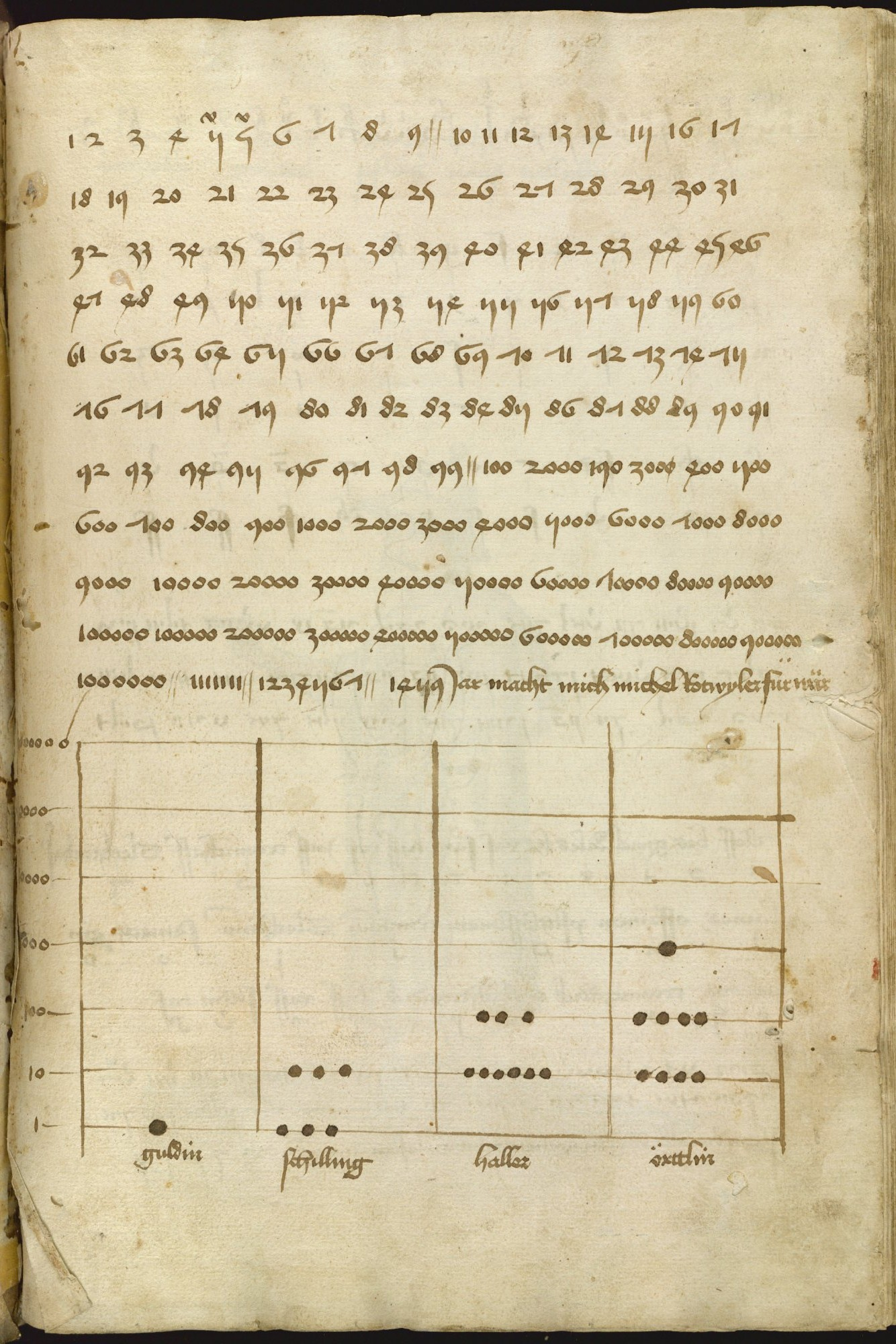
صفحة من مخطوطةٍ ألمانيةٍ من العام 1459 تشرح كيفية استخدام الشكل العربي ذي الخانات لنظام العدِّ العشري بواسطة الأرقام العربية بدلاً من الشكل الروماني القديم غير العملي.

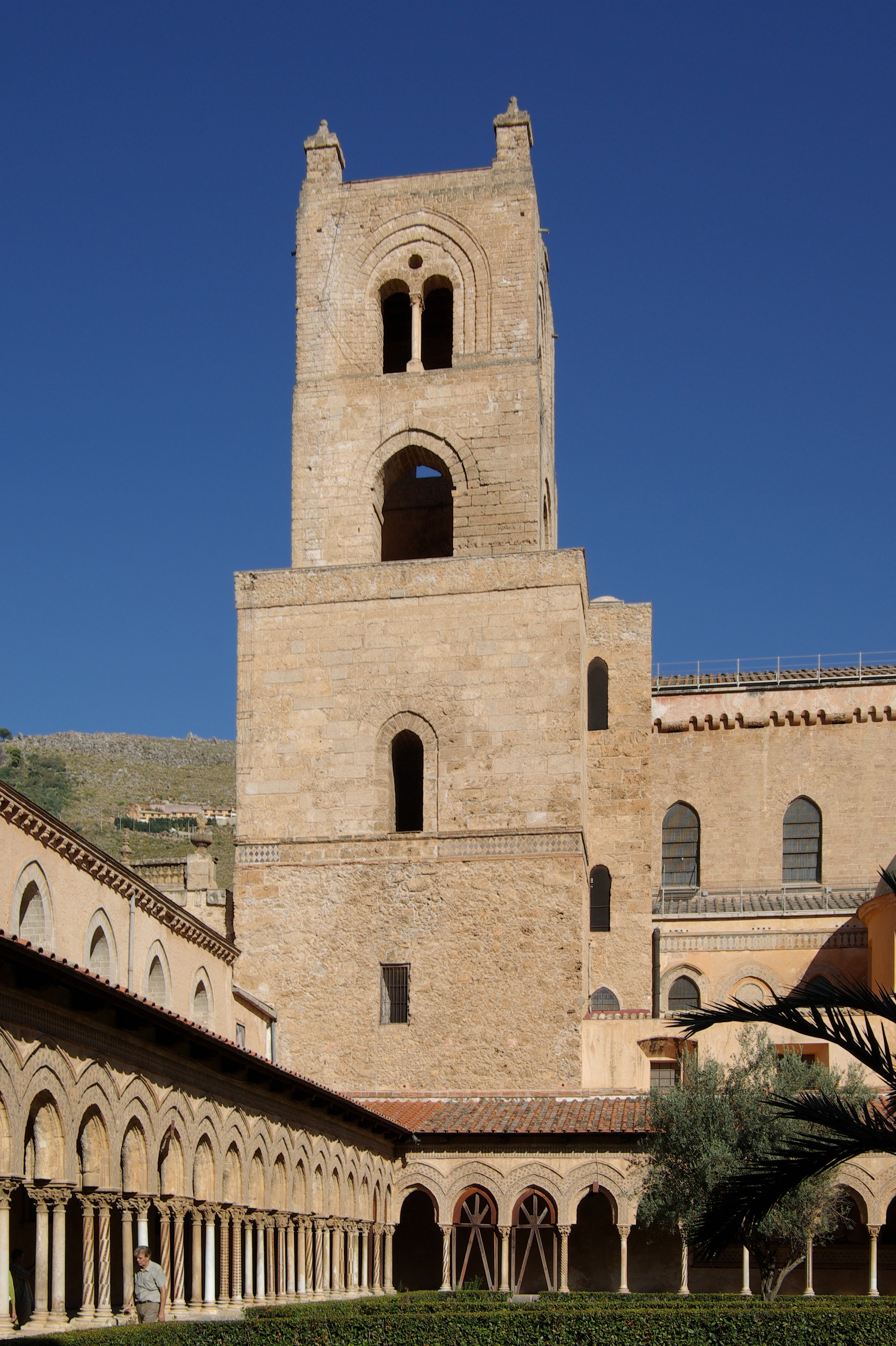
كاتدرائية بلدة مونريالي الشهيرة (بلرم - صقلية). يعود المبنى للقرن 12م، ويبدو جلياً نمط العمارة الأندلسية-شمال الإفريقية المبكرة.

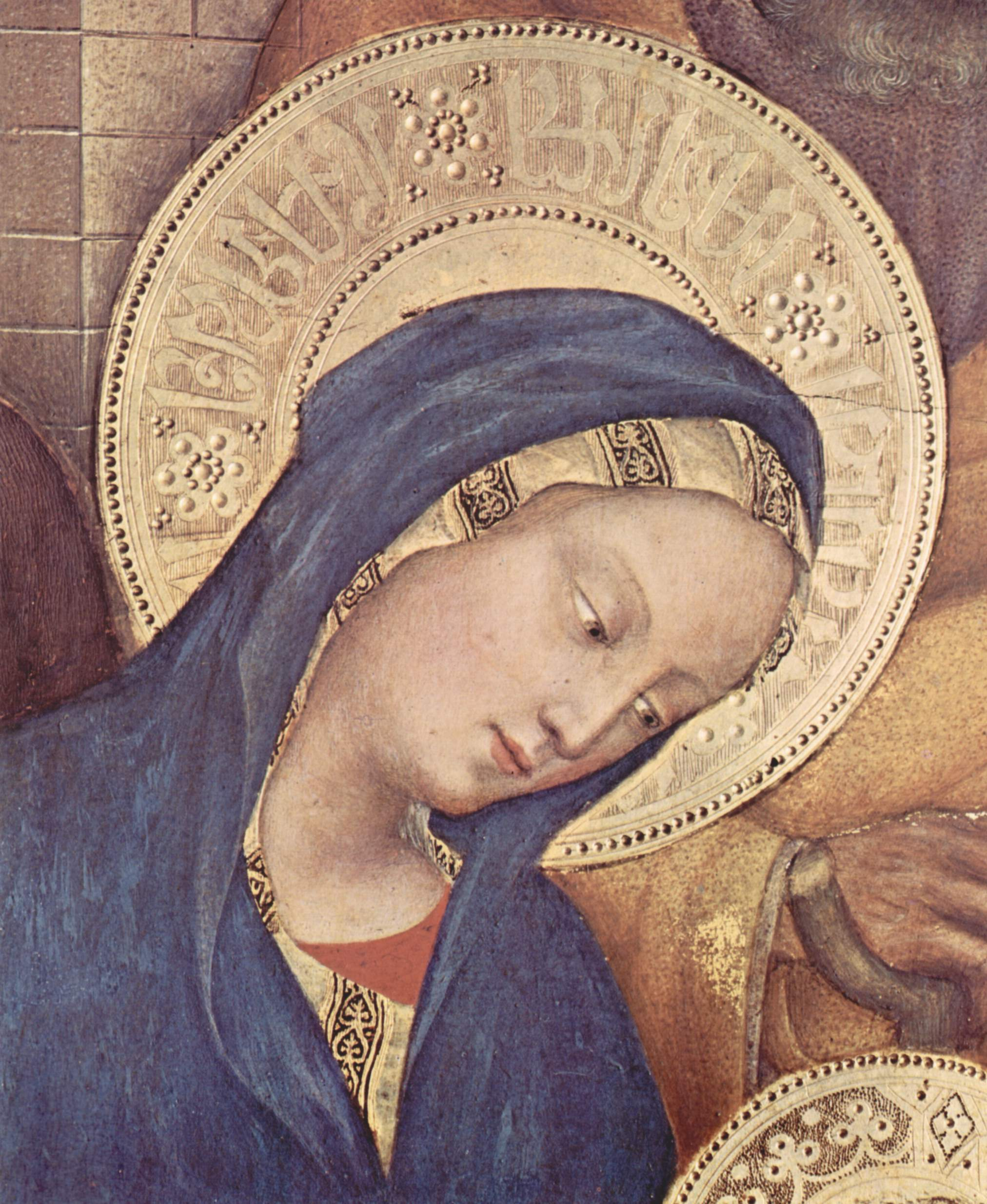
زخارف خطية من النمط شبيه الكوفي في الهالة التي تحيط برسم السيدة مريم في لوحةٍ بريشة «جينتايل دي فابريانو» ترقى إلى العام 1423م. (فلورنسا-إيطاليا).

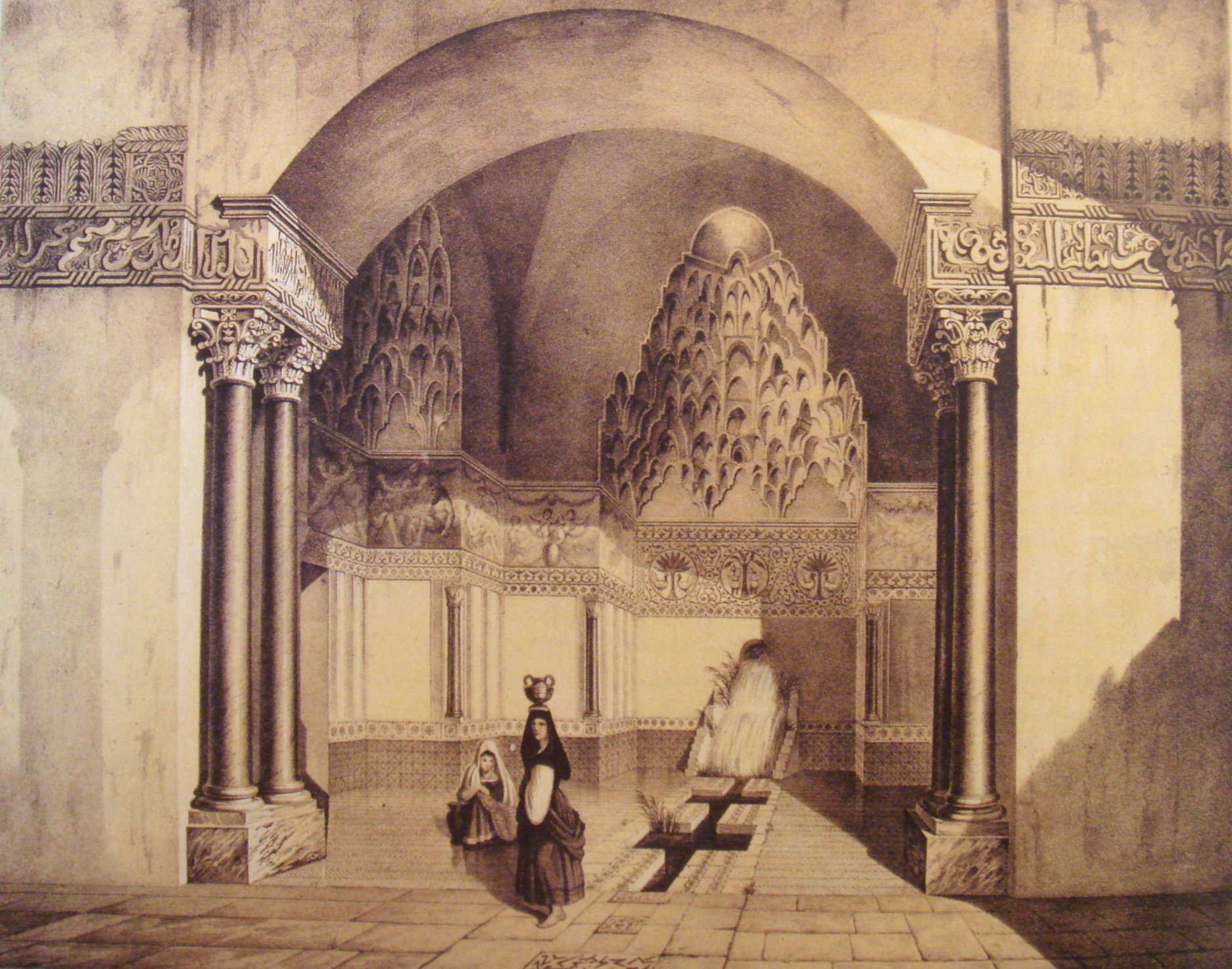
لوحة تعود إلى القرن التاسعَ عشرَ لقلعة زيسا في بلرم تظهر فيها التأثيرات الإسلامية في فن العمارة. تلاحَظ الزخارف التي تزدان بها الجدران وتيجان الأعمدة، والقبوات المتقاطعة في السقف، والمقرنصات والمقبوسة من فن العمارة الإسلامي والخط العربي

جرت مياه كثيرة تحت الجسور منذ أطلق أوربان الثاني نداءَه لتحرير بيت المقدس. مع مطلع القرن الثالثَ عشرَ وعت أوروبا الغربية أن الانتصار العسكري في الشرق أعقد من مجرد حملاتٍ عسكريةٍ وحسب مهما كانت شاقةً ناهيك عن الانتصار السياسي، وكان الناس بُسطاءَ سُذّجاً يعتقدون أن المنتصر مؤيَّد من السماء ما أوجد عندهم شعوراً بالتناقض؛ كيف لنا أن نُهزم ونحن أصحاب العقيدة الحقة؟! «فالمغزى الرئيسي إذن للحركة الصليبية هو أن أوروبا الغربية اكتشفت روحها من خلال هذه الحركة، وقد جَبّتْ [أي قطعت] هذه النتيجة الإيجابية بمراحلَ آثار الفشل السياسي والحربي الذي صادفته... وبهذا نجد أن الحروبَ الصليبيةَ قد أسفرت عن عكس الهدف المعلن في بدايتها تماماً»، وبرز دور «قومونات المدن» (في شمال إيطاليا بدءاً من القرن الحادي عشر) التي توسعت، وما فتئت تكافح -في مثابَرةٍ- لتحوز حريتها شيئاً فشيئاً من السادة الإقطاعيين، ثم أقامتِ الأحلافَ لترسيخ أقدامِها أو لتوسيع تجارتِها في أوروبا أو مع الشرق مثل رابطة الراين (حوالي 1254م)، والرابطة الهانزية شماليَّ الألب منذ 1252م التي ناهز عددها ثمانين مدينةً في القرن الرابع عشر، وبلغت قومونات المدن في شمال إيطاليا من الثراءِ حدّاً جعل -مثلاً- الفلورين عملةً مقبولةً في جميع أنحاء أوروبا الغربية في العام 1252م، ومكّن البندقية من تمويل جزءٍ كبيرٍ من الصليبية الرابعة (02-1204) على القسطنطينية، وبلغت واردات البندقية السنوية من السلطنة المملوكية وحدها مليون دوقةً في القرن الثالث عشر، وصاحب ذلك الازدهارَ بناءُ القصور والكاتدرائيات المدينية الضخمة على «النمط القوطي» ذي الاستعاراتِ الواضحةِ من العمارة الإسلامية مثل القبوات ذات الأقواس المتقاطعة والزجاج المُعشّق (الملون)، وتوسعت شبكةُ الطرق وجرى تحسينُها، وانتشرتِ النُّزُلُ البسيطة على الطرقاتِ للمبيت، وكان الزجّالون والشعراء الغنائيون الجوّالة (أو شعراء الفروسية الغزلون) الذين يُسمَّوْنَ التروبادور يرتحلون عبر الأرجاء يشدون قريضَهُمُ الرومانسي الذي استُقيت مواضيعه من الشعر والموشحات العربية، كالغزل والحب العذري والهُجران والتغني بالطبيعة والحماسة مما كان دخيلاً على الأدب الأوروبي المُقتصر على المواضيع الدينية في ذاك الأوان المبكر، وكان الرهبان الفقراء ينتقلون من صَقعٍ إلى صقعٍ يبشرون بكلمة الرب مترسّمِينَ خُطا المسيح. وسافر العديد من البحاثة إلى صِقليّة والأندلس والعالم العربيّ، وترجموا أعمالاً في الفلك والرّياضيّات، بما في ذلك التّرجمة الكاملة الأولى لـ"عناصر إقليدس". واستقدم ملوكُ صقلية النورمانُ أربابَ المعرفة من العالم الإسلامي واستضافوهم في مجالسهم كنوعٍ من التقدير، أو لزيادة سمو مجالسهم. في وقتٍ فشا فيه الجهل والأمية في المجتمع الغربي فُشُوّاً عظيماً.
وما ينبغي أن يُخالَ من هذا التطور أن الحياة كانت رخيّةً سخيّةً. لقد أحصيتْ في عهد فيليب أغسطس الملك الفرنسي (حكم 1180-1223) إحدى عشرة سنةً من المجاعاتِ أكل فيها أقنانُ الأرض الجذورَ ولحاءَ الشجر والحيواناتِ النافقةَ قبلما يقضوا جوعاً، ولشدَ ما قضتِ الأوبئةُ والأمراضُ -بسبب الجهلِ والعنايةِ الصحيةِ المزريةِ- والحرائقُ على سكان المدن وقد كان جُلّها مشيداً من الخشب، وفي كتاب «الاعتبار» لأسامة بن منقذ الكناني رواياتٌ فاجعةٌ عن الطب عند الإفرنج ومبلغ تضلعهم منه في تلك الأزمان. ويذكر مونتجُمري واط أنه إلى مطلعِ القرنِ الثالثَ عشرَ حتى عرفت أوروبا المشافيَ المختصّةَ باستقبالِ المرضى فقط، وإنْ تكُ من دونِ أجنحةٍ مستقلةٍ للأمراضِ المعديةِ. وكان العنف سائداً لدرجة أن مَجْمَعاً كنسيّاً في العام 989م حرّمَ مهاجمةَ القساوسةِ والكنائسِ وممتلكاتِ الفلاحين ما عُرف باسم «سلام الرب»، ثم أضيفَ له في مناسباتٍ أخرَ التجارُ [الباعة الجوّالة]، والناسُ في طريقهم إلى الكنيسة، والطواحينُ، ومعاصرُ النبيذ، وسنة 1017 فُرضتِ اللعنة على كافةِ أشكالِ العنفِ من العاشرة من يوم السبت حتى فجر الاثنين ما عُرف باسم «هدنة الرب»، ثم جُعل بَدْؤها من مساء الأربعاء، ووُسّعت لتشملَ أيامَ الصوم الكبير كافةً، والآحادَ الأربعةَ قبل عيد الميلاد. وسنة 1094م قرر مجمعٌ كنسيٌّ أن «أيَّ مسيحيٍّ بقتلُ مسيحيّاً آخرَ فإنه بذلك يُريق دمَ المسيح».

### ملوك مستعربون وملوك متشددون

مملكة صِقِلِيّة وعاصمتها بلرم سنة 1154م عشيّة وفاة الملك روجر الثاني النورماني (حكم 30-1154م).

عاش البلاط الملكي في بلرم بعد زوال الحكم الإسلامي أزهى عهوده في ظل الملك النورماندي روجر الثاني وحفيده فريدريك الثاني (ملك صقلية 1198-1250، الإمبراطور الروماني المقدس 20-1250)، فقد أشبه بلاطاتِ قرطبة وإشبيلية وطليطلة وسرقسطة وسائر ملوك الطوائف في الأندلس حتى قُدِّر عدد سكان بلرم في القرن الثاني عشر بنصف مليونٍ،
 ومثلهم استقدما الفلاسفة والعلماء المسلمين كالشريف الإدريسي (1100-1166/ 560هـ) -الذي أهدى راعيه روجر الثاني كتابَه «نزهة المشتاق في اختراق الآفاق»-، وتزيّا بالزي العربي، وقرّبا المغنين الجوالين (التروبادور) لدرجة أنْ لُقّب كل منهما [إيماءً إلى نظام حكمه المستعرب] بـ«سلطان صقلية المُعمَّد». وكان معظم مستشاريهما وموظفي دواوينهما من المسلمين، ولقد ورثا عن الحكم الإسلامي مؤسسة «لا ديوانا» (الديوان) المشرفة على تنظيم مالية الدولة والضرائب،
 هذا الانفتاح وما ولّده من نهضةٍ -والتي لم يكن روجر الثاني وفريدريك الثاني سوى نموذجين لها وشاهدين عليها- جاء نتيجة التغلغل الحضاري الإسلامي في المجتمع الغربي، وهو سيولد ردة فعلٍ لن تلبثَ أن تَعتبر كل ما ورد ويرد من المجتمع الإسلامي عيباً محضاً وشراً مستطيراً.
وكان لويس التاسع (حكم 26-1270م) صاحب فرنسا أبرز من يمثل رد الفعل ذاك. خطط وقاد صليبيتين على الشرق وهما الصليبية السابعة على مصر (1250) أُسر فيها، وأمضى بعدها أربع سنين في فلسطين يستحث نبلاءه عبثاً لخوض حملةٍ أخرى، والصليبية الثامنة على تونس (1270) التي قضى فيها نحبه.

### البابوية، الحملة الصليبية الألبجنسية

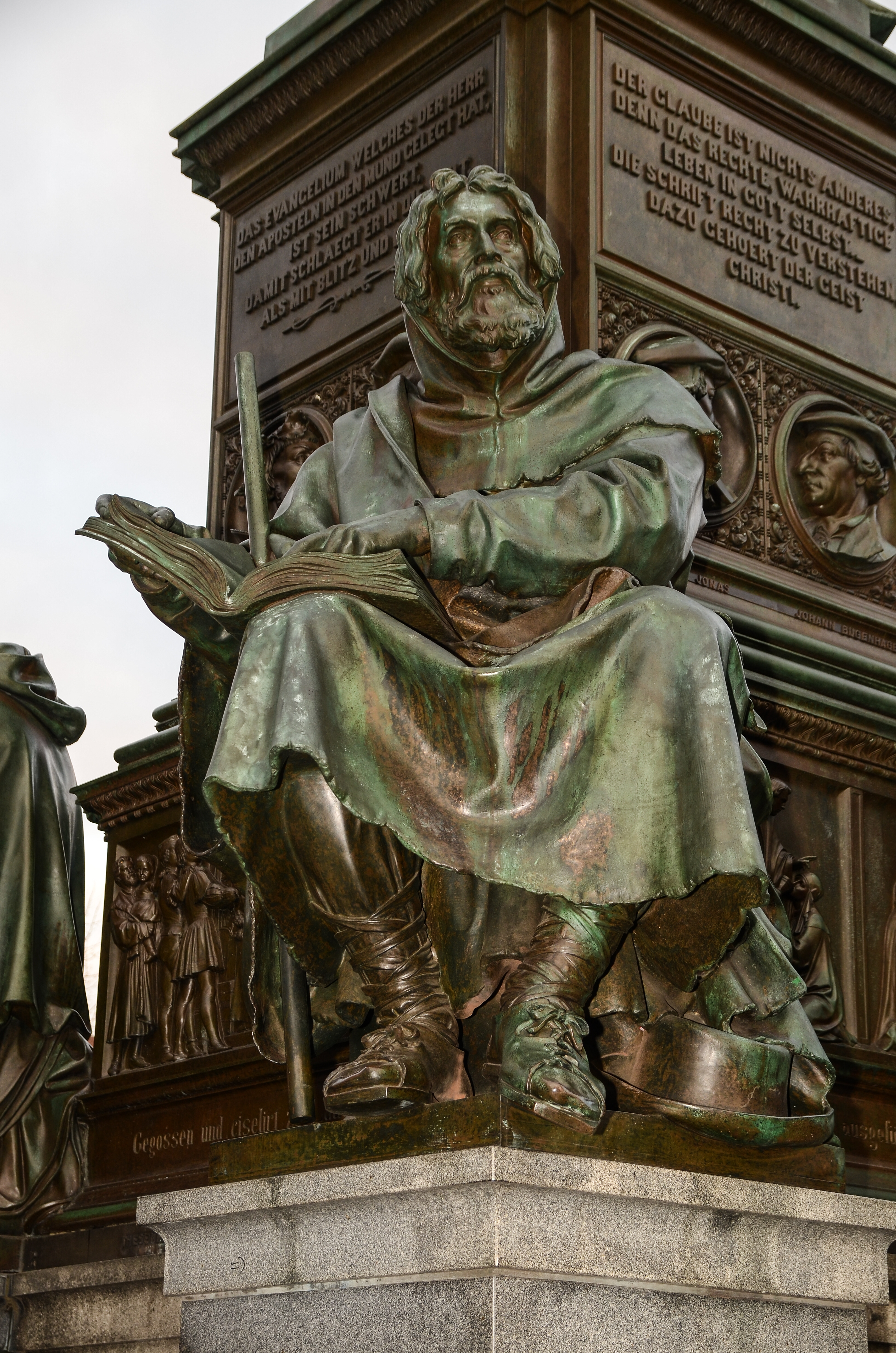
نصب بطرس والدو في مدينة فرميزة الألمانية، يعود للعام 1868.

كان لتأثيرات الحضارة العربية الإسلامية عبر مداخلها المختلفة إلى المجتمع الغربي (الأندلس، صقلية، الحملات الإفرنجية، فضلاً عن الطرقِ الأقلِّ أهميةً كالتجارة) والممتدةِ سحابةَ قرونٍ من أن تختمرَ وتثمرَ نهايةَ المطاف. كانت علاقات جنوب فرنسا (يطلق عليها منطقة «ميدي») وثيقة الوشائج مع شمال إيبيريا أكثر مما هي مع فرنسا الشمالية. إن اللهجاتِ المحليةَ لجنوب أوروبا الغربية تطورت ضمن عائلة اللغات الرومانسية في فرعٍ خاصٍّ بها وكان منها القطالونية شمال شرقي إسبانيا، والبروڤنسالية جنوبيَّ فرنسا، والبييدمونتية شمال غربي إيطاليا، في حين تعد الفرنسية الشمالية (الحالية) أكثرَ نأياً رغم انتمائها إلى عائلة اللغات الرومانسية نفسها. مما تميزت به بعض طوائف ذلك العهدِ الإيمانٌ بأنه لا وسيطَ بين الله والعبد قاصرين دور الكنيسة على الوعظ والإرشاد، كحالة أتباع «بطرس والدو» أو «فقراء ليون» الذين بشروا باللهجة المحلية. كان والدو تاجراً ثرياً وهب ثروته للفقراء (قرابة 1170)، ورعى ترجمة العهد الجديد إلى اللغة المحلية ليتمكن من الاستشهاد به للعامة، وبدأ التبشير، وعندما رفض طلبَ البابا الخضوعَ للنظام الكنسي معتبراً أنَّ واجبه أن يطيعَ الرب أكثر من طاعة البشر حرمَه وجماعتَه البابا، فخرجوا ملتجئين إلى شعاب جبال الألب في منطقتي سافوا وبييدمونت وفي لانجدوك (الفرنسية: Languedoc)، وشُهِروا بالتواضع والعمل المستقيم والعفة والمحبة، حتى كتب عنهم أحد المؤرخين: «إن ألدَّ الأعداءِ لا يمكنهم أن يجدوا علةً واحدةً في بطرس والدو ومسيحيي الألب الكتابيين من حيث الآداب والسلوك». صادفتِ الوالدنسية انتشاراً في أرياف شمال جبال الألب -حيث مات والدو طريداً في بوهيميا في العام 1179م- وجاءت إرهاصاً للحركة البروتستانتية بعد ثلاثة قرون.

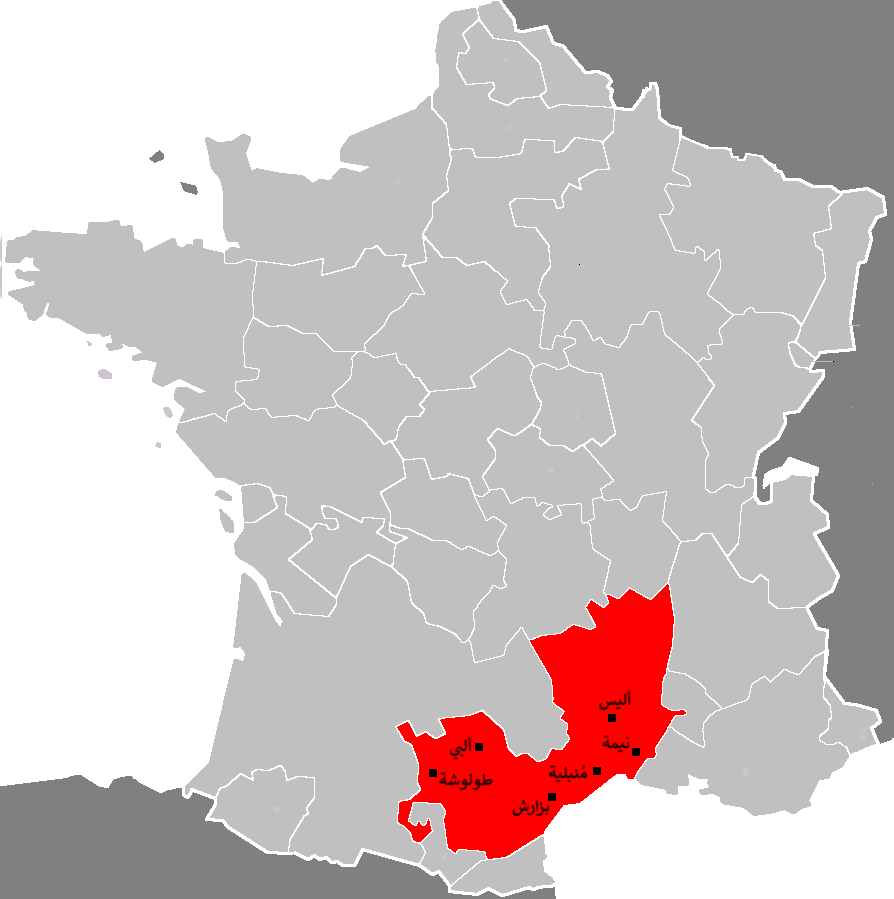
مقاطعة لانجدوك في جنوب فرنسا، وأهم مدنها التاريخية.

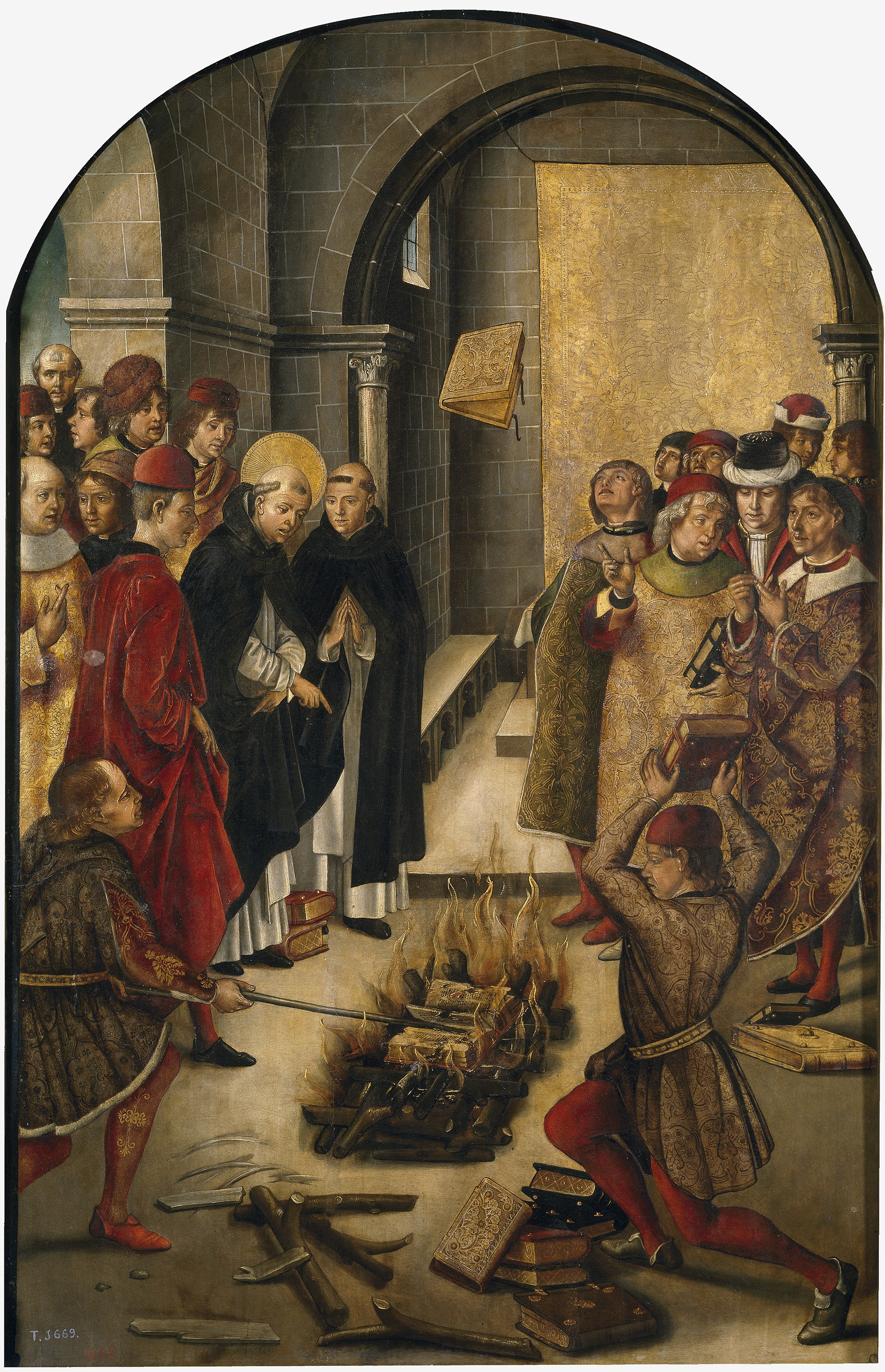
لوحة "بدرو بيروجويتي" العائدة إلى القرن الخامس عشر تصور إحدى المرويات عن القديس دومينيك في تحديه للألبجنسيين، فقد ألقيت نصوص كلٍّ منهم في النار، لكن كتاب القديس دومينيك كان عصيّاً على ألسنة اللهب، ولم يحترق.

كان الشعور العام أن القاعدة الرئيسة للتيار المخالف للكنيسة يتركز في بييدمونت وجنوب فرنسا وأرغون، وهي مناطق المانويين الذين كوّنوا طائفة الكاثار (الإنجليزية: Cathari أي "الأطهار" باليونانية) وهم من دُعوا في جنوبي فرنسا بالألبيجنسيين (الإنجليزية: Albigensians).
 اعتنق الكاثار الثنويةَ المانوية الوافدةَ مع التأثيرات الشرقية ممزوجةً مع الغنوصية ومذهب العرفان المسيحي وربما شيء من التقمص، واعتقدوا بالصراع الأزلي بين الخير (الروح) ويمثله المسيح، والشر (المادة والجسد) ويمثله الشيطان وسلاحه الرغبة الجنسية، وأنكروا المَطْهر، والنار، والبعث، ورأوا أن روح المرء التقي ستتحد بجسده فيما ستتقمصُ الروحُ الشريرةُ الحيواناتِ، وكانوا يُجلّون العفة الجنسية ويُحلّونها مكانةً ساميةً من معتقداتهم، وهم مُسالمون يرَوْن القتل أمراً شائناً أكان على يد قاتلٍ أم بحكم قاضٍ. وساعد الشعراء (التروبادور) والتجار الجوالة في سياحتهم على نشر أفكار الألبيجنس، ومما زاد من انتشارهم دعوتُهم لحرية الرأي والعقيدة، إذ ساد مجتمعاتِهم تسامح كبير حتى مع اليهود في مقابل تصلب الكنيسة وفساد رجال الإكليروس الذين اشتهروا ببيع المناصب الدينية والتسرّي، وفي بعض المناطق حَدَبَ الأمراء والسادة الإقطاعيون عليهم مثل ريموند السادس قُمُّص (كونت) طلّوشة عاصمة مقاطعة لانجِدوك الذي كان العديد من موظفي بلاطه منهم، وقاموا بالدعوة علناً تحت حكمه، حتى إنهم دُعوا بالألبيجنس (الفرنسية: Albigeois) نسبةً إلى مدينة «ألبي» التابعة له في مقاطعة لانجِدوك جنوب غربي فرنسا، والتي اعتبرت مركزهم، وقد وافق ريموند السادس على محاولة هدايتهم بالإقناع، لكنه رفض تنفيذ المرسوم البابوي باستئصال شأفتهم بالقوة، ما أدى إلى حرمانه كنسياً مرتين، كما رفض بعضُ رجالِ الكنيسةِ استخدام العنف ضدهم كأسقف أُربونة، وأسقف بَزَارِش، ولما أعيت إنوسنتَ الثالثَ (حبريته 1198-1216م) الحيلةُ أعلن عن حملةٍ صليبيةٍ على الزنادقة واعداً بأن تكون أراضيهم ومدنهم وممتلكاتهم مستباحةً لكل من يشترك فيها، وبسبب القرب الجغرافي كان أمرها أيسرَ جداً من الحملات الإفرنجية (الإنجليزية: Crusades) المتجهة إلى المشرق، فضلاً عن أن مناطق الألبجنس كانت مغريةً بسبب ثرائها وازدهارها، وسرعان ما تقاطرَ المتطوعون، وكان أبرزهم -وبالطبع أكبرهم مغنماً- الملك الفرنسي الذي استولى على مناطقَ شاسعةٍ ضمها في النهاية إلى أملاكه الخاصة، وإقطاعيّتُه وقتئذٍ من الصغر لا تعدو بالكاد ما بين باريس وأورليان، بل إن كثيراً من السادة الإقطاعيين من أتباعه كانوا أثرى -وبناءً عليه أقوى- منه بكثيرٍ. دامتِ الحملة عشرين عاماً، وصاحبتها وحشيةٌ بالغة العنف والقسوة حتى بالمعايير الأوروبية القروسطية، وأدت إلى تأسيس محاكم التفتيش على يد الدومينيكان سنة 1210. واعتبرت من أوائل حروب الإبادة الجماعية (الإنجليزية: Genocide) في التاريخ.
فيما بعد يحرّم مجمع تولوز (طلّوشة) الكنسي عام 1229م تحريماً باتاً ترجمةَ أي جزءٍ من الكتاب المقدس -عدا المزامير والأدعية- إلى اللغات الدارجة. بل يحرّم حيازة الكتاب المقدس على العامة.

أما البابوية فدفعت ثمن انتصاراتها غالياً. إن طلب التمويل لشن الحروب -عدا عما تجره من ويلاتٍ- وإدارتَها لذرائعَ تخفي نوازعَ شخصيةً -ناهيك عن الأموال المحصَّلة لإدارة مؤسسةٍ كبرى كالبابوية وفساد رجال الإكليروس- أطغى شيئاً فشيئاً روحاً من البغضاء ومساءةِ الظن على مشاعر المحبة والإجلال، ففي مطالع القرن الثالث عشر حكم إنوسنت الثالث (حبريته 1198-1216م) على أنه خليفة المسيح في الأرض، فكانتِ الصليبية الألبجنسية واحدةً من مآثره، واستخلص من ملوك إنجلترا وأراجون والبرتغال اعترافاً بأنهم إنما يحكمون بلادهم إقطاعاً من البابوية، وأصدر حرماناً بحق حنا (جون) الملك الإنجليزي (حكم 1199-1216م) حنى إذا أخضعه مجبراً إياه على الاعتراف بخطيئته، التفت إلى النبلاء (البارونات) الذين كانوا ثاروا على الملك حنا وأرغموه على منحهم أول وثيقة حقوقٍ دستوريةٍ وأشهرها في القرون الوسطى؛ العهد الأعظم أو الماجنا كارتا (الاسم منحوت من اللاتينية) (1215) فحرمهم وألغى الوثيقة، وأشعل حرباً أهليةً مُروّعةً في ألمانيا، وشرع يعين أباطرة الإمبراطورية الرومانية المقدسة ويعزلهم وفق شروطه، لكن الأمر تغير مع الزمن، وما زاده سوءاً جشع البابوات وفسادهم، فعمد إنوسنت الرابع -الجنوي ذو الخلفية المالية الخبيرة- (حبريته 43-1254م) إلى شراء النفوذ في إيطاليا بتعيين طليانٍ في كثيرٍ من الوظائف الدينية في إنجلترا حيث اعتادوا على جني العوائد دونما حضورٍ في وظائفهم، وبعدما أثقل كاهلَ الهيثة الكنسية في كلٍّ من إنجلترا وفرنسا اضطر لويس التاسع -الذي لطالما حباه الكرسيُّ الرسوليُّ ومملكتَه على الدوام بشيءٍ من الرفق وطيب المعاملة- إلى التذمّر برسالة احتجاجٍ شديدة اللهجة: «من يشتدُّ في استدرار الضروع لابد وأن يحلب الدم»، واستغاث رجال الكهنوت الإنجليز من زراية أحوالهم شاكين إلى المجلس الديني العام المنعقد في مدينة ليون سنة 1246 (مجمع ليون المسكوني الأول)، كذلك الأمر حينما ارتأى ألكسندر الرابع (حبريته 54-1261) أن يجند حملتين -بتمويلٍ إنجليزيٍّ- فشلتا في احتلال صقلية (1261) للتخلص من مانفرد ابن فريدريك الثاني من آل هوهنشتاوفن غرماء البابوية التقليديين. هذا كله فضلاً عن الحروب الأهلية التي دأب الباباوات على إثارتها وتمويلها وجعلت -على سبيل المثال- من أواخر عهد فريدريك الثاني جحيماً. حتى إذا اشتطَّ بونيفاس الثامن (ولد 1235، حبريته 1294-1303م) في ذلك شططاً غير مسبوقٍ -لدرجة أنه شنَّ حملةً صليبيةً على آل كولونا خصوم عائلته- وقف إدوارد الأول الإنجليزي (حكم 1272-1307م) وفيليب الرابع (الوسيم) الفرنسي (حكم 1285-1314م) ضده معلنين نيتهما بأن يكون كلٌّ منهما سيّداً في مملكته، وأن رعية كلٍّ تؤيده في ذلك كلياً، وأنه ليس ضروريّاً أن يخضع الملك للبابا لكي يفوز بنعيم الآخرة، وعندما أرسل فيليب الوسيم في سَوْرةِ غضبٍ لاختطاف البابا المُسنّ وجلبه إلى فرنسا سنة 1299 لم يجد أحدٌ في نفسه دافعاً لإبداء اعتراضٍ ما، ولكن لئن كان بونيفاس الثامن أفلح إلى حدٍّ ما في الحفاظ على استقلال القرار البابوي، فإن خليفتَه كلمنت الخامس (حبريته 05-1314) -الذي انتخب بدعمٍ حاسمٍ من فيليب الوسيم، ونقلَ مقر الكرسي الرسولي إلى أفنيون جنوب شرق فرنسا- أخفق في ذلك إخفاقاً ذريعاً مدشناً أحلك حقبةٍ من تاريخ الكنيسة الرومانية عندما انشقت إلى بابا في روما خاضعٍ لنفوذ الإمبراطور الروماني المقدس، وآخر في أفنيون بات ألعوبةً بيد العاهل الفرنسي (بابوية أفينيون، 1305-1417).

### الثقافة والعلم والفلسفة

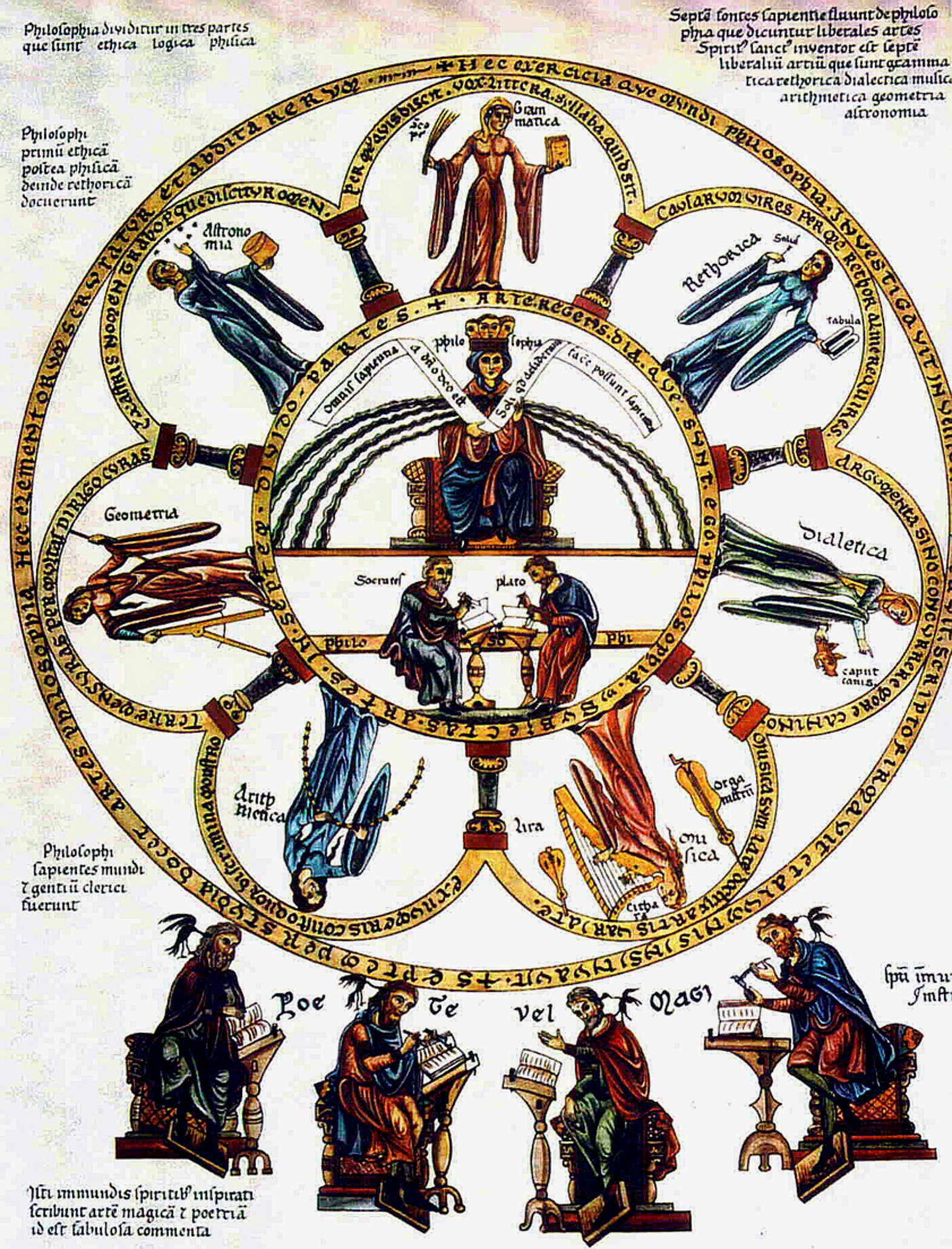
مكانة الفلسفة بين الفنون الحرة السبعة. صورة من القرن الثاني عشر (حوالي العام 1180).

ما فتئتِ اللاتينية في ذلك الأوان المبكر -والحضارة الغربية لمّا تزلْ تحبو- اللغةَ الوحيدةَ للعلم والفلسفة والثقافة عموماً في مجتمعٍ شاسع الأرجاء يمتد من صقلية إلى بريطانيا، ومن البرتغال إلى بورغُنديا وجبال الألب، فكان بوسع الطلبةِ خريجي المدارس الإقليمية أن يرتحلوا من صقلية أو ناپولي (على نحو ما سيفعل توما الأكويني) إلى پاريس، أو بولونيا، أو شلمنقة، أو أكسفورد، أو مونپلييه للدراسة في جامعاتها دونما حاجةٍ لإتقان لغةٍ أخرى، وكان التعليم تحت إشراف الكنيسة، ولم يكنِ الاقتباس عن المسلمين هُجنةً بل بالحريِّ صيحة العصر، فقد كانت كلمة فيلسوف في عصر القديس أنسلم (1033-1109م) تعني عربي، ونُقل عن روجر بيكون (20–1292) قوله: «لقد جاءتِ الفلسفة إلينا من العرب»، ولقد تتلمذت أوروبا على مآثر الفلاسفة والعلماء المسلمين، و«إنَّ في إشارات روجر بيكون المتكررة لابن رشد وابن سينا والفارابي لدليلاً على ما كان لهؤلاء العلماء من تأثيرٍ وحافزٍ جديدٍ... وسنرى أن الذي دعا توماس أكويناس لتأليف كتابه الجامع في اللاهوت "الخلاصة اللاهوتية" هو أن يحول دون تسرب التفاسير العربية لأرسطو إلى علوم الدين المسيحية.»
لم تكنِ الفلسفة المدرسية (الاسكولاستية) مذهباً قائماً برأسه، بل مصطلحاً أطلق لاحقاً على شتى المذاهب والأفكار الفلسفية التي وُجدت في أورُبّا القروسطية، ولقد وصلت إلى ذِروتها إبّان القرن الثالث عشر الميلادي بحيث بات يُمكن التمييز بين أربعة تياراتٍ مختلفةٍ إزاء الفلسفة اليونانية -وأرسطو خاصةً- في هذا القرن:
- ثمة أولاً الرشديون، ولربما أُطلق على مذهبهم «الرشدية اللاتينية»، الذين تقبلوا أفكار أرسطو كما شرحها المسلمون وأهمهم ابن رشدٍ الحفيد (ت. 1198) دونما تحفظٍ أو تعديلٍ، وحيثما تخالف هذه الآراء تعاليم الدين نادَوْا بوجوب قَبول كليهما معاً (وهي النظرية التي دعيت فيما بعد بـ«الحقيقة المزدوجة»)، وأبرز من يمثلهم سيجر دي برابانت أو سيجر البرابانتي (حوالي 1240 – قبل 10/ 11/ 1284م)، ويعد من أوائل ممثلي هذا التيار ميخائيل اسكوت (ت. 1230) الذي رعاه رائد التجديد فريدريك الثاني، وكلفه بنقل شروح ابن رشدٍ لكتابات أرسطو إلى اللاتينية.
- وثاني هذه التيارات الأغسطينيون ممن درسوا أرسطو ووعَوْا أفكاره مع تمسكهم بآراء القديس أغسطين المبنية على الفلسفة الأفلاطونية، وأبرزهم القديس بونافنتورا (21-1274).
- وثالثها فريق من الأغسطينيين الفرنسيسكان ظهروا في أكسفورد، واهتموا بالعلوم التجريبية والرياضيات أكثر من الميتافيزيقا، ويمثلهم روبرت جروسِّتست (1175-1253) (الإنجليزية: Grossetest)، وتلميذه الفرنسيسكاني روجر بيكون (20–1292) الذي اعتمد على ما قدمه المسلمون ولا سيما ابن سينا وابن الهيثم، وكان من أهم ما قبسه عن المسلمين -وخاصةً ابن الهيثم وقد كان كتابه «المناظر» بمنزلة الدستور العلمي لأساتذة أكسفورد- الاهتمام بالمنهج التجريبي في البحث، فقال إن وسائل المعرفة ثلاثٌ؛ النقل والاستدلال والتجربة، والأولان لا يفيدان معرفةً ما لم تثبتِ التجربةُ صحةَ نتائِجِهِما، وقال إن التجربة توصلنا إلى علمٍ جديدٍ قائمٍ بذاته هو «العلم التجريبي» وكان بيكون أول من صاغ المصطلح، والذي يمكننا من السيطرة على الطبيعة.
- ورابعها الأرسطيون الدومينيكان الذين تمسكوا بأرسطو أساساً لشرح عقيدتهم، ولكنهم أنشؤوا تفسيراً له خاصاً بهم، ورفضوا ما سواه من الشروح والتفاسير مثل الأفلاطونية الحديثة، وأعمال الفلاسفة المسلمين كابن سينا والرازي على أرسطو، مع إقرارهم بتلمذتهم على كتابات أولئك الشُّراح وفهمهم أرسطو -أو جُلَّه على الأقل- من خلالهم، وأبرزهم ألبرت الكبير الألماني أسقف قُلونية الذي كان أول من فصل بين الفلسفة واللاهوت لأن الأولى وسيلتها العقل بينما يقوم الثاني على الوحي، لكنه أوصى بتوسيط الفلسفة لحل المشاكل اللاهوتية، على أنه -مع استيعابه للمذاهب الفلسفية السابقة عليه- لم ينشئ مذهباً مستقلاً خاصاً به ما جعل تلامذته ينقسمون بين الأفلاطونية الحديثة والأرسطية، وهنا يأتي تلميذه توما الأكويني ليُغلّب جانب أرسطو وليغدوَ أبرز ممثلي هذا التيار.

ولئن كانت هذه التيارات تلخص المواقف الفكرية للمجتمع الغربي في القرن الثالث عشر بناءً على الفيض الفكري والثقافي والفلسفي الإسلامي الوافد إليها، فإنها تمثل ردود فعل النخبة المثقفة الغربية على هذا الفكر، وما ينبغي من مجرد لقب التيار الأول «الرشديين» أو «الرشدية اللاتينية» أن نستنتج أنه كان له «الفضل الأكبر في تمكين الفكر العربي -خاصةً ابن رشدٍ- من التأثير في الفكر الأورُبي، فهو أمر يخالف الحقيقة تماماً. لقد زوّد الفكرُ العربيُّ الفكرَ الأورُبيَّ بغذاءٍ وموادَّ جديدةٍ، وفتح أمامه عالماً كاملاً جديداً من الميتافيزيقا، وكان على كافة مذاهب الفكر الأورُبي أن تدرسَ أولاً ترجمات المؤلفات العربية.» 

## السيرة الذاتية

### النشأة (1225-1244)

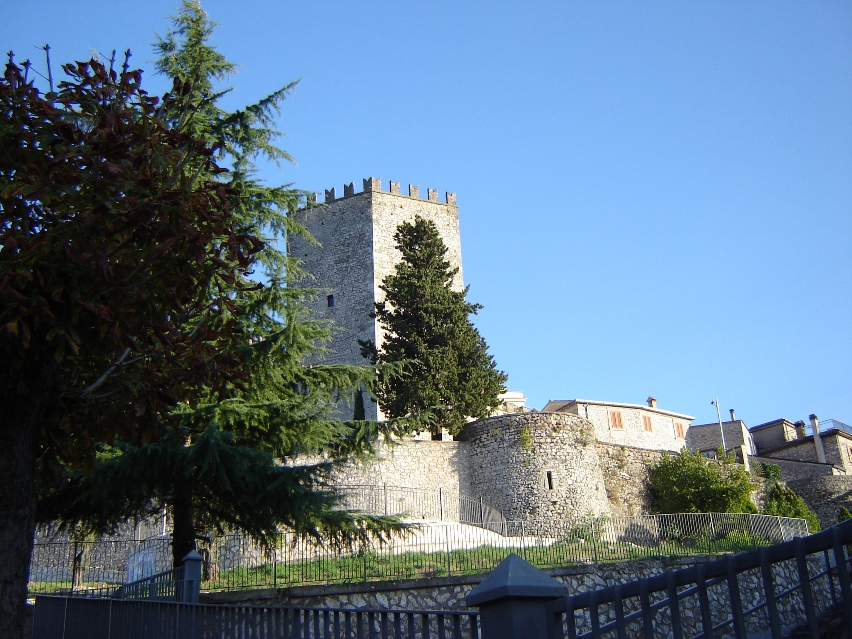
قلعة جبل سان جيوفاني كامبو.

ولد توما الإكويني حوالي العام 1225 على الأرجح (أرجع برتراند رسل ولادته لعام 1226) في قلعةِ روكاسِكا؛ قلعةِ والدِهِ «لاندولف دي أكوينو» كونت (قُمّص) منطقة أكوينو في مملكة صقلية (جنوب مقاطعة لاتسيو الإيطالية اليوم). ينتمي توماس إلى أقوى فرعٍ في العائلة، فقد كان لاندولف شريفاً مكيناً ذا نفوذٍ حاز لقبَ «فارسٍ» بصفته نبيلاً في بلاط الإمبراطور الروماني المقدس فريدريك الثاني.
وترتبط عائلته بسلالة هوهنشتاوفن الحاكمة في الإمبراطورية الرومانية المقدسة عن طريق والدته ثيودورا كونتيسة (قُمُّصَة) تيات. ولكن مصدراً آخرَ ذكر أنها تنتمي إلى فرع يدعى «روسّي» في عائلة «كاراشيولو» من ناپولي. كان سينيبالد شقيق لاندولف رئيس دير الرهبان البنديكتيين في مونتي كاسينو أقدمِ ديرٍ بنديكتيٍّ، بينما كان جميع أبناء العائلة في مهنٍ عسكريةٍ. قررتِ العائلة أن يسلكَ توماس طريق عمه في الرهبانية، وكان هذا نهجاً وظيفياً تقليدياً للابن الأصغر لأحد نبلاء جنوب إيطاليا.
بدأ توما الإكويني تعليمه المبكر في سن الخامسة في دير مونتي كاسينو، غير أنه بعدما اندلع الصراع العسكري بين الإمبراطور فريدريك الثاني والبابا غريغوري التاسع، ووصول هذا الصراع إلى الدير في أوائل العام 1239. قرر لاندولف وثيودورا إرسال ابنهما إلى المدرسة العامة [تسمية الجامعة حينذاك]؛ الجامعةُ التي كان فريدريك الثاني أنشأها حديثاً (في العام 1224م) في ناپولي، فالتحق بكلية الفنون حيث أمضى خمس سنين، وعلى الأغلب فإن توماس تعرّف ثمّة [لأول مرةٍ] على أعمال أرسطو، وابن رشد [الحفيد]، وموسى بن ميمون ممّن أثّروا لاحقاً على فلسفته اللاهوتية. كان معلمه في مواد الأرتيماطيقي والهندسة والفلك والموسيقا بطرس الإيبنيري، وخلال سنيِّ دراسته في ناپولي تأثر توماس بالمبشر الدومينيكاني يوحنا دي سانت جوليان الذي كان جزءاً من الجهود الفعالة للرهبانية الدومينيكانية من أجل تجنيد أتباعٍ مخلصين.
بعد أعوامٍ ستةٍ أمضاها في جامعة ناپولي، وفي سن التاسعةَ عشرَ قرَّ قرار توماس على الانضمام إلى النظام الدومينيكاني الذي كان الراهب القشتالي دومينيك دي غوزمان أسسه في العام 1215م، ولكن انضمامَه إلى الرهبانية الدومينيكانية لم يرُقْ لعائلته، وفي محاولةٍ لمنع أمه ثيودورا من التدخل في اختياره رتّب الدومينيكان لانتقاله إلى روما، ومن ثَمَّ إلى پاريس، ولكن أثناء رحلته إلى روما قبض عليه إخوته -بناءً على تعليمات أمهم- بينما كان يرتوي من نبعٍ، وأعادوه إلى والديه في قلعة «مونتي سان جيوفاني كامبانو».
احتُجز توماس لمدة عامٍ تقريباً في القلاع العائلية في مونتي سان جيوفاني وروكاسِكا في محاولةٍ لمنعه من تولي العادة الدومينيكانية ودفعِه إلى التخلي عن طموحه الجديد. وبسبب المخاوف السياسية لم يستطعِ البابا التدخل لإطلاق سراحه ما أدى إلى إطالة فترة احتجازه. أمضى توماس هذا الوقت في محاولة تعليم أخواته والتواصل مع أعضاء التنظيم الدومينيكاني.
في بعض الأوقات لجأ اثنان من إخوته إلى استئجار بغيٍّ لإغوائه، وحسب المدوَّن في السجل الرسمي لإعلان تقديسه فقد دفعها الأكويني عنه بعيداً حاملاً جذعاً محترقاً رسم به صليباً على الحائط قبل أن يسقط في نشوةٍ صوفيةٍ، ثم تبدّى له ملاكان وهو نائم، وقالا له: «انظر.. نحن نحزمك بأمر الله بحزام العفة الذي لن يتعرّض حامله للخطر من الآن فصاعداً. ما لا تستطيع القوة البشرية الحصول عليه أضحى الآن ممنوحاً لك كمنحةٍ سماويةٍ». مذ ذاك حصل توماس أكويناس على العفة الكاملة، وبقي يرتدي الحزام إلى نهاية حياته. أُعطي الحزام لدير فرشيلي القديم في بييدمونت، وهو الآن في شيري بالقرب من تورين.
أضحتِ العائلة يائسةً من عدول توماس -الذي بقي على تصميمه- عنِ الانضمام إلى الدومينيكان، ومع حلول أواخر العام 1244م، وبعدما فشلت جميع محاولاتها سعت أمه ثيودورا -حفظاً لماء الوجه- إلى ترتيب هروبه ليلاً من نافذته. كان الهروب السري من الاحتجاز في رأيها أقلَّ ضرراً من الاستسلام العلني للدومينيكان وصوناً لسمعة الأسرة. أُرسل توماس أولاً إلى ناپولي، ثم إلى روما لمقابلة «يوهانس فون ڤيلدِزهاوزن» السيد العام للتنظيم الدومينيكاني.

### باريس وقلونية وألبرت الكبير وأول إشراف في باريس (1245-1259)

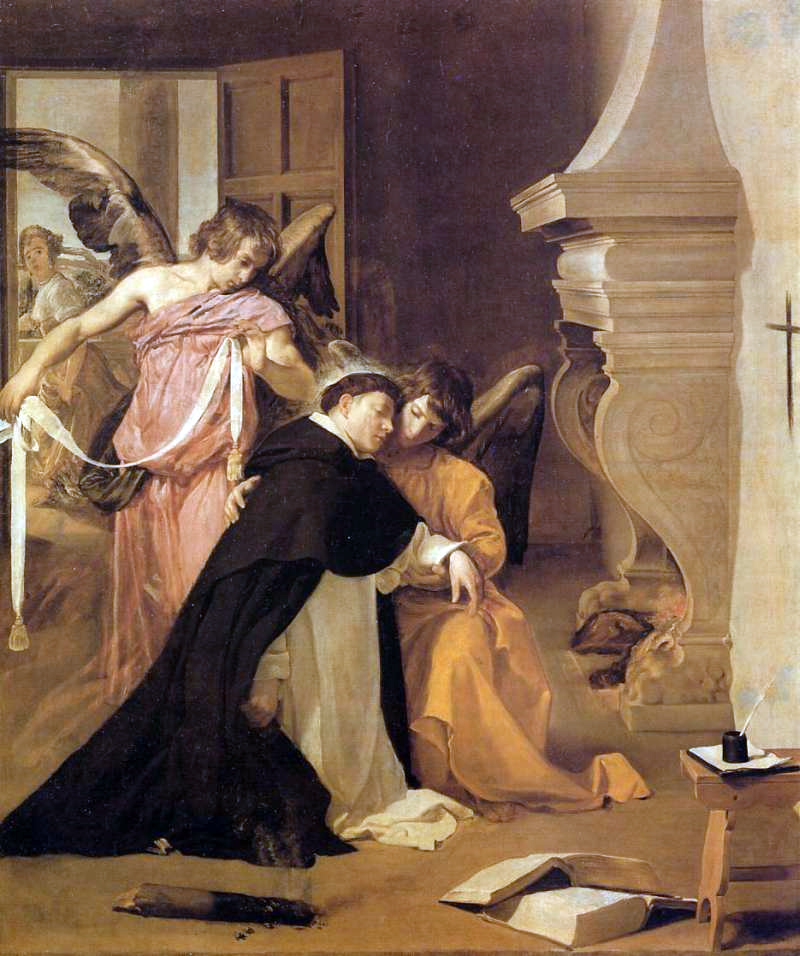
تمنطق توما الأكويني بحزامٍ صوفيٍّ من النقاء بواسطة الملائكة بعد عفته.
لوحة بريشة دييجو ڤِلاسكويز.

أرسل توماس أكويناس في العام 1245م للدراسة في كلية الآداب في جامعة باريس -التي تأسست في العام 1220، والتابعة لأسقفية باريس- حيث التقى هنالك لأول مرةٍ -في الأعم الأغلب- بالعالم الدومينيكاني «ألبرت ماجنوس» وارتبط به، ثم تولى الأكويني منصب رئيس قسم اللاهوت في كلية سانت جيمس في باريس، وعندما أرسل المشرفون ألبرت الكبير للتدريس في الجامعة العامة (التعليم العام) المفتتحة حديثاً في قُلونية في العام 1248م، تبعه توماس رافضاً عرض البابا إنوسنت الرابع (حبريته 43-1254) بتعيينه بصفته الدومينيكانية رئيساً لدير مونتي كاسينو العريق. عين ألبرت الكبير طالبَه "المعارضَ" توماس أستاذاً وطالبَ ماجيستر، وبعد فشله في مناظرته الأولى -نظراً لأنه كان هادئاً، ولا يتحدث كثيراً- اعتقد بعض زملائه من الطلبة أنه بطيء، ووصفوه بالثور الصامت، لكن ألبرت صاح بهم متنبئاً: «إنكم تدعونه الثور الغبي، لكنه في تعليمه سوف يُصدر يوماً ما خُواراً يُسمَع عبر أرجاء العالم أجمع».

كُلّف توماس أكويناس في قُلونية بالتدريس كأستاذٍ متدربٍ (اللاتينية: baccalaureus biblicus) حيث قام بإرشاد الطلبة حول كتب العهد القديم، وألّف «تعليق حرفي على إشعيا» (اللاتينية: Expositio super Isaiam ad litteram)، و«تعليق على إرميا» (اللاتينية: Postilla super Ieremiam)، و«تعليق على المراثي» (اللاتينية: Postilla super Threnos). عندما عاد إلى پاريس في العام 1252م للتحضير لدرجة الماجستير في اللاهوت حاضر عن الكتاب المقدس كأستاذٍ متدربٍ، وبعدما أضحى موضوع رسالته «بكالوريوس عن الجمل» كرس ثلاث السنوات الأخيرة من دراسته للتعليق على كتاب «الجمل» لبيتر لومبارد. في أول تآليفه اللاهوتية الأربعة ألف توماس تعليقاً ضخماً على «الجمل» عنونه «تعليق على الجمل» (اللاتينية: Scriptum super libros Sententiarium)، وبعيداً عن كتاباته للماجستير ألّف «في الوجود والجوهر» لزملائه الدومينيكان في باريس.
عُيّن الأكويني في ربيع العام 1256م أستاذاً مشرفاً في علم اللاهوت في باريس، وكان من أوائل أعماله إبّان توليه هذا المنصب «ضد أولئك الذين يهاجمون عبادة الله والدين» (اللاتينية: Contra impugnantes Dei cultum et religionem) مدافعاً عن حقوق أخويات الرهبان المتسولين (الإنجليزية: Mendicant Orders)  في تدريس اللاهوت، والذين كانوا عرضةً للهجوم من قبل «ويليام دي سانت أمور» الذي تمكن من تقييد السماح لأخويات الرهبان هذه بالتدريس إبّان غيبة لويس التاسع (في الحملة الصليبية السابعة على مصر) قبلما يُعيد إليهم البابا ألكسندر الرابع (حبريته 54-1261م) صلاحياتهم في ذلك. هاجم ويليام دي سانت أمور كذلك الجماعات الدينية والطوائف الرهبانية التي تدير مؤسساتٍ تعليميةً، فكان أن تصدى له الإكويني أيضاً.

وخلال فترة عمله تلك ما بين 1256 و1259 كتب الأكويني عدة أعمالٍ، بما فيها «أسئلة خلافية عنِ الحقيقة»، وهي مجموعة من تسعةٍ وعشرين سؤالاً تُعد محلَّ خلافٍ حول جوانب الإيمان والحالة الإنسانية أعدت لمناقشات الجامعة العامة التي ترأسها حول الصوم الكبير والقدوم، وكذلك كتاب «أسئلة متنوعة»، وهي مجموعة من إجاباته على أسئلةٍ طرحها عليه الجمهور الأكاديمي.
فضلاً عن كتابين حول عملين لفيلسوف القرن السادس الميلادي «أنيسيوس مانيلوس سيفيرينوس بويثيوس»، وهما «شرح لسفر بويثيوس عن الثالوث» والذي هو تعليق على كتاب بويثيوس «عن الثالوث»، والآخر «شرح عن كتاب الأسابيع لبويثيوس» وهو تعليق على كتاب «عن الأسابيع» (اللاتينية: De hebdomadibus) لبويثيوس أيضاً، وقد كان لمؤلفات بويثيوس الفضل في تعريف المجتمع الغربي -ولو جزئياً- بأفكار أرسطو في المنطق. وفي نهاية عهده انكبَّ يعمل على أحد أشهر أعماله «خلاصة ضد الكفار» (اللاتينية: Summa contra Gentiles).

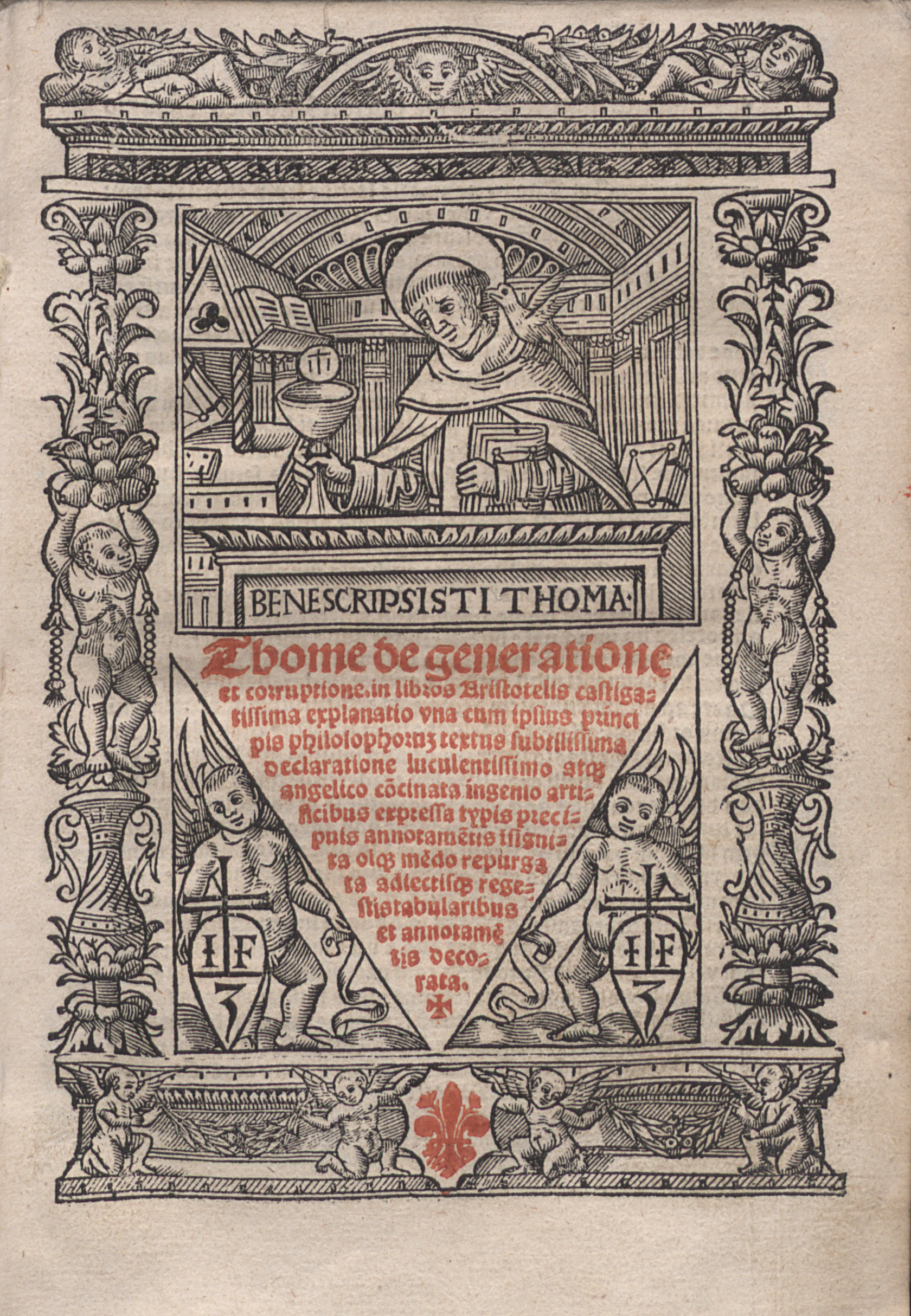
الصفحة الأولى من إحدى مخطوطات توما الإكويني وتبدو صورته في الأعلى.

### نابولي وأورفييتو وروما (1259-1268)
أكمل توماس في العام 1259 الإشرافَ الأولَ له في التعليم العام «استوديوم جنرال»، وغادر باريسَ قافلاً إلى ناپولي حيث عُيّن واعظاً عاماً من قبل جماعةٍ من رجال الكنيسة المحليين في 29 سبتمبر/أيلول من العام 1260م، وفي سبتمبر/أيلول من العام 1261 استُدعيَ إلى ديرٍ في أورفييتو (شمال شرق روما)، وبصفته مدرساً للدير كان مسؤولاً عن التنشئة الرعوية للرهبان الذين لم يلتحقوا بالتعليم العام، وفي أورفييتو أكملَ كتابَه «خلاصة ضد الوثنيين»، وكتب «السلسلة الذهبية» وأنتج أعمالاً للبابا أوربان الرابع (خريج مدرسة باريس، حبريته 61-1264) مثل قداس العيد الذي أُنشئ حديثاً لعيد «كوربوس كريستي»، و«ضد أخطاء الإغريق» مفنّداً فيه -من وجهة نظره- أخطاء المسيحية الأرثوذكسية. لا تزال بعض الترانيم التي كتبها توماس لعيد كوربوس كريستي تُؤدى حتى يومنا هذا مثل بانجي لينغوا -والتي يُطلق عليها اسم «تانتوم إرغو» (أو «حينها فقط») الشهيرة- و«خبز الملائكة». أكدتِ الدراسات الحديثة أن الأكويني كان بالفعل مؤلف هذه النصوص، وهي نقطة كانت مثار اعتراضٍ من قبل بعض البحاثة.

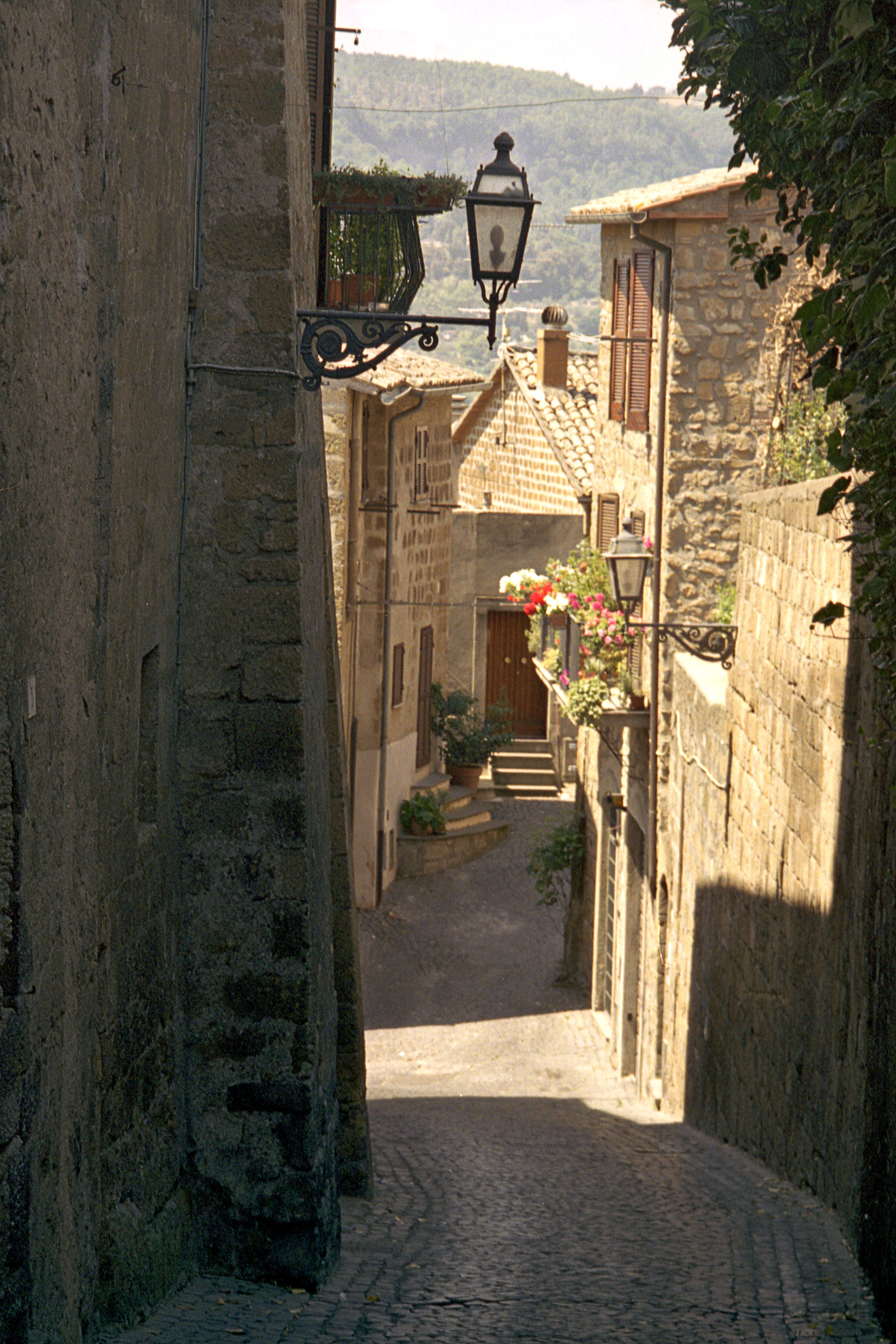
مدينة أورفييتو التي كانت ضمن مناطق الحكم البابوي. (من الطبيعي أن أزقتها في القرن الثالث عشر كانت أكثر اتساخاً وغير مبلطةٍ).

استدعى البابا كليمنت الرابع (حبريته 65–1268) المنتخبُ حديثاً -في فبراير/شباط من العام 1265- توماسَ إلى روما للعمل عالماً باللاهوتٍ، وفي العام نفسه كلّفه الفرع الدومينيكاني في أجناني بالتدريس في «المدرسة الديرية»  في الدير الروماني في «سانتا سابينا» الذي تأسس قبل بضعة عقودٍ في العام 1222. غدتِ «المدرسة الديرية» الآن في سانتا سابينا تجربةً للدومينيكان، فهي أول مدرسةٍ إقليميةٍ تابعةٍ لتلك الرهبانية، وهي مدرسة متوسطة ما بين التعليم الديري والتعليم العام أو «المدرسة العامة» (استوديوم جنرال). قبل ذاك لم تكنِ المقاطعة الرومانية توفر أي تعليمٍ متخصّصٍ من أي نوعٍ؛ لا فنونَ ولا فلسفة. فقط مدارس الأديرة البدائية للرهبان المقيمين مع مناهجها [الدراسية] الأساسية في اللاهوت هي التي كانت تقام في توسكانا وميريديونالي خلال بضعة العقود الأولى من حياة الرهبانية [الدومينيكانية]. كان مقرراً أن تكون المدرسة الإقليمية الجديدة في سانتا سابينا المدرسة الأكثر تقدماً في المقاطعة. يخبرنا «تولوميو دا لوكا» -زميل توما الإكويني في وقتٍ مبكرٍ، وكاتب سيرته- إنه في مدرسة سانتا سابينا قام توماس بتدريس مجموعةٍ كاملةٍ من الموضوعات الفلسفية؛ كليهما الأخلاقية والطبيعية.
بدأ الإكويني في أثناء وجوده في المدرسة الإقليمية في سانتا سابينا عمله الأكثرَ شهرةً «الخلاصة اللاهوتية»، والتي تَصورها ملائمةً بخاصةٍ للطلبة المبتدئين «لأن عالِمَ الحقيقة الكاثوليكية يجب ألا يُعلّم الشخص المتمرس وحسب، بل عليه أيضاً تعليم المبتدئين. كما يقول الرسول في 1 كورنثوس 3: 1-2، بالنسبة للأطفال الرضع لدى المسيح، أعطيتك الحليب لتشرب وليس اللحوم، نيتنا المقترحة في هذا العمل هي نقل تلك الأمور التي تتعلق بالديانة النصرانية بطريقةٍ تلائم تعليم المبتدئين». في أثناء وجوده ثمّةَ كتبَ أيضاً مجموعةً متنوعةً من الأعمال الأخرى مثل خلاصته غير المكتملة «اللاهوت»، و«رد على الأخ جون من فرشيلي بخصوص مئةٍ وثمانية مقالاتٍ مستمدةٍ من أعمال بيتر تارنتياز».
عقد توماس سلسلةً من المناظرات المهمة حول قوة الله خلال فترة منصبه كرئيسٍ للمدرسة، والتي جمعها في كتابه «في القدرة». كان نيكولاس بروناتشي (1240-1322) أحدَ طلبةِ توماسَ في المدرسة الإقليمية في سانتا سابينا، ولاحقاً في المدرسة العامة في باريس، ورافقه في نوفمبر/تشرين الثاني من العام 1268 مع «ريجينالد دي ببيرنو» مساعد توماس وسكرتيره حيث غادروا فيتربو في طريقهم إلى باريس لبدء العام الدراسي. كان الطوباوي توماسيلو دي بيروجيا أيضاً طالباً آخرَ لتوماس في المدرسة الإقليمية في سانتا سابينا.
بقي توماس في المدرسة المحلية في سانتا سابينا من العام 1265 إلى أنِ استُدعيَ مرةً أخرى إلى باريس في العام 1268 لولايةٍ ثانيةٍ للتدريس. بعد رحيله إلى باريس في العام 1268 ومع الوقت قُسّمت الأنشطة التربوية للمدرسة في سانتا سابينا إلى حرمين جامعيين. كان الدير الجديد للرهبانية في كنيسة سانتا ماريا سوبرا مينِرڤا بدايةً متواضعةً في العام 1255 كمجتمعٍ للنساء المتحولات [إلى الرهبانية]، لكنه نما بسرعة في الحجم والأهمية بعد تسليمه للرهبان الدومينيكان في العام 1275. نُقل في العام 1288 المكون اللاهوتي لمنهج المقاطعة لتعليم الرهبان من المدرسة الإقليمية في سانتا سابينا إلى «المدرسة الديرية» في «سانتا ماريا سوبرا مينِرڤا»، والتي أعيد تنظيمها كمدرسةٍ لاهوتيةٍ خاصةٍ. حُوّلَت هذه المدرسة في القرن السادس عشر إلى كلية سانت توماس، وفي القرن العشرين نُقلَتِ الكلية إلى دير القديسيْن دومينيك وسيكستوس، وحُوّلت إلى «الجامعة البابوية للقديس توما الأكويني» أوِ المعروفة باسم «أنجِليكوم».

### الإشراف الثاني المشاكس في باريس (1269–1272)

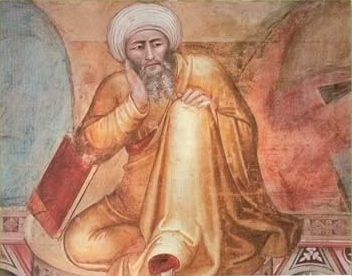
لوحة تخيلية لابن رشد الحفيد (26-1198).

كلّف التنظيم الدومينيكاني في العام 1268م توماس أكويناس بمنصب المشرف في جامعة باريس للمرة الثانية؛ المنصب الذي سيشغله حتى ربيع العام 1272م. وفيما يبدو فإن أحد أسباب إعادة التعيين المفاجئ هذا ناجم عن صعود «الرشدية» أو -ما اعتُبر- «الأرسطية الراديكالية» في الجامعات. كان الدومينيكان -حتى قبل الأكويني- يعتنقون المذهب الفلسفي الأرسطي [على سبيل المثال ألبرت الكبير الذي كان الأرسطي الأول بين فلاسفة عصره]، ولكن بعد صعود نجم الرشدية وذيوع آرائها لم يعد هذا يروق للسلطات الكنسية التي اتهمتهم بأنهم ينتصرون للرشدية وابن رشدٍ (26-1198م) انتصاراً يحيد بهم عن «الطريق القويم»، وأفضى الخلاف إلى اصطدام الدومينيكان بالسلطات الكنسية في جامعة پاريس، وكان الأكويني قد نشر -إلى جانب كتبه الأخرى- واحداً من أهم كتبه «الخلاصة ضد الوثنيين» (59-1264م)، وهو موجه -في المقام الأول- إلى تفنيد عقيدة المسلمين، وقد أصاب -على ما يبدو- سمعةً عريضةً من تآليفه -لا سيما كتابه ذاك-، ومن عمله التدريسي في ذلك الوقت.
تواطأتِ النزاعات مع بعض الفرنسيسكان المهيمنين لتجعلَ من إشراف توماس أكويناس الثاني أكثر صعوبةً واضطراباً من الأول، فقبل عامٍ فقط من مجيئه لتولي هذا التكليف، وفي خضمِّ نزاعات باريس (66-1267) اتهم السيد الفرنسيسكاني «ويليام دي باجليوني» الإكويني بتشجيع «الرشديين»، وغالباً ما اعتبره أحدَ «القادة العميان للمكفوفين». تقول إليونور ستامب: «لقد قيل أيضاً بشكلٍ مقنعٍ إن كتاب توما الأكويني ["في أزلية العالم"] كان موجهاً -بشكلٍ خاصٍّ- ضد زميله في اللاهوت الفرنسيسكاني "جون بيكهام"».
كان العديدون في المجتمع الكنسي ممن يُدعَوْن أوغسطينيين -المهيمنين على هيئة التدريس في كلية اللاهوت بالجامعة- يتملكهم الخوف من أن هذا التقديم للأرسطية، والرشدية الأكثر منها تطرفاً لربما يلوّثان بطريقةٍ ما نقاء الإيمان المسيحي. عقد توماس -محاولةً منه على ما يبدو لمواجهة الخشية المتعاظمة من الفكر الأرسطي- سلسلةً من المناظرات ما بين العامين 1270 و1272 نجم عنها «في الفضائل بشكلٍ عامٍّ»، و«في الفضائل الكاردينالية»، و«الأمل»
كان الرشديون تياراً قوياً في الجامعات الأوروبية، وقد أخذ الإكويني على نفسه أن يستخلصَ أرسطو وينفيَ ابنَ رشدٍ، ويبيّن أن أنصار الرشدية من المسلمين والكاثوليك كليهما أخطؤوا في فهم أرسطو وشرحه، وأنه سوف «يزيل هذا الأذى الذي نتج عن الإسراف في متابعة التعاليم العربية». واستجابةً منه لدحض الرشدية كتب الإكويني عملين أحدهما «في وحدة الفكر، ضد الرشدية» حيث يندد بالرشدية معتبراً إياها غير متوافقةٍ مع العقيدة المسيحية. وأنهى -إبّان فترة الوصاية الثانية هذه- الجزءَ الثانيَ من الخلاصة، وألف كتابين «في الفضائل»، و«في خلود العالم، ضد المُشككين»، وهو الكتاب الذي تعامل مع ابن رشدٍ المثير للجدل والمبدأ الأرسطي «أزليّة [قِدَم] العالم».
وفي الواقع كان الإكويني مستاءً بشدةٍ من انتشار الرشدية، ولقد غضب عندما اكتشف أن «سيجر دي برابانت» يعلم التفسيرات الرشدية لأرسطو للطلبة الباريسيين. وفي 10 ديسمبر/كانون الأول من العام 1270م أصدر أسقف باريس «إتيين تيمبيي» مرسوماً يُدين ثلاثَ عشرةَ قضيةً أرسطيةً ورشديةً باعتبارها زندقةً، ويوقع حرمةً كنسيةً على أي امرئٍ يواظب على دعمها، ويحرم -بصفته الرسمية كرئيسٍ لجامعة باريس- تعليم آراء ابن رشد في الجامعة، ودعاه رأس الضلال.

### التكليف الأخير والتوقف عن الكتابة (1272-1274)
في العام 1272 أخذ توماس إجازةً من مدرسة باريس عندما دعاه الدومينيكان في وطنه لتأسيس مدرسةٍ عامةٍ (جامعة) أينما يشاء، وانتقاء طافم التوظيف فيها كما يشاء. اختار إنشاء المؤسسة في نابولي، وانتقل إلى هناك ليتولى منصبه مشرفاً عليها. استغرق وقته في نابولي للعمل على الجزء الثالث من الخلاصة فيما كان يحاضر حول مواضيعَ دينيةٍ مختلفةٍ. وعظ أيضاً لأهل نابولي كل يومٍ خلال الصوم الكبير في العام 1273. أصابت هذه العظات حول الوصايا، وقانون الإيمان، وأبونا، والسلام عليك يا مريم شهرةً واسعة.
يُعزى تقليدياً لتوماس القدرة على التحليق. ذكر ج. ك. تشيسترتون مثلاً أن «تجاربَه تضمنت حالاتٍ مشهودٍ لها من التحليق في نشوةٍ؛ وظهرت له العذراء المباركة، وهي تُريحه بخبرٍ مُرحِّبٍ بأنه لن يكون أسقفاً أبداً».
ويُروى تقليدياً أنه في مناسبةٍ في العام 1273م في دير الدومينيكان في كنيسة القديس نيقولاس في نابولي، بعد «الماتينز» ارتفع توماس -وشاهده ساكريستان دومينيك دي كاسيرتا- في الصلاة بالدموع أمام أيقونة المسيح المصلوب. قال المسيح لتوماس: «لقد كتبت عني جيداً ياتوماس. ماهي المكافأة التي كنت لتحصل عليها مقابل عملك؟» أجاب توماس: «لا شيءَ غيرُك يارب».
حدثت تجربة صوفية أخرى في 6 كانون الأول/ديسمبر من العام نفسه، فبينما كان يحتفل بالقداس شعر بنشوةٍ طويلةٍ بشكلٍ غير عاديٍّ. وبسبب ما رآه تخلى عن برنامجه، ورفض أن يُمليَ على صديقه «ريجِنالد من ببيرنو» زميله في الرهبنة وكاتبه، وعندما توسل إليه ريجنالد للعودة إلى العمل أجابه توماس: «ريجنالد.. لا أستطيع، لأن كل ما كتبته يبدو لي مثل القش». ونتيجةً لذلك ستبقى «الخلاصة اللاهوتية» غير مكتملةٍ.
 بحسب بعضهم أن ما تسبب بالضبط في تغير سلوك توماس كان نوعاً من التجارب الخارقة للطبيعة مع الرب، وبعدما اقتيد إلى سريره استعاد بعض القوة.
دعا البابا غريغوري العاشر (حبريته 71-1276م) إلى المجمع الثاني في ليون الذي سينعقد في 1 مايو/أيار من العام 1274 بحثاً عن طريقةٍ لجمع شمل الكنيستين الكاثوليكية الغربية والأرثوذكسية الشرقية، واستدعي توماس للحضور. كان من المقرر في ذاك المجمع تقديم عمل توماس «ضد أخطاء الإغريق» الذي كان ألفه للبابا أوربان الرابع بشأن العقيدة الأرثوذكسية.
في طريقه إلى المجمع راكباً حماراً على طريق أبيان ضرب رأسه بغصن شجرةٍ سقطت، وأصيب إصابةً خطيرةً مرةً أخرى. اصطُحِب بسرعةٍ إلى مونتي كاسينو للتعافي، وبعدما نال قسطاً من النقاهة انطلق ثانيةً، لكنه توقف عند دير فوسانوڤا للسيسترسيان (الفرنسيسكان) بعد أن عاوده المرض.
 مرّضه الرهبان لعدة أيامٍ، وبعدما تلقى طقوسه الأخيرة دخل في مناجاةٍ، وصلّى: «لقد كتبتُ وعلّمتُ الكثير عن هذا الجسد جِدِّ المقدسِ، وعن الأسرار الأخرى في إيمان المسيح، وحول الكنيسة الرومانية المقدسة التي أعرض عليها كل ما كتبته وأُقدّمه»، وما وافى يوم السابع من مارس/آذار عام 1274 حتى رقد رقدته الأخيرة بينما كان يعلق على نشيد الأناشيد.

### إدانة العام 1277 والتقديس

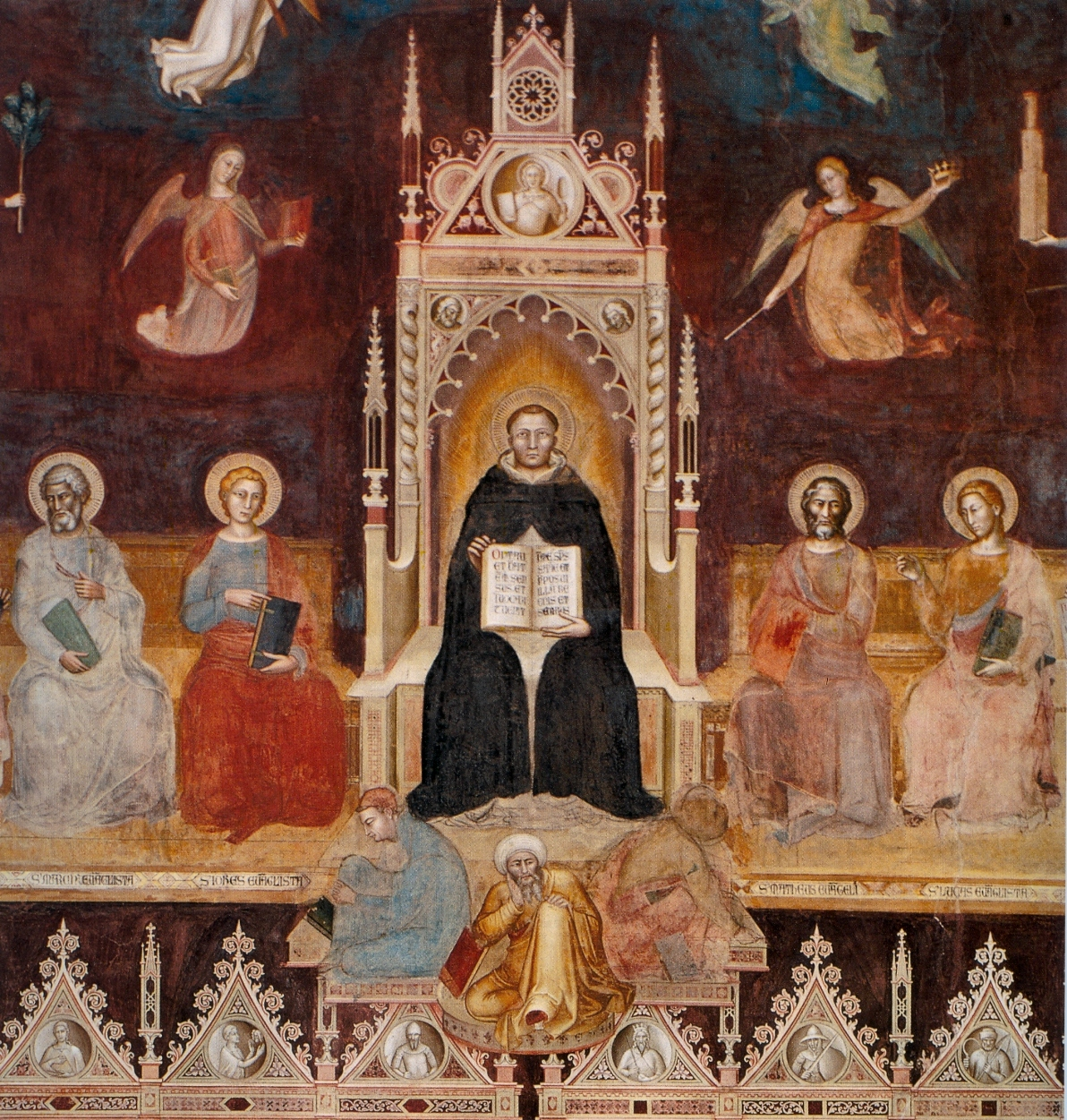
انتصار القديس توما الأكويني
"دكتور أنجِليكوس" مع القديسين والملائكة. تلحظ صورة ابن رشدٍ تحت الإكويني جالساً في بؤسٍ إلماحاً لهزيمته. لوحة جدارية (افريسكو) بريشة أندريا دي بونايوتو، كنيسة سانتا ماريا نوفيلا، العام 1366م.

في العام 1277م أصدر «إتيين تيمبيي» أسقف باريس -الذي أصدر إدانة العام 1270- إدانةً أخرى أشملَ. كان من أغراض هذه الإدانة تِبيان أن قوة الله المطلقة تتجاوز أية مبادئَ منطقيةٍ ربما وضعها أرسطو أو ابن رشد عليها. ولنكن أكثر تحديداً احتوت الإدانة على تسعة عشر ومئتي (219) مسألةٍ قرر الأسقف أنها تنتهك قدرة الله المطلقة. تضمنت هذه القائمة عشرين مسألةً توماويةً أضر إدراجها بشدةٍ بسمعة توما الأكويني لسنواتٍ عديدةٍ.
وفي العام نفسه (1277) يصدر أسقف كانتربري قراراً يحرّم تدريس بعضٍ من مبادئ التوماوية في أكسفورد التابعة له، وتبعه تحريمان آخران في العامين 1284، و1286 قبلما يتحول موقف السلطات الكنسية منه رويداً رويداً.
وضع دانتي (1265-1321م) في «ملهاته الإلهية» روح توماس في جنة الشمس مع الأمثلة العظيمة الأخرى للحكمة الدينية. ويؤكد دانتي أن الأكويني مات بالتسمم بأمرٍ من شارل دي أنجو (شارل الأول ملك نابولي). يستشهد ڤيلاني بهذا الاعتقاد، ويصف أنطونيو افيورنتينو الجريمة ودوافعها، لكنَّ المؤرخ لودوفيكو أنطونيو موراتوري يستنسخ الرواية التي قدمها أحد أصدقاء الأكويني، وهذه النسخة من القصة لا تقدم أي تلميحٍ لوجود مؤامرةٍ ما.
لقد قدم توما الأكويني خدمةً جُلّى للكنيسة الكاثوليكية بجمعه وتنظيمه التعاليم الكنسية، كما بدأ علم اللاهوت عنده في الارتقاء إلى مكانةٍ مرموقةٍ، وبعد أقلَّ من ثلاثة قرونٍ على وفاته في العام 1567 أعلن البابا «بيوس الخامس (66-1572) الأكويني مَلفاناَ للكنيسة (الإنجليزية: Doctor of the Church)، وصُنف عيده مع أعياد الآباء اللاتين الأربعة: أمبروز، وأوغسطينوس، وجيروم، وغريغوري، وفي مجمع ترنت (45-1563) الكنسي حظي الأكويني بشرف وضع «الخلاصة اللاهوتية» خاصته على المذبح جنباً إلى جنبٍ مع الكتاب المقدس والأحكام.
ذكر البابا ليو الثالث عشر في رسالته العامة المؤرخة في 4 أغسطس/آب من العام 1879 أن لاهوتَ توما الأكويني كان عرْضاً نهائياً للعقيدة الكاثوليكية، وعليه وَجّهَ رجالَ الدين الكاثوليك لاتخاذ تعاليمه كأساسٍ لمواقفهم اللاهوتية، كما أصدر البابا المذكور مرسوماً يقضي بأن على جميع الندوات والمدارس والجامعات الكاثوليكية أن تُدرِّس مذاهب توماس، وحيثما لم يتطرقِ [الأكويني] للحديث عن موضوعٍ معينٍ فقد «جرى حض المعلمين على تدريس استنتاجاتٍ تتوافق مع فكره»، وغدتِ الكنيسة الرومانية الكاثوليكية -منذ رسالة ليو الثالث عشر المشار إليها- تعتبر التوماوية الفلسفة الوحيدة الصحيحة. وفي العام 1880 أُعلن القديس توما الأكويني راعياً لجميع المؤسسات التعليمية الكاثوليكية.

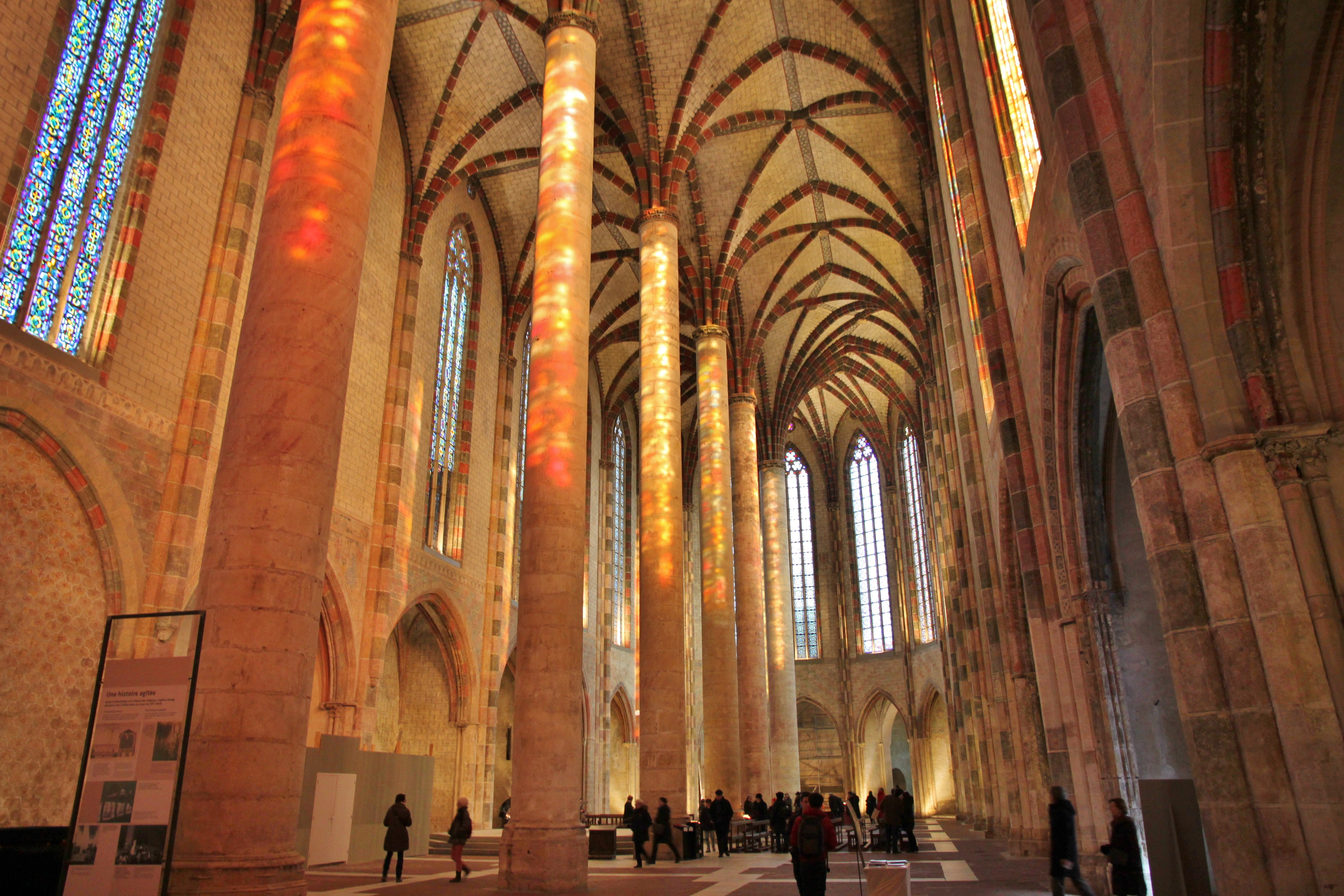
كنيسة اليعاقبة (الدومينيكان) في طلّوشة (تولوز) حيث يقع مدفن رُفات توما الأكويني. تلاحظ القبوات المتقاطعة في السقف من تأثيرات العمارة الإسلامية.

وفي «عصر الإيمان» ذاك -كما يدعو «ويل ديورانت» و«موريس بيشوب» القرونَ الوسطى العالية (1000-1500م)- كثرت قصص المعجزات وجعل الوعاظ يرددونها بوقارٍ والناس يتلقفونها تواقين لأن يحدث معهم أمثالها، حتى رُوي أن ببغاءً ردد عبارةً كما سمعها من مالكته ترددها عندما تخاف: «أغثني يا قديس توماس» وذلك في مواجهة هجومٍ عليه من طائرٍ مفترسٍ، فأنقذه القديس توماس في الحال. ولكن حينما اعترض «محامي الشيطان» على فكرة تقديس توما الأكويني لعدم وجود معجزاتٍ له استشهد أحد الكرادلة بكتاباته في «الخلاصة اللاهوتية» على أنها معجزة قائلاً: «هناك العديد من المعجزات مثل المقالات (في خلاصته)»
وبعد خمسين عاماً على وفاته وفي 18 يوليو/تموز من العام 1323م رَسم البابا «يوحنا الثاني والعشرون» (ثاني بابوات أڤينيون) توماس أكويناس قديساً. وثمة في أحد الأديرة في نابولي بالقرب من كاتدرائية نابولي زنزانةً يُفترض أنه عاش فيها، وقد نقلت رُفاته من دير فوسانوڤا إلى كنيسة اليعاقبة (وهو لقب الدومينيكان) في تولوز جنوب غربي فرنسا في 28 يناير/كانون الأول من العام 1369م، وفيما بين العامين 1789 و1974م حُفظ الرفات في «بازيليك سانت سيرنين» في تولوز، ومن ثَمَّ أعيد في العام 1974م إلى كنيسة اليعاقبة حيث يقبع هناك منذ ذلك الحين.
أعلن البابا بنديكتوس الخامس عشر: «اكتست هذه الرهبنة (الدومينيكانية) بريقاً جديداً عندما أعلنتِ الكنيسة أن تعاليمَ توما هي تعاليمها، وأنه هو العالِم -والذي كُرّم بمديحٍ خاص من كبار الكهنة- سيدُ المدارس الكاثوليكية وراعيها».
أُدرج يوم عيد الأكويني -عند تطويبه قديساً- في «التقويم الروماني العام» للاحتفال به في ذكرى وفاته يوم 7 مارس/آذار، ولكن نظراً لأن هذا التاريخ يقع عادةً في فترة «الصوم الكبير» فقد نَقلت مُراجعةُ العام 1969م للتقويم [الكنسي] ذكراه إلى 28 يناير/كانون الأول تاريخ نقل رُفاته إلى كنيسة اليعاقبة في تولوز.
يجري كذلك تكريم توماس أكويناس في يوم عيده في بعض كنائس المجتمع الأنجليكاني مع احتفالٍ أصغر، وذلك يوم 28 يناير/كانون الأول.

## الفلسفة

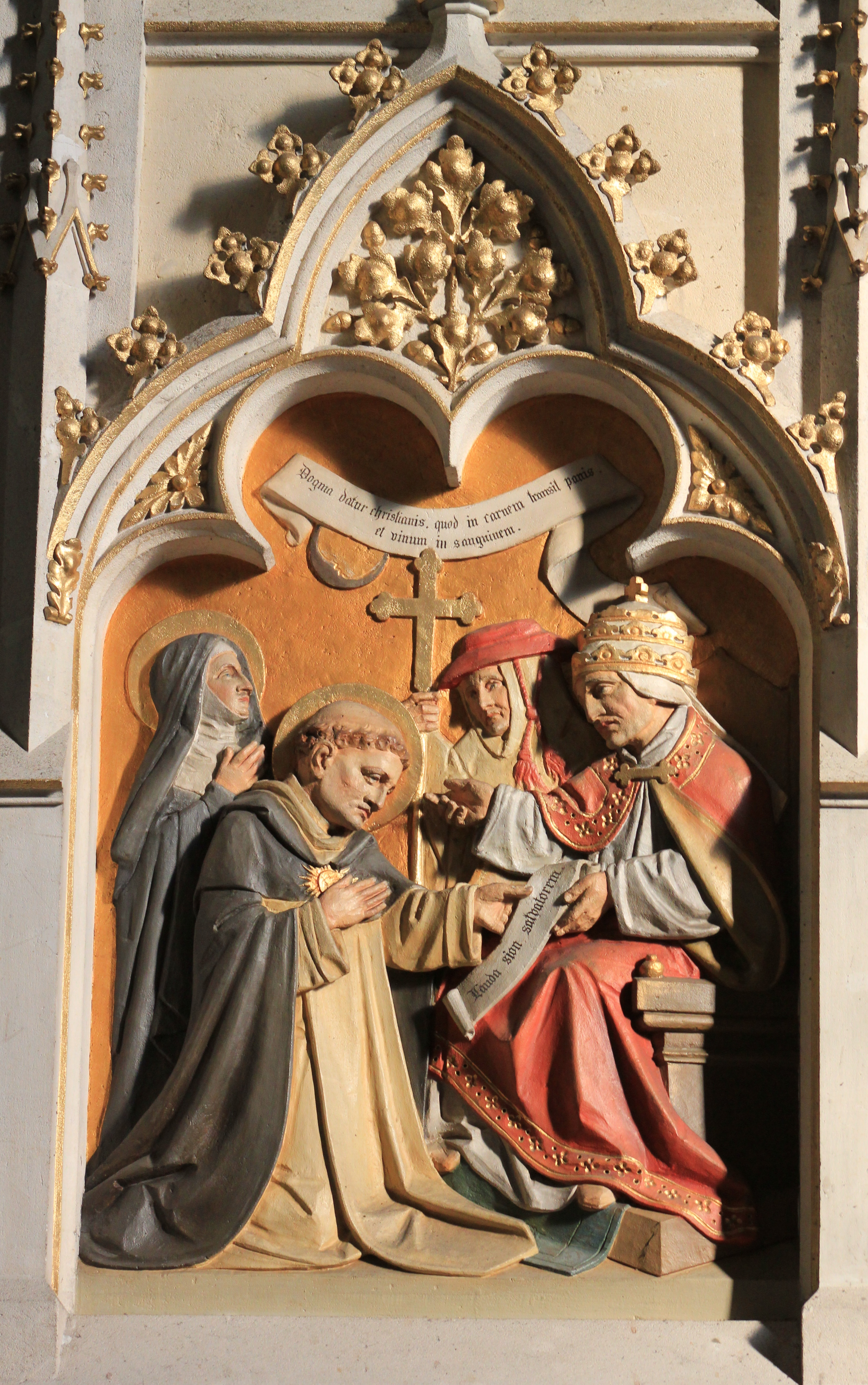
القديس توماس أكويناس والبابا.

كان توما الأكويني عالماً لاهوتياً وفيلسوفاً مدرسياً. ومع ذلك لم يعتبر نفسه فيلسوفاً، وقدِ انتقد الفلاسفة معتبراً إياهم وثنيين لأنهم «يقعون دوماً في التقصير في [معرفة] الحكمة الحقيقية والصحيحة التي يمكن العثور عليها في الوحي المسيحي». ومع هذا كان الأكويني يحترم أرسطو لدرجة أنه غالباً ما يستشهد به في «الخلاصة» ببساطةٍ تحت اسم «الفيلسوف» -وهي تسمية كانت كثيرة الاستخدام في ذلك الوقت- وبسببه «أصبح "الاستاجيري" [أي أرسطو] معدوداً بين الكاثوليك واحداً من "الآباء" أو يكاد، وبات في رأيهم أن نقده في أمور الفلسفة الخالصة يقرب جداً من الكفر في الدين»، ومع ذلك فإن توماس «لم يتنازل عن العقيدة النصرانية من خلال جعلها تتماشى مع الأرسطية الحالية، وبدلاً من ذلك قام بتعديلها وتصحيحها كلما تعارضت مع المعتقد المسيحي».
يعتمد الكثير من أعمال توماس على موضوعاتٍ فلسفيةٍ، وبهذا المعنى يمكن وصفها بأنها أعمال فلسفية أيضاً، ولقد كان لفكره الفلسفي تأثير هائل على اللاهوت المسيحي اللاحق، وخاصةً في الكنيسة الكاثوليكية، وامتد أثره إلى الفلسفة الغربية بشكلٍ عامٍّ.

### شروح على أرسطو
كتب توما الأكويني العديدَ من التعليقات المهمة على أعمال أرسطو، ومن ذلك «حول الروح»، و«في التفسير»، و«الأخلاق النيقوماخية»، و«الميتافيزيقيا». ويرتبط عمله بترجمات ويليام أوف موربيك (1215 /1235 – 1286) لأعمال أرسطو من اليونانية إلى اللاتينية مباشرةً والتي أتمها سنة 1267. مثلما ارتبط بالأعمال الفلسفية العربية -التي شرحت الفكر اليوناني وأرسطو خاصةً شرحاً وافياً وأضافت إليها- وآراء الفلاسفة العرب حول هذا الفكر، كابن سينا وابن رشد والرازي والغزالي.

### نظرية المعرفة
يعتقد توما الأكويني أنه «من أجل معرفة أي حقيقةٍ -مهما كانت- يحتاج الإنسان إلى معونةٍ إلهيةٍ، لأن العقلَ يُحركه الله إلى صنيعه». ومع ذلك فقد ذهب إلى أن لدى البشر القدرة الطبيعية على معرفة أشياءٍ كثيرةٍ من دون وحيٍ إلهيٍّ خاصٍّ على الرغم من أن هذا الوحي يحدث من وقتٍ لآخر «لاسيما فيما يتعلق بهذه (الحقائق) المتعلقة بالإيمان». ولكنَّ هذا إنما هو النور الذي أعطاه الله للإنسان وفقاً لطبيعة الإنسان: «الآن.. كل شكلٍ منحه الله للمخلوقات له القدرة على فعلٍ محدّدٍ [uality]، والذي يمكنه إنجازه بما يتناسب مع ملكته المناسبة [لهذا الفعل]، ويكون عاجزاً فيما وراء ذلك، اللهم إلا عبر شكلٍ فائق الإضافة، كما أن الماء يمكنه أن يسخن -فقط- عند تسخينه بالنار، وعليه يكون للفهم البشري شكل، أو بكلمةٍ أخرى ضوء واضح، والذي هو [هذا الشكل أو الضوء] كافٍ -في حد ذاته- لمعرفة أشياءٍ معقولةٍ محددةٍ، بمعنى تلكم [الأشياء] التي يمكن الوصول إلى معرفتها من خلال الحواس».

### الأخلاق
تستند الأخلاق عند توما الأكويني على مفهوم «مبادئ العمل الأولى». وهو يذكر في كتابه الخلاصة اللاهوتية:
«تشير الفضيلة إلى كمالٍ معينٍ للسلطة. يُعتبر كمال الشيء الآن أساساً لما يتعلق بنهايته، لكن نهاية القوة هي الفعل، لذلك يقال إن القوة كاملة مثلما هي محددة لعملها».

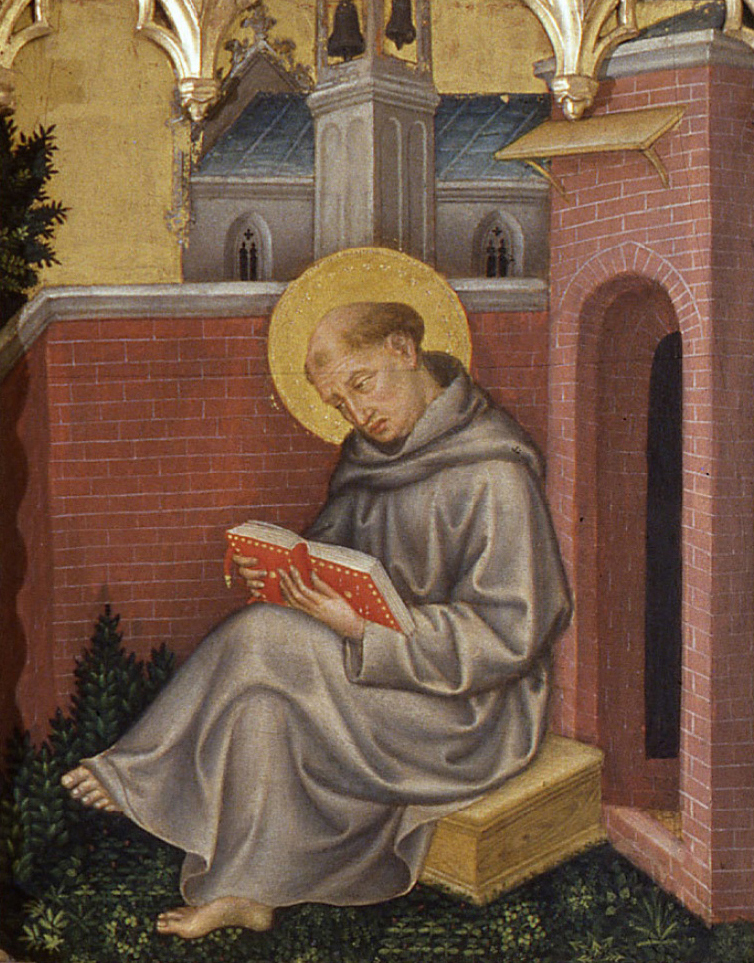
التفاصيل من "Valle Romita Polyptych" لوحة بريشة "دي فابريانو" "Gentile da Fabriano" حوالي العام 1400م.

شدد توماس على أنه «يقال عن "التوليف" إنه قانون عقولنا، لأنه عادةً يحتوي على مبادئ القانون الطبيعي، والتي هي المبادئ الأولى لأفعال الإنسان».
ووفقاً لتوما الأكويني «... جميع الأفعالِ الفاضلةِ موصوفةٌ في القانون الطبيعي بما أن عقل كلِّ فردٍ يُملي عليه -بطبيعة الحال- التصرف بفضيلةٍ، ولكن إذا تكلمنا عن الأفعال الفاضلة المعتبرة في ذاتها -أي في جنسها الصحيح- فالقانون الطبيعي لا ينص على جميع الأفعال الفاضلة: إذِ الكثيرُ من الأشياء تتم بشكلٍ فاضلٍ، ولكن لا تميلُ إليها الطبيعة في البدء؛ وإنما وجدَ البشرُ -من خلال استقصاء العقل- أنها تساعد على العيش الكريم». لذلك علينا أن نحدد ما إذا كنا نتحدث عن الأفعال الفاضلة تحت مظهر الفضيلة أو كفعلٍ في جنسها.
عرّف الأكويني الفضائل الأربعة الأساسية بأنها الحكمة والاعتدال والعدالة والثبات. الفضائل الأساسية طبيعية وتتبدّى في الطبيعة، وهي مُلزِمة للجميع. ومع ذلك فهناك ثلاثُ فضائلَ لاهوتيةٍ: الإيمان والرجاء والمحبة. يصف توماس أيضاً الفضائلَ بأنها فضائلُ منقوصةٌ (غيرُ كاملةٍ) وفضائلُ (كاملةٌ)، والفضيلة الكاملة هي أي فضيلةٍ مع المحبة. المحبة تكمّل الفضيلة الأساسية. يمكن لغير المسيحي أن يظهر الشجاعة، لكن ذلك سيكون شجاعةً باعتدالٍ. أما المسيحي فمن شأنه أن يظهر الشجاعة مع المحبة، وهذه إلى حدٍّ ما خارقةٌ للطبيعة ومتميزةٌ عن الفضائل الأخرى في موضوعها، أي الله:
كتب توما الأكويني: «[الجشع] هو خطيئة ضد الله تماماً مثل حميع الخطايا المميتة بقدر ما يدينُ الإنسانُ الأشياءَ الأبديةَ من أجلِ الأشياءِ الزمنية».
علاوةً على ذلك ميّز توماس في أطروحته عن القانون بين أربعةِ أنواعٍ من القانون: أبدي، وطبيعي، وإنساني، وإلهي. فالقانون الأبدي هو قضاء الله الذي يحكم الخليقة كلها: «هذا القانون الذي هو السبب الأسمى لا يمكن فهمه إلا على أنه غيرُ قابلٍ للتغيير وأبديٍّ»، والقانون الطبيعي هو «المشاركة البشرية في القانون الأبدي ويُكتشف بالعقل». يقوم القانون الطبيعي على «المبادئ الأولى»:
إن امتياز المسيحيين عن غيرهم هو في معرفتهم بالقانون الإلهي فقط، ذاك القانون الذي ينطبق بشكلٍ رئبسٍ على الخلاص -والذي هو بالنسبة إلى الأكويني قمة الفضائل-، أما القانون الطبيعي فهو الشرط للعيش حياةً جيدةً على هذه الأرض، وبناءً عليه فلا شيءَ يمنع غير المسيحيين -طالما اعترفوا بهذا القانون الطبيعي عبر استخدام العقل وامتلكوا معرفةً كافيةً فيه- أن يتمتعوا بحياةٍ رغيدةٍ وعيشٍ كريم، هنا نجد فصلاً نسبياً بين الحياة السياسية-الأخلاقية، وفي الوقت عينه خضوع كل شيءٍ للنظام الإلهي في نهاية المطاف.

وعلى السواء أكان القانون الطبيعي يحتوي على العديد من المبادئ، أم شرحاً وحيداً فحسب من قبل توماس، فإن «الميولَ كلَّها لأيّةِ أجزاءٍ مهما كانت من الطبيعة البشرية -على سبيل المثال الأجزاء القابلة للغضب والمغادرة- بقدر ما يحكمها العقل تنتمي إلى القانون الطبيعي، ويجري اختزالها إلى مبدأٍ أولٍّ واحدٍ، كما هو مذكورٌ أعلاه: بحيث إن تعاليمَ القانون الطبيعي كثيرةٌ في حد ذاتها، ولكنها تقوم على أساسٍ واحدٍ مشتركٍ».
والأكويني يعتبر الإرادة هي جوهر الألوهية ويعرّف الخيرَ بأنه ما يريده الله في أي وقتٍ، وإذا لم نك عارفين بإرادة الله فلن نعرف الخير، والمسيحيون -ممن يعرفون إرادة الله- لهم ميزة بالنسبة إلى معرفة الخير، وبذا لا تعود مسألة الخير فضية تفكيرٍ عقليٍّ، بل مسألة إيمانٍ صحيحٍ، أي نتيجة الإيمان والنعمة.

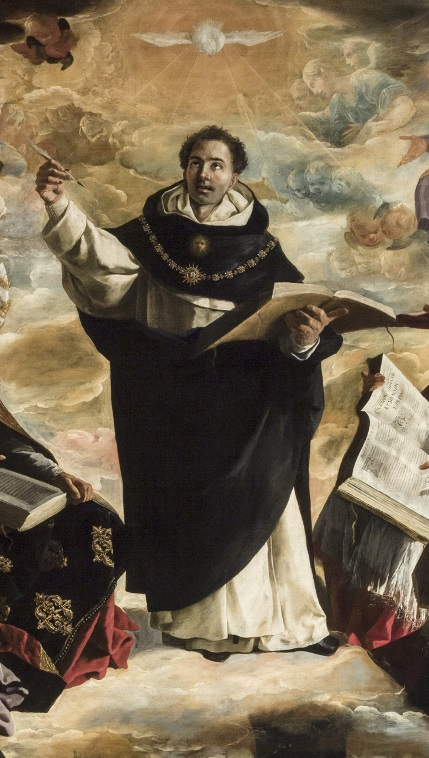
تفاصيل تقديس توما الأكويني
لوحة بريشة فرانشيسكو دي زورباران (1631).

يحسَبُ توماس رغبات الحياة والإنجاب من بين تلك القيم الإنسانية الأساسية (الطبيعية) التي تستند إليها جميع القيم الإنسانية. ووفقاً له فإن جميع الميول البشرية موجهة نحو السلع البشرية الحقيقية، وفي هذه الحالة فإن الطبيعة البشرية المعنية هي الزواج، وهِبَةُ الذات الكاملة للآخر التي تضمن أسرةً للأطفال ومستقبلاً للبشرية. وقد عرّف الميل المزدوج لفعل الحب [الجماع]: «نحو الخير الذي يرغب فيه الإنسان لشخصٍ ما (لنفسه أو لغيره) ونحو ما يتمنى له بعض الخير».
يستنتج توماس فيما يتعلق بقانون الإنسان «... كما هو الحال في العقل التأملي من المبادئ المعروفة التي لا يمكن إثباتها بشكلٍ طبيعيٍّ، فإننا نستخلص استنتاجاتِ مختلف العلوم التي لا تُمنَح معرفتها لنا بطبيعتها، بل نكتسبها من خلال جهود العقل، لذلك من مبادئ القانون الطبيعي -كما من المبادئ العامة التي لا يمكن إثباتها- أن العقل البشري يحتاج إلى الشروع في تحديدٍ أكثرَ خصوصيةً لبعض الأمور. هذه التحديدات الخاصة -التي ابتكرها العقل البشري- تسمى قوانين الإنسان، بشرط مراعاة الشروط الأساسية الأخرى للقانون ...» القانون الإنساني هو القانون الوضعي: القانون الطبيعي الذي تطبقه الحكومات على المجتمعات.
والقانونان الطبيعي والبشري ليسا كافيين بمفرَدِهِما. إن الحاجة إلى توجيه السلوك البشري جعلت من الضروري وجودَ قانونٍ إلهيٍّ. إن القانون الإلهي هو القانون المعلن -خاصةً- في الكتب المقدسة. يقتبس توماس: «يقول الرسول (عبرانيين 7-12): ترجمة الكهنوت؛ من الضروري أن تتم ترجمة القانون أيضاً، لكن الكهنوتَ ذو شقين -كما ورد في المقطع نفسه- أي الكهنوت اللاواعي، وكهنوت المسيح، لذلك فإن القانونَ الإلهي ذو شقين [أيضاً]، هما الشريعة القديمة والشريعة الجديدة».
كذلك أثر توماس كثيراً في الفهم الكاثوليكي للخطايا المميتة والعَرَضية.
يشير توما الأكويني إلى الحيوانات على أنها غبية، وأن النظام الطبيعي قد صرّح عن الحيوانات لاستخدام الإنسان، ونفى أن يكون لدى البشر أي واجب صدقةٍ اتجاه الحيوانات لأنهم ليسوا أشخاصاً، وإلا فسيكون قتلهم من أجل الطعام غيرَ قانونيٍّ، لكن يجب أن يظل البشر خيّرين لهم، لأن «العادات القاسية قد تنتقل إلى معاملتنا للبشر».
أسهم توماس في الفكر الاقتصادي باعتباره جانباً من جوانب الأخلاق والعدالة. لقد تعامل مع مفهوم «السعر العادل»، وهو -عادةً- سعر السلعة في السوق أو سعر منظَّم كافٍ لتغطية تكاليف البائع للإنتاج. واعتير من غير الأخلاقي أن يرفع البائعون أسعارَهم لمجردِ أن المشترين في حاجةٍ ماسّةٍ إلى المنتج.

### النظام السياسي
أصبحت نظرية توما الإكويني عن النظام السياسي شديدة التأثير، فهو يرى الإنسانَ كائناً اجتماعياً يعيش في مجتمعٍ، ويتفاعل مع أعضائه الآخرين، وهذا يُفضي -من بين أمورٍ أخرى- إلى تقسيم العمل.
وميّز الإكويني بين المرء الصالح والمواطن الصالح، وهي فضية مهمة لتطوير النظرية التحررية [أو الليبرالية]. أي إن حيّز الاستقلالية الفردية كان مجالاً لا يمكن للدولة أن تتدخل فيه.
اعتقد الإكويني أن المَلَكيّةَ هي أفضل شكلٍ من أشكال الحكومة، لأنه لا يتعين فيه على الملك أن يقدمَ تنازلاتٍ لأشخاصٍ آخرين، ومع ذلك إذا كان رأى النظامَ الملكي أفضلَ شكلٍ من أشكال الحكم إلا أنه بمعنىً محدودٍ للغاية، وذلك فقط عندما يكون الملك فاضلاً؛ وإلا فهو الأسوأ إذا ما كان الملك شريراً. علاوةً على ذلك -وفقاً للإكويني- فإن الأوليغارشية يمكن أن تتدهورَ بسهولةٍ إلى الاستبداد أكثرَ من الملكية. وكما أنه لمنع الملك من أن يغدوَ طاغيةً يتوجب كبح سلطاته السياسية، فكذلك إذا لم يجرِ التوصل إلى اتفاقٍ (تسويةٍ) بين جميع الأشخاص المعنيين فينبغي التسامح مع الطاغية [بمعنى القبول به]، وإلا فقد يتدهور الوضع السياسي إلى حالةٍ من الفوضى، والتي ستكون أسوأ من الاستبداد. في عمله السياسي «دي ريجنو» (اللاتينية: De Regno) أخضع الأكويني سلطة الملك السياسية لقائد القانونِ الإلهي والإنساني؛ أي للهِ الخالق. لقد أكد على سبيل المثال:
- «دي ريجنو، الفصل 4، رقم 21» (باللغتين اللاتينية والإنجليزية).
- «دي ريجنو، الفصل 2، رقم 15» (باللغتين اللاتينية والإنجليزية).
الملوك -حسب الإكويني- هم ممثلو الله في أراضيهم، لكنَّ الكنيسة ممثلَةً بالباباوات أعلى من الملوك في مسائل العقيدة والأخلاق. ونتيجةً لذلك يُلزَم الحكام الدنيويّون بتكييف قوانينهم مع عقائد الكنيسة الكاثوليكية وقراراتها.
واعتبر الإكويني أن الرقَّ ليس الحالةَ الطبيعيةَ للإنسان، وأكد أن العبد بطبيعته مساوٍ لسيده، وميّز بين «العبودية الطبيعية» التي تفيد كلا السيد والعبد، و«العبودية الخَنوع» التي تزيل عن العبد كل استقلاليةٍ، وهي -بحسب الإكويني- أسوأ من الموت. أما بشأن حق القتل في النظام الاستبدادي، والمساواة بين جميع أبناء الله المعمَّدين في «تناول القديسين»، فقد وضع حداً للسلطة السياسية لمنعها من الانحدار نحو الطغيان. نال هذا النظام اعتباراً لدى المعارضة البروتستانتية للكنيسة الكاثوليكية الرومانية، وفي الردود «اللامبالية» على التوماوية التي أتى بها اسبينوزا وكانط.

### علم النفس
يؤكد توماس الأكويني أن الإنسان هو مادة مادية واحدة. إنه يفهم الروح على أنها شكل الجسد، مما يجعل الإنسان مركباً من الاثنين، وهكذا فإن المركبات الحية المكونة من مادةٍ هي وحدها التي يمكن حقاً أن تسمى بشريةً، والجثث «بشرية» فقط بالقياس. مادة واحدة موجودة في الواقع تأتي من الجسد والروح. الإنسان هو جوهر مادي واحد، ولكن لا يزال ينبغي فهمه على أنه يمتلك نفساً غير ماديةٍ تستمر بعد الموت الجسدي.

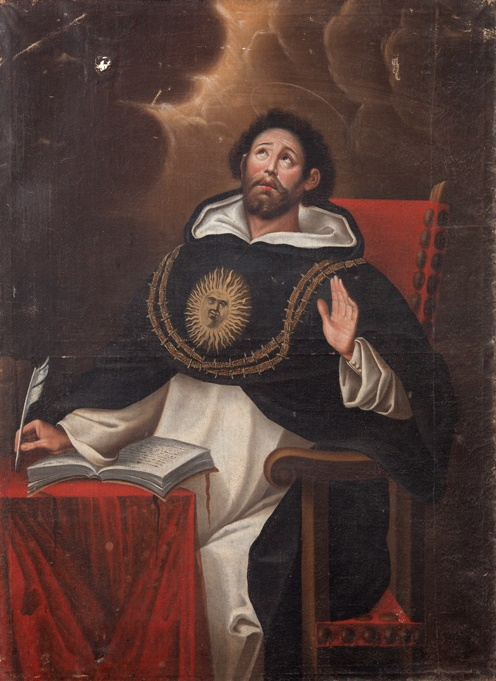
القديس توما الأكويني
لوحة بريشة "لويس مونيوز لافْوينتي".

يقرر توماس بوضوحٍ في كتابه «الخلاصة اللاهوتية» موقفه من طبيعة الروح معرفاً إياها بأنها «أول مبدأٍ للحياة». الروح ليست جسديةً أو جسداً. إنها فعل الجسد، لأن العقل غير ماديٍّ، فهو لا يستخدم أعضاء الجسد، لأن «عمل أي شيءٍ يتبع طريقة وجوده».
ووفقاً لتوماس فإن الروح ليست مهمةً، وليست حتى مسألةً روحانيةً أو معنويةً. وإذِ الأمر كذلك فلن تكون قادرةً على فهم المسلمات غير المادية. يتلقى المستقبِل الأشياءَ وفقاً لطبيعة المتلقي الخاصة، ولذلك فعلى الروح (المتلقي) لكي تفهم (تستقبل) المسلَّمات يجب أن يكون لها طبيعة المسلمات نفسها. ومع ذلك فإن أي مادةٍ تفهم المسلمات قد لا تكون مركبةً على شكل مادةٍ، وبذا فإن البشر لديهم أرواح عاقلة، وهي أشكال مجردة مستقلة عن الجسد، لكن الكائن البشري هو مادة مادية واحدة موجودة وحيدة تأتي من الجسد والروح: وهذا ما عناه توماس عندما كتب أن «شيئاً ما في الطبيعة يمكن أن يتشكل من مادةٍ فكريةٍ وجسدٍ»، وأن «شيئاً وحيد الطبيعة لا ينتج من كينونتين دائمتين إلا إذا كان لأحدهما طابع الشكل الجوهري والآخر من مادة».
الروح «شكل جوهري»؛ إنها جزء من مادةٍ، لكنها ليست مادةً في حد ذاتها. ومع ذلك فالروح موجودة منفصلة عن الجسد، وتستمر بعد الموت في العديد من القدرات التي نعتقد أنها بشرية. الشكل الجوهري هو ما يجعل الشيء عضواً في النوع الذي ينتمي إليه، والشكل الأساسي هو أيضاً الهيكل أو التكوين الذي يوفر للكائن القدراتِ التي تجعل الكائن ما هو عليه. بالنسبة إلى البشر هذه القدرات هي تلك الخاصة بالحيوان العقلاني.
يمكن فهم هذه الفروق بشكلٍ أفضلَ في ضوء فهم توماس للمادة والشكل، وهي نظرية (الإنجليزية: hylomorphic) («مادة/شكل») مشتقة من أرسطو. في أي مادةٍ ماديةٍ معينةٍ المادة والشكل متحدان بالضرورة، وكل منهما جانب ضروري لتلك المادة، ومع ذلك فهي مفهومة من الناحية المفاهيمية. تمثل المادة ما يمكن تغييره بشأن المادة (أي ما هو الشيء المحتمَل أن يكون شيئاً آخر). على سبيل المثال من المحتمَل أن تكون المادة البرونزية تمثالاً، كما أنها تحتمل أيضاً أن تكون صنجاً. يجب أن تُفهمَ المسألة على أنها مسألة شيء. في المقابل الشكل هو الذي يحدد جزءاً معيناً من المادة لأن يكون مادةً معينةً وليس مادةً أخرى. عندما يقول توماس إن جسم الإنسان يتكون جزئياً فقط من المادة، فهذا يعني أن الجسمَ الماديَّّ هو كائن بشري محتمَل، والروح هي التي تحقق تلك الإمكانات في كائنٍ بشريٍّ موجودٍ، وبناءً عليه فإن حقيقة أن جسم الإنسان هو نسيج بشري حي يستلزم أن الروح البشرية حاضرة بالكامل في كل جزءٍ من أجزاء الإنسان.

### الاقتصاد
تناول توما الإكويني معظم الأسئلة الاقتصادية في إطار العدالة، وهي التي يرى أنها أسمى الفضائل الأخلاقية. وهو يعرّف العدالة بأنها «عادةٌ يُمنح الإنسان بموجبها حقَّه بإرادةٍ ثابتةٍ ودائمةٍ»، وجادل بأن لمفهوم العدالة هذا جذور في القانون الطبيعي. يخلص جوزيف شومبيتر في كتابه «تاريخ التحليل الاقتصادي» إلى القول: «إن جميع الأسئلة الاقتصادية لو جُمِعت لهي أمور أقلَّ بالنسبة إليه من أصغر قضيةٍ في العقيدة اللاهوتية أو الفلسفية، وهو يتطرق إلى الظواهر الاقتصادية فقط عندما تثير أسئلةً في اللاهوت الأخلاقي».
إن وجهات النظر الغربية الحديثة بشأن الرأسمالية، وممارسات العمل غير العادلة، وأجر المعيشة (أو الحد الأدنى للأجور)، والتلاعب بالأسعار، والاحتكار، وممارسات التجارة العادلة، والتسعير المفترِس (أو اللصوصي) هي -من بين أمورٍ أخرى- بقايا غرس تفسير توما الأكويني للقانون الأخلاقي الطبيعي، على حدِّ تعبير مارسيا كوليش في كتابها «الأسس القُروسطية للتقليد الفكري الغربي».
وتناول الإكويني السعرَ العادلَ، فكان حريصاً على التمييز بين السعر العادل أو الطبيعي لسلعةٍ ما عن ذاك الذي يَتلاعب به طرف آخر. وهو يحدد السعر العادل من خلال روائزَ عدةٍ؛ فأولاً على السعر العادل أن يتناسب مع قيمة السلعة مؤكداً أن سعر السلعة مقياس لجودتها: «تُقاس جودة الشيء -الذي يدخل في نطاق الاستخدام البشري- بالسعر المعطى له»، ومضى يقول إن سعر السلعة -مقيساً بقيمتها- يتحدد بمنفعتها للإنسان. هذه القيمة ذاتية لأن كل خيرٍ له سوية مختلفة من المنفعة لكل إنسانٍ. جادل توماس -إذن- بأن على السعر أن يعكس القيمة الحالية لمحتوىً جيدٍ تبعاً لمنفعته للإنسان، ويتابع: «إن الذهب والفضة مكلّفان ليس فقط بسبب نفع الأواني وما شابه من الأشياء المصنوعة منهما، ولكن أيضاً بسبب تميز ونقاء جوهرهما».
كتب توماس أكويناس أيضاً بإسهابٍ عن الربا أي إقراض المال مع الفائدة، وأدانه من منطلق العدالة الإنسانية: «إن تقاضيَ الربا مقابل المال المُقَرَض مظلمَةٌ في حد ذاته، لأنه بيع ما لا وجودَ له، وهذا يُفضي ظاهرياً إلى عدم المساواة والذي يتعارض مع العدل». إن النقود والسلع الأخرى المماثلة تُستهلك فقط عند استخدامها، أما استيفاء علاوةٍ مقابل المالِ المُقَرَضِ فهو رسمٌ لأكثرَ من مجرد استخدام السلعة  وهكذا خلص توما الإكويني إلى أن المُقرِض يتقاضى رسماً مقابل شيءٍ ليس يملكه، وهذا يؤدي -بمعنىً آخر- إلى أن لا ينال كل امرئٍ ما يستحق.

## اللاهوت
نظر توما الأكويني إلى اللاهوت، أو العقيدة المقدسة على أنها علم تتكون المواد الخام [المصادر] الخاصة به من الكتاب المقدس وتقاليد [أعراف] الكنيسة الكاثوليكية. نتجت مصادر البيانات هذه من خلال إعلان الله الذاتي للأفراد والجماعات عبر التاريخ، وعلى الرغم من اختلاف الإيمان والعقل إلا أنهما مرتبطان؛ وهما الأداتان الأساسيتان لمعالجة بيانات اللاهوت. يرى توماس أن كليهما ضروريان -أو بالأحرى أن التقاءَ الاثنين كان ضرورياً- لكي يحصلَ المرء على معرفةٍ حقيقيةٍ عن الله. مزج توماس الفلسفة اليونانية والعقيدة المسيحية من خلال الافتراض بأن التفكيرَ العقلانيَّ ودراسةَ الطبيعة -مثلُهما مثلُ الوحي- كانت طرقاً صحيحةً لفهم الحقائق المتعلقة بالله. ووفقاً للأكويني يكشف الله عن نفسه من خلال الطبيعة، لذا فدراسة الطبيعة تعني دراسة الله. تتمثل الأهداف النهائية للاهوت -في ذهن توما- في استعمال العقل لفهم حقيقة الله واختبار الخلاص من خلال تلك الحقيقة. الفكر المركزي هو «الهبة غير المدفوعة بالطبيعة، والكمال»، («النعمة لا تدمر الطبيعة، بل تُكملها»).

### الوحي
يعتقد الأكويني أن الحقيقة تُعرف بالعقل والعقلانية (الوحي الطبيعي)، وبالإيمان (الوحي فوق الطبيعي). ينبع الوحي فوق الطبيعي من وحي «الروح القُدُس» ويتاح من خلال تعاليم الأنبياء ملخصةً في الكتاب المقدس، وتُنقل بواسطة «السلطة التعليمية» ، وهو المجموع الذي يُطلق عليه اسم «التقليد» أو «العُرف». الوحي الطبيعي هو الحقيقة المتاحة لجميع الناس من خلال طبيعتهم البشرية وقوى العقل. ولقد شعر توماس -على سبيل المثال- أن هذا ينطبق على الطرق العقلانية لمعرفة وجود الله.
ومع أنه يمكن للمرء أن يستنتج وجودَ الله وصفاتِه (الوحدة، والحقيقة، والخير، والقوة، والمعرفة) من خلال العقل، فإن بعض التفاصيل المحددة قد لا تُعرف إلا من خلال الوحي الخاص من الله عبر يسوع المسيح، فالمكونات اللاهوتية الرئيسية للنصرانية مثل الثالوث، والتجسد، والمحبة يُكشف عنِها في تعاليم الكنيسة والكتب المقدسة ولربما لا يمكن استنباطها بطريقةٍ أخرى.

### الحفاظ على الطبيعة في النعمة
المعرفة الموحى بها لا تنفي حقيقة وكمال العلم الإنساني كإنسان، بل أكثر من ذلك هي ترسخهما.

إنها -أولاً- تعترف بأن الأشياء نفسها يمكن أن تعالجَ من منظوريْن مختلفين من دون أن يلغيَ أحدُهما الآخر، ومن ثَمَّ يمكن أن يكون هناك عِلْمان من علوم الله.
ثانياً إنها [أي المعرفة الموحى بها] توفر أساساً لكلا العِلْمين؛ وظيفة واحدة من خلال قوة نور العقل الطبيعي، والأخرى من خلال نور الوحي الإلهي. علاوةً على ذلك يمكن لكلا العلمين -إلى حدٍّ ما على الأقل- الابتعاد عن بعضهما بعضاً لأنهما إنما يختلفان «حسب الجنس»، فالعقيدة المقدسة نوع من مسألةٍ مختلفةٍ جوهرياً عن اللاهوت الذي هو جزء من الفلسفة (الخلاصة اللاهوتية (ST): I. 1.1 ad 2).
الإيمان والعقل يكملان بعضهما بعضاً بدلاً من التناقض بينهما حيث يقدم كل منهما وجهاتِ نظرٍ مختلفةٍ عن الحقيقة نفسها.

### الخلق

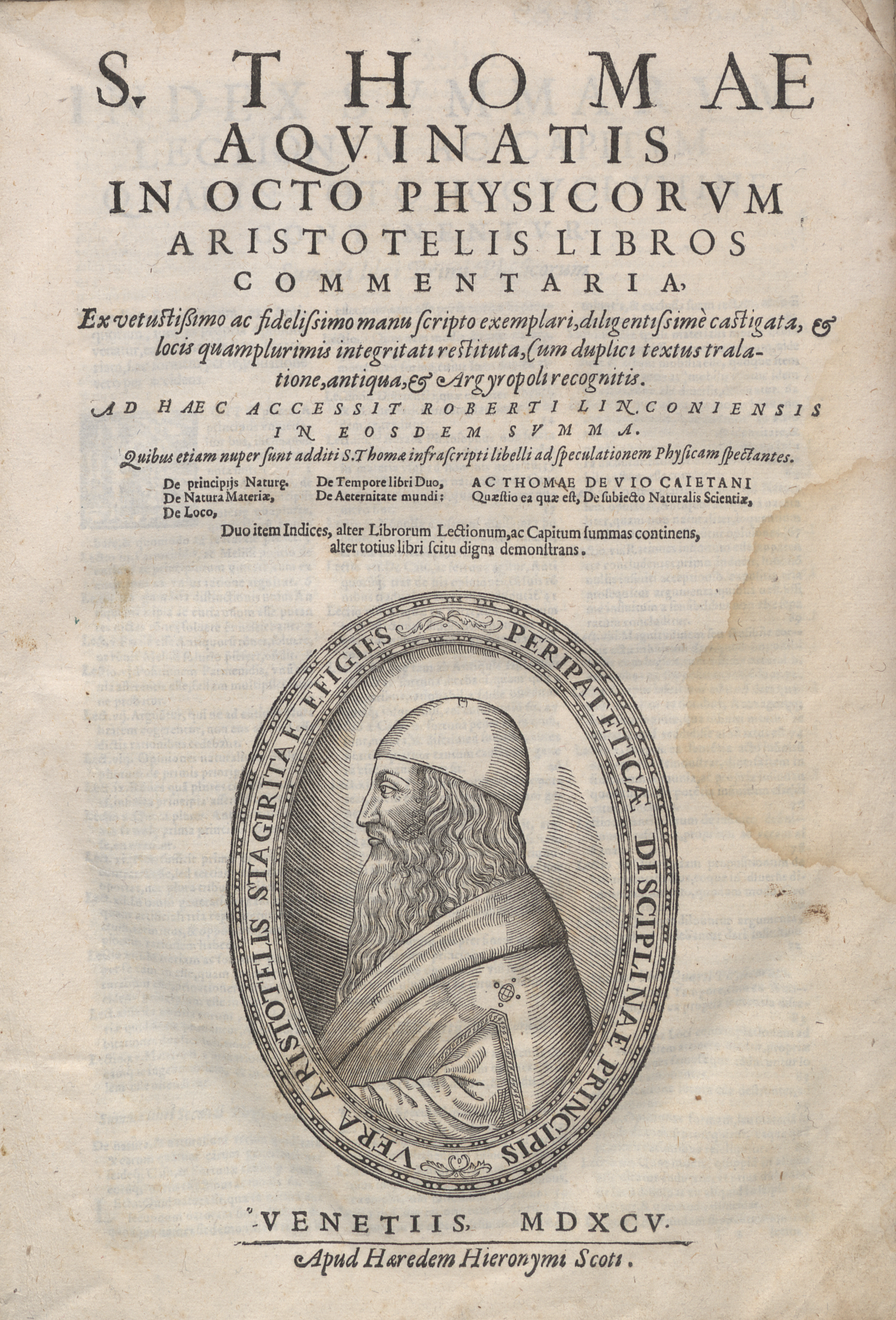
الفيزياء الأرسطية, 1595.

بوصفه كاثوليكياً يعتقد الأكويني أن الله هو «صانع السماء والأرض من كل ما هو مرئيُّ وغير مرئيٍّ»، ومثل أرسطو افترض بأن الحياة يمكن لها أن تتشكل من مادةٍ غير حيةٍ أو من الحياة النباتية، وهي نظرية للتوالد التلقائي المستمر تُعرف باسم التوليد التلقائي:
إضافةً إلى ذلك اعتبر توماس نظرية إمبِدوقلِس أن العديد من الأنواع المتحولة ظهرت في فجر الخلق. توصّل توماس إلى أن هذه الأنواع قد نشأت من خلال طفراتٍ في الحيوانات المنوية الحيوانية، وجادل بأن الطبيعة لم تكن غيرَ مقصودةٍ. بدلاً من ذلك لم يكنِ المقصود من هذه الأنواع ببساطةٍ هو الوجود الدائم. نقاشه هذا عُثر عليه في تعليقه على فيزياء أرسطو:

### الحرب العادلة
في حين إنه من التناقض الحديث عن «الانقسام العادل» أو «الشجار العادل» أو «الفتنة العادلة» تسمح كلمة «الحرب» بالتصنيف الفرعي إلى النوعين الجيد والسيئ. استخدم توما الأكويني -بعد قرونٍ من أوغسطينوس- سلطة حجج [القديس] أوغسطين (354-430م) في محاولةٍ لتحديد الظروف التي يمكن أن تكونَ الحرب في ظلها عادلةً. وقد أوضح ذلك في عمله التاريخي «خلاصة لاهوتية»:
- أولاً: يجب أن تحدث الحرب لهدفٍ جيدٍ وعادلٍ بدلاً من السعي وراء الثروة أو السلطة.
- ثانياً: يجب أن تخوض الحرب العادلة سلطة مؤسسة بشكلٍ صحيحٍ مثل الدولة.
- ثالثاً: يجب أن يكون السلام دافعاً مركزياً حتى في خضمِّ العنف.

#### مدرسة شلمنقة
بعد حوالي مئتي عامٍ وسّعت مدرسة شلمنقة فهم توماس أكويناس للقانون الطبيعي والحرب العادلة. بالنظر إلى أن الحرب واحدة من أسوأ الشرور التي يعاني منها الجنس البشري، فقد رأى أتباع هذه المدرسة أنه لا ينبغي اللجوء إليها إلا عندما يكون ذلك ضرورياً لدرء شرٍّ أكبرَ. والاتفاق الدبلوماسي مفضل -حتى بالنسبة للحزب الأقوى- قبل بدء الحرب. من الأمثلة على «الحرب العادلة»:
- في الدفاع عن النفس طالما هناك احتمال معقول للنجاح، أما إذا كان الفشل أمراً مفروغاً منه، فهي إذن مجرد إهدارٍ للدم.
- حرب وقائية ضد طاغيةٍ على وشك الهجوم.
- الحرب لمعاقبة العدو المذنب.

والحرب غير مشروعةٍ أو لاشرعيةٌ ببساطةٍ استناداً إلى دافعها الأصلي؛ فهي يجب أن تتوافق مع سلسلةٍ من المتطلبات الإضافية:
- يجب أن تكون الاستجابة متناسبةً مع الشر؛ فالمزيد من العنف أكثر مما هو ضروري للغاية سيكون غير عادلٍ.
- تعلن السلطات الحاكمة الحربَ، لكن قرارَها ليس سبباً كافياً لبدء الحرب، فإذا كان الناس يعارضون الحرب فهي غير شرعية. من حق الشعب أن يودع حكومة تشن حربا ظالمة أو على وشك شنها.
- بمجرد أن تبدأ الحرب، لا تزال هناك حدود أخلاقية للعمل. على سبيل المثال، لا يجوز مهاجمة الأبرياء أو قتل الرهائن.
- يجب على المتحاربين استنفاد جميع خيارات الحوار والمفاوضات قبل شن الحرب؛ الحرب مشروعة فقط كملاذٍ أخيرٍ.
- وبموجب هذه العقيدة فإن الحروب التوسعية، وحروب النهب، والحروب لتحويل الكفار أو الوثنيين، والحروب من أجل المجد، كلها ظالمة بطبيعتها.

### طبيعة الألوهية

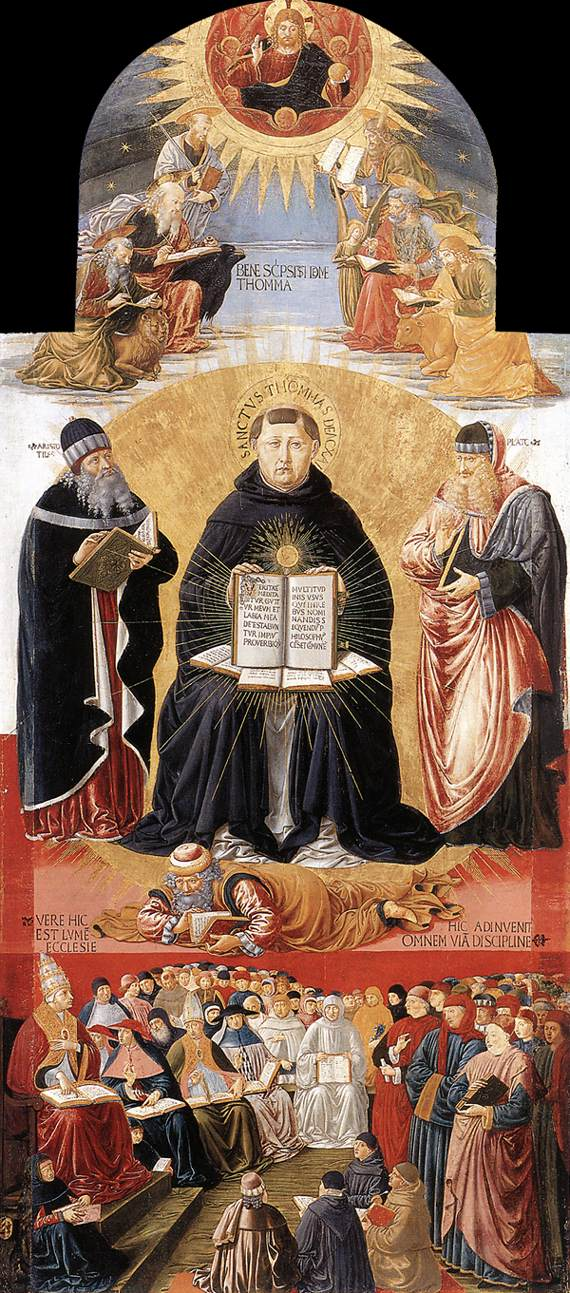
انتصار القديس توما الأكويني
«دكتور كومونيس») [الأكويني] بين أفلاطون وأرسطو، وربما كان المعمَّمُ المتمدِّدُ تحتهم تصويراً للفيلسوف ابن رشد الحفيد. لوحة بريشة بينوزو غوزولي عام 1471.
متحف اللوفر - پاريس.

يعتقد الأكويني أن وجود الله أمر بدهيٌّ في حد ذاته، ولكن ليس بالنسبة إلينا. «... لذلك أقول إن هذا الافتراض "الله موجود" -في ذاته- بدهي، لأن المحمولَ [أو المُسنَد] هو ذاته الموضوع... الآن ولكوننا لا نعرف جوهر الله، فإن هذا الافتراضَ ليس بدهيّاً بالنسبة إلينا؛ بل يتوجّب إثباته من خلال الأجرام التي نعرفها أكثر، على الرغم من أنها أقلُّ شهرةً في طبيعتها؛ يعني من خلال تأثيراتها».
والله هو جوهر نفسه فلا فرق بين الجوهر والوجود، لأنه لو لم يكونا سواءً لكان الله جَرْماً مُركّباً من جوهرٍ ووجودٍ، والله جرم بسيط يستحيل أن يتجزأ، وليس في الله حوادث عارضة، وهو لايقع تحت جنسٍ من الأجناس ولذا استحال تعريفه.
يعتقد توما الأكويني أن إثبات وجود الله ممكن، ولقد دلّلَ في إسهابٍ كبيرٍ (باختصارٍ في «الخلاصة اللاهوتية» حيث صاغها على شكل مناقشةٍ فلسفيةٍ، وبشكلٍ أوسع وأشمل في «الخلاصة ضد الوثنيين») على وجود الله في خمس حججٍ، والمعروفة على نطاقٍ واسعٍ باسم «الطرق الخمس»، وتدعى أيضاً البراهين الخمسة:
1. الحركة: بعض الأشياء تتحرك بلا شكٍّ، على الرغم من أنها لا يمكن أن تتسبّب في حركتها الخاصة. يعتقد الأكويني «بما أنه لا يمكن أن تكون هناك سلسلة لانهائية من أسباب الحركة، فيجب أن يكون هناك محرك أول لا يتحرك بفعل أي شيءٍ آخرَ، وهذا ما يفهمه كل أحدٍ من "الله"». يطلق على هذه الحجة «المحرِّك الأول» أو «المحرِّك غير المتحرك».
2. السببية: مثلما هو في حالة الحركة لا شيءَ يمكن أن يُسبّب نفسَه، ولكن من المستحيل وجود سلسلةٍ لانهائيةٍ من السببية، لذلك يجب أن يكون هناك سبب أول يسمى «الله»، يطلق على هذه الحجة «المسبِّب الأول».
3. وجود ما هو ضروري وغير ضروري: تتضمن تجربتنا أشياءً موجودةً بالتأكيد، ولكنها غيرُ ضروريةٍ بحسب الظاهر. لا يمكن أن يكون كل شيءٍ غيرَ ضروريٍّ، لأنه [سيؤدي لافتراض] في وقتٍ ما لم يكُ ثمة شيء ولن يكون ثمة شيء، وعليه فنحن مضطرون إلى افتراض وجود شيءٍ بالضرورة، وهذه الضرورة -التي من تلقاء نفسها- هي في الواقع السبب في وجود أشياءٍ أخر، يطلق على هذه الحجة «حجة الوجود».
4. التدرج: إذا استطعنا ملاحظة تدرجٍ في الأشياء بمعنى أن بعض الأشياء أكثرُ سخونةً وبعضها أكثر جودةً وما إلى ذلك، فلا بد أن تكون هناك صيغة تفضيلٍ تمثل الشيء الأصدق والأنبل، وبناءً عليه فهي موجودة تماماً. هذا [المفهوم] إذن هو ما ندعوه «الله»، يطلق على هذه الحجة «حجة الأفضلية المقارَنة».
5. الميول المنظِّمة للطبيعة: يُلاحَظ توجه الأفعال (الإجراءات) جمعاء نحو هدفٍ ما وذلك في الأجرام بأسرها التي تتَّبع القوانين الطبيعية، وأيُّما جرمٍ لا يمتلك وعياً [ذاتياً] فإنه يتجه نحو غايةٍ ما تحت إشراف جرمٍ واعٍ. هذا [المفهوم] هو ما نسميه «الله»، يطلق على هذه الحجة «العلة الغائية».[85][هامش 65] ويراها برتراند رسل قريبة الشبه كثيراً من البرهان الثاني.[عر 43]

كان الأكويني مقتنعاً ومتأثراً بما يسمى «الإثبات الحقيقي»؛ الحجة التي كان ابن سينا (370-427هـ / 980-1037م) أولَ من أتى بها، والتي تُعرف في الفلسفة الإسلامية باسم «برهان الصِدِّيقين»، وفيما يتعلق بطبيعة الله شعر الأكويني -مثلُ ابنِ سينا- أن أفضل منهجٍ هو اعتبار ما ليس الله عليه، أو ما يُطلق عليه عموماً البرهان «عن طريق النفي»، ولسوف يقوده ذلك إلى اقتراح خمس عباراتٍ عن الصفات الإلهية:
1) الله بسيط لا يتكون من أجزاءٍ مثل الجسد والروح، أو الهيولى والصورة.
2) الله كامل لا ينقصه شيء، أي إن الله متميّز عن غيره من الكائنات بسبب حقيقة الله الكاملة. عرّف الأكويني «الله» بأنه «فِعْل الوجود» (حرفياً «فعل الاكتفاء الذاتي»، أو «واجب الوجود» على حدِّ تعبير علم الكلام المختص بالعقيدة الإسلامية).
3) الله لانهائي، أي إن الله ليس محدوداً [أو مقيّداً] بالطرق التي تجعل الكائناتِ المخلوقةَ محدودةً جسدياً وفكرياً وعاطفياً. يجب تمييز هذه اللامحدوديّة عن كلٍّ من اللانهاية من حيث الحجم، واللانهاية من حيث العدد.
4) الله ثابت، وغير قادرٍ على التغيير في جوهر الله وخصائصه.
5) الله واحد من غير تنوعٍ في ذات الله. إن وحدة الله تجعل «جوهر الله» هو نفسه «وجود الله»، وعلى حد تعبير الأكويني إن «الافتراضَ "الله موجود" صحيح -في حد ذاته- بالضرورة، لأن الموضوع والمحمول (أو المسنَدَ إليه والمسنَد) متماثلان».
ولقد خالف الأكويني القديس بطرس داميان (1007– 72/ 1073) فيما ذهب إليه في رسالته «قدرة الله التي لا تحدها حدود»، وخلص فيها إلى أن الله بمستطاعه فعل أشياءٍ تعاكس قانون التناقض، وأن يلغيَ الماضي وهي نظرة غدت مخالفةً لأصول الدين من بعدِ ما رفضها توما الأكويني. كما بسط الأكويني في الجزء الثاني من خلاصته ضد الكفار القول في المستحيلات، فقرر أنه يستحيل على الله أن يكون جسماً، أو يغيّرَ ذاته، أو يُخفقَ، أو يصيبَه الرَّهَقُ، أو النسيانُ، أو الندمُ، أو الغضبُ، أو الحزنُ، أو يخلقَ إنساناً بغير روحٍ، أو يجعلَ زوايا المثلث لا تعادل قائمتين، أو ينسخَ الماضي، أو يجترحَ الآثامَ، أو يخلقَ إلهاً آخرَ، أو يختفيَ من الوجود، كما أقرَّ في هذا الجزء -مخالفاً عموم الفلاسفة- بخلق اللهِ العالمَ من عدمٍ.

### السبب الأول
تأخذ براهين توماس الخمسة على وجود الله بعض تأكيدات أرسطو المتعلقة بمبادئ الوجود. إن الله باعتباره العلة الأولى يأتي من مفهوم أرسطو عن المُحرِّكِ غير المتأثر [بغيره]، ويؤكد أن الله هو السبب النهائي لكل الأجرام.

### طبيعة الإثم
يعرّف الأكويني -كما القديس أغسطين من هيبو- الإثمَ بأنه «كلمة أو فعل أو رغبة تتعارض مع القانون الأبدي». من المهم ملاحظة الطبيعة المماثلة للقانون في فلسفة الأكويني القانونية، فالقانون الطبيعي هو مثال عن أو مثيل للقانون الأبدي، لأن القانون الطبيعي هو ما يحدده البشر وفقاً لطبيعتهم (ككائناتٍ عاقلةٍ)، فعصيان العقل هو عصيان للقانون الطبيعي والقانون الأبدي. وعليه فإن القانون الأبدي هو منطقياً قبل قبول «القانون الطبيعي» (الذي يحدده العقل)، أو «القانون الإلهي» (الذي وُجد في العهدين القديم والجديد). بعبارةٍ أخرى تمتد مشيئة الله إلى كلٍّ من العقل والوحي. يلغي الإثم إما عقل الفرد من ناحيةٍ، وإما الوحي من ناحيةٍ أخرى، وهو مرادفٌ لـ«الشر» (الحرمان من الخير، أو المكافآت الخاصة.)«لأن الشر هو غياب الخير الذي هو أمر طبيعي وسبب لشيءٍ ما.» إن الأكويني -مثله مثل جميع المدرسيين- يجادل بشكلٍ عامٍّ بأن نتائج العقل وبيانات الوحي لا يمكن أن تتعارضا، لذلك فكلاهما دليل على إرادة الله للكائنات البشرية.

### طبيعة الثالوث
يعتبر توما الإكويني أن الله بينما هو موَّحَدٌ تماماً، فإنه -كذلك- موصوفٌ تماماً من قبل ثلاث ذواتٍ [كينوناتٍ] مترابطةٍ. هؤلاء الثلاثة (الآب، والابن، والروح القُدُس) يتشكلون بواسطة علاقاتِهم في جوهر «الله». كتب الأكويني أن مصطلحَ «الثالوث» «لا يعني العلاقاتِ بذاتها بين الذوات، بل -بالأحرى- يعني عدد هذه الذوات المرتبطة ببعضها بعضاً؛ وبذا فإن الكلمة في حدِّ ذاتها لا تعبر عنِ الاعتبار [من كيانٍ] نحو آخر». يولّد الآبُ الابنَ (وكذا الكلمةَ) بعلاقة الوعي الذاتي، ويُنتج هذا التولّد الأبدي روحاً سرمديةً «والتي تتمتع بالطبيعة الإلهية مثل محبة الله، محبة الآب للكلمة».
يوجد هذا الثالوث بشكلٍ مستقلٍ عن العالم. إنه يتجاوز العالم المخلوق، لكن الثالوث قرر أيضاً أن يُنعم على البشر. يحدث هذا -بحسب أيدان نيكولز- من خلال تجسد الكلمة في شخصِ يسوعَ المسيح، ومن خلال سُكنى «الروح القدس» في أولئك الذين اختبروا الخلاص من قبل الله.

### طبيعة يسوع المسيح
في الخلاصة اللاهوتية بدأ توماس مناقشته عن يسوع المسيح بسرد قصة آدم وحواء الكتابية، ووصف الآثار السلبية للخطيئة الأصلية. كان الغرض من تجسد المسيح هو استعادة الطبيعة البشرية عن طريق إزالة التلوث بالإثم التي لا يستطيع البشر القيام بها بأنفسهم. «قضتِ الحكمة الإلهية أنه من المناسب أن يصير الله إنساناً، بحيث يكون الشخص نفسه قادراً على إعادةِ الإنسان وإرضائه». جادل توماس لصالح وجهة نظر الرضا عن الكفارة، أي إن يسوع المسيح مات «لإرضاء الجنس البشري برمته، والذي حُكم عليه بالموت بسبب الخطيئة».

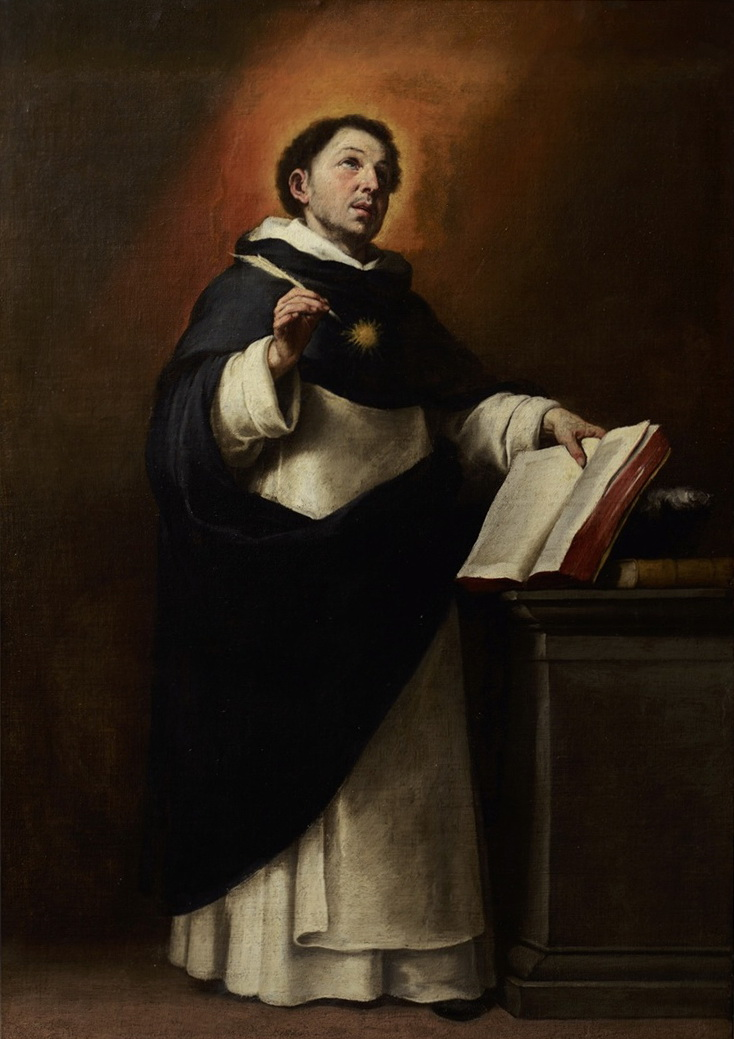
توماس أكويناس
ريشة بارتولومي اسطفان (إستيبان) موريللو. 1650م.

ناقش الأكويني العديد من اللاهوتيين المعاصرين والتاريخيين ممّن يحملون وجهات نظرٍ مختلفةٍ حول المسيح، وردّاً على «فوتينوس» ذكرَ أن يسوع كان إلهياً حقاً وليس مجردَ إنسانٍ، وضد «نسطوريوس» -الذي اقترح أن ابن الله كان مرتبطاً فقط بالإنسان المسيح- جادل توماس بأن كمال الله كان جزءاً لا يتجزأ من وجود المسيح، ومع ذلك ففي مقابل آراء أپوليناريس ارتأى توماس بأن للمسيح -بالمثل- روحاً بشريةً (عقلانيةً)، ونتج عن هذا ازدواجية الطبيعتين في المسيح، ولسوف يجادل توما الأكويني ضد «أوطيخا» في أن هذه الازدواجية استمرت بعد التجسد، وذكر أن هاتين الطبيعتين موجودتان في وقتٍ واحدٍ، ولكن يمكن تمييزهما في جسدٍ بشريٍّ حقيقيٍّ واحدٍ على العكس من تعاليم «مانيكايوس»، و«ڤالنتينوس».
وحول تأكيد بولس أن المسيح «على الرغم من أنه كان في صورة الله... أفرغ نفسه» (فيلبي 2: 6-7) في أن يصبح إنساناً. قدم الأكويني صيغةً للتكوين الإلهي الذي كثيراً ما أُخْبِرَ به في اللاهوت الكاثوليكي اللاحق. حمل توماس -متبعاً مجمع نيقية علاوةً على تأكيدات الكتاب المقدس- مثل أوغسطينوس عقيدة الثبات الإلهي. وهكذا عندما تصبح إنساناً لا يمكن أن يكون هناك تغير في الذات الإلهية للمسيح. بالنسبة إلى الأكويني «لم يكتمل سر التجسد من خلال تغيير الله بأي شكلٍ من الأشكال من الحالة التي كان فيها منذ الأزل، ولكن من خلال اتحاده بالمخلوق بطريقةٍ جديدةٍ، أو بالأحرى من خلال اتحاده معه بنفسه». بالمثل -أوضح الأكويني- أن المسيح «أفرغ نفسه ليس بخلع طبيعته الإلهية، ولكن بافتراض طبيعةٍ بشريةٍ». بالنسبة إلى الأكويني «الطبيعة الإلهية مكتملة بما فيه الكفاية، لأن كل كمالٍ من أي خيرٍ موجودٌ فيها، لكن الطبيعة البشرية والروح ليستا مكتملتين، بيد أنهما قادرتان على الامتلاء، لأنهما صُنعتا على شكل لائحةٍ خلوٍ من أيِّ كتابةٍ عليها. لذلك فالطبيعة البشرية فارغة». وهكذا فعندما يشير بولس إلى أن المسيح «أفرغ نفسه»، فيجب فهم ذلك في ضوء افتراضه عن طبيعةٍ بشريةٍ.
باختصارٍ «كان لدى المسيح جسدٌ حقيقيٌّ من طبيعة أجسادنا ذاتِها، ونفسٌ عاقلةٌ حقيقيةٌ، وإلهٌ كاملٌ بهما ومعهما»، وبذا توجد الوحدة (في الأقنوم الواحد)، والتركيب (في الطبيعتين البشرية والإلهية) في المسيح.
قال الأكويني مردّداً صدى «أثناسيوس السكندري»: «ابن الله الوحيد... اتخذ طبيعتَنا لكي -وهو الإنسان المصنوع- ربما يجعل من الناسِ آلهةً».

### الهدف من الحياة الإنسانية

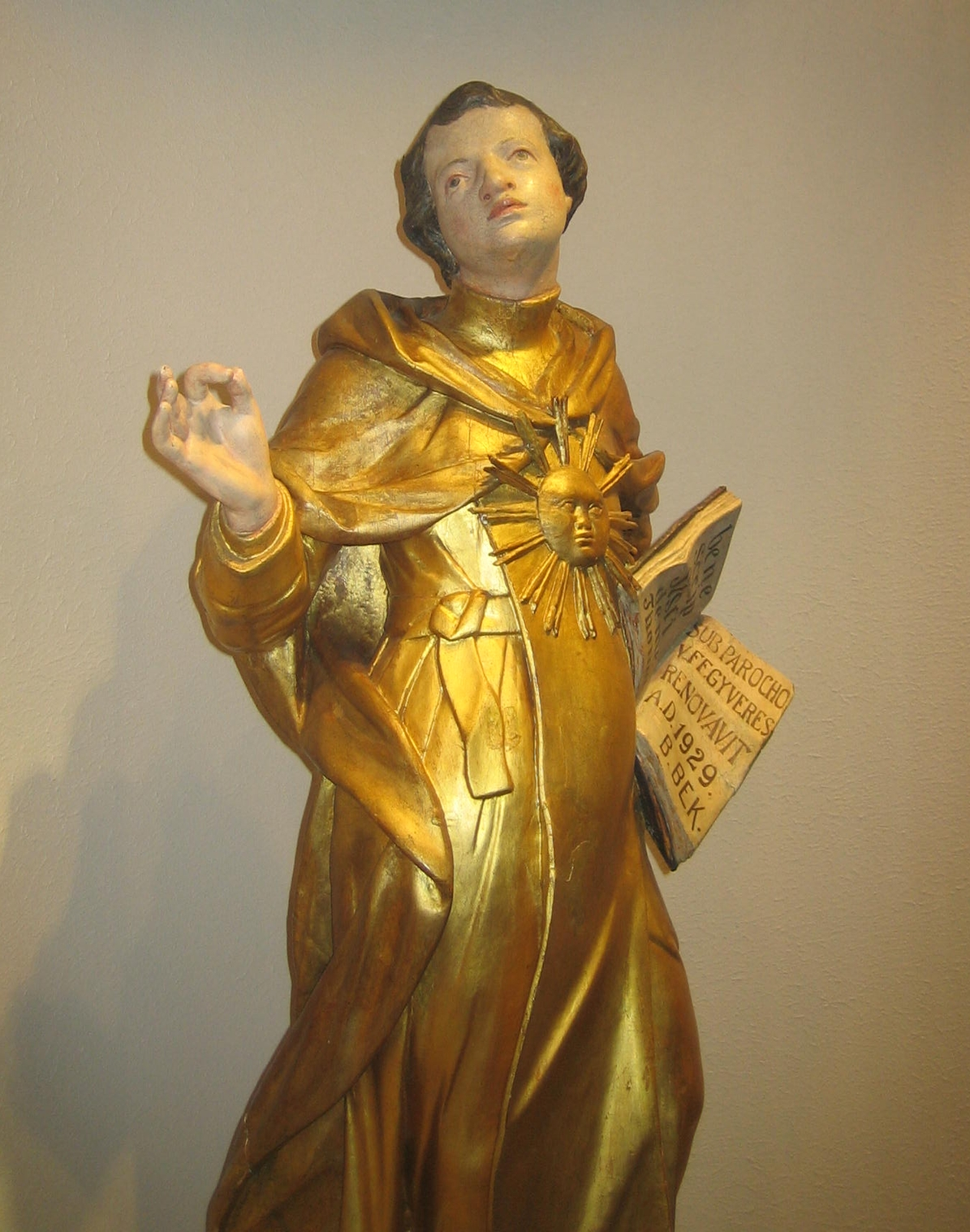
توماس أكويناس
منحوتة من القرن السابع عشر.

حدد توما الأكويني هدف الوجود البشري على أنه اتحاد وشركة أبدية مع الله. يتم تحقيق هذا الهدف من خلال الرؤية المبهرة حيث يختبر الشخص سعادةً كاملةً غير محدودةٍ من خلال رؤية جوهر الله. تظهر الرؤيا بعد الموت كهديةٍ من الله لأولئك الذين اختبروا في الحياة الخلاص والفداء من خلال المسيح.
إن هدف الاتحاد مع الله له انعكاسات على حياة الفرد على الأرض. قرر توماس أنه يجب توجيه إرادة الفرد نحو الأشياء الصحيحة مثل الصدقة والسلام والقداسة، ورأى أن هذا التوجه هو أيضاً الطريق إلى السعادة، وفي الواقع نظّم توماس معالجتَه للحياة الأخلاقية حول فكرة السعادة. العلاقة بين الإرادة والهدف هي علاقة سابقة في الطبيعة «لأن استقامة الإرادة تتمثل في كونها مرتبةً حسب الأصول حتى النهاية الأخيرة [بمعنى الرؤية المبهرة]». وأولئك الذين يسعون حقاً إلى فهم الله ورؤيته سيحبون بالضرورة ما يحبه الله، ويتطلب مثل هذا الحب الأخلاق ويؤتي ثماره في الخيارات البشرية اليومية.

### معاملة الزنادقة
ينتمي توما الأكويني إلى التنظيم الدومينيكاني (رسمياً «تنظيم الواعظين»)، الذي بدأ كرهبانيةٍ مُكرَّسةٍ لتحويل الألبيجِنسيين والجماعات الهرطوقية الأخرى بالوسائل السلمية في البدء، ثم انتهى -من بعدئذٍ- بالعنف وذلك بواسطة الحملة الصليبية الألبيجِنسية. لقد كتب في الخلاصة اللاهوتية:
كانت البدعة جريمةً كبرى ضد القانون العلماني في معظم الدول الأوروبية في القرن الثالث عشر. فالملوك والأباطرة -حتى أولئك الذين يحاربون البابوية- أدرجوا البدعة في المرتبة الأولى بين الجرائم ضد الدولة. طالب الملوك بالسلطة من الله وفقاً للعقيدة المسيحية. وفي كثيرٍ من الأحيان -ولا سيما في ذاك العصر من المطالبات البابوية بالسلطة الكونية العالمية- كانت سلطة الحكام مشروعةً بشكلٍ ملموسٍ ومرئيٍّ مباشرةً من خلال التتويج من قبل البابا.
السرقة البسيطة والتزوير والاحتيال وغيرها من الجرائم المماثلة تُعد كذلك جرائمَ كبيرةً؛ ولكن يبدو أن نقطة توماس تكمن في أن خطورة هذه الجريمة -التي لا تمس السلع المادية فقط وإنما أيضاً السلع الروحية للآخرين- أنها على الأقل مثل التزوير. يُطالب اقتراح توماس -على وجه التحديد- بتسليم الزنادقة إلى «محكمةٍ علمانيةٍ» بدلاً من سلطةٍ قضائيةٍ. إن قول الأكويني تحديداً: "الهراطقة «يستحقون ... الموت»" مرتبط بعلمه اللاهوتي، والذي بموجبه ليس للخطاة أجمعين حقٌّ جوهريٌّ في الحياة، («لأن أجرة الإثم هي الموت؛ ولكن هبة الله المجانية هي الحياة الأبدية في المسيح يسوع»)(رومية 6:23])، وإذا كان يلزم إنقاذ حياة الزنديق التائب، إلا أنه يجب إعدام الزنديق الآبق إذا ما ارتد إلى البدعة. يوضح توماس رأيه بخصوص البدعة في المقولة التالية عندما يقول:
وبالنسبة إلى اليهود دافع توماس عن التسامح مع كل من أفرادهم وطقوسهم الدينية.

### السحر وممارسو السحر
بشأن السحر كتب الأكويني أن:

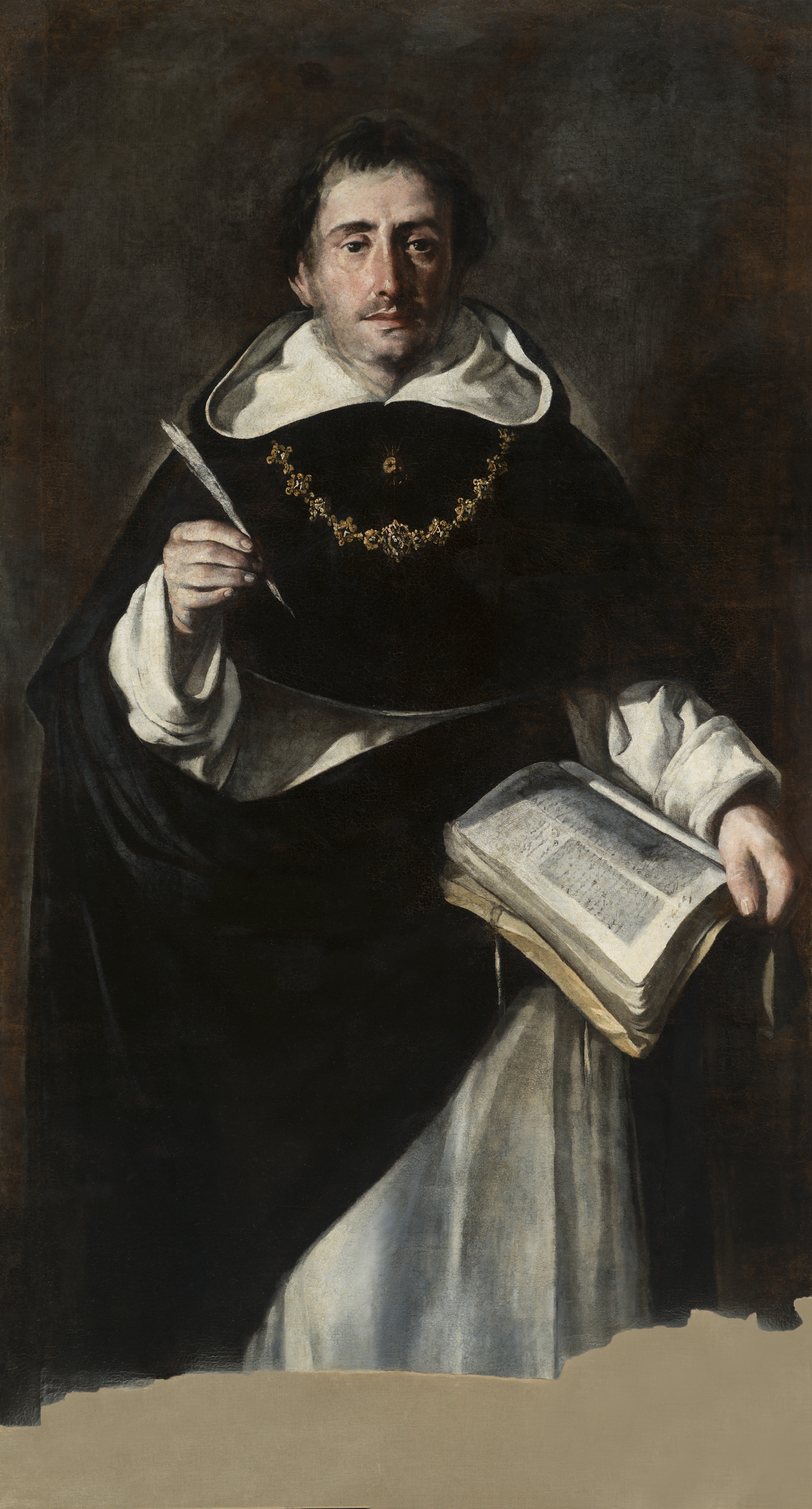
توماس أكويناس
لوحة بريشة "أنطونيو ديل كاستيلو وسافيدرا"، حوالي العام 1649م.

- «وحده الله يستطيع أن يصنع المعجزات ويخلق ويغيّر».[103]
- «الملائكة والشياطين ("جواهر روحانية") ربما يقومون بأشياءٍ رائعةٍ، لكنها ليست بمعجزاتٍ، وهم يستخدمون الأشياء الطبيعية كأدواتٍ». ("خلاصة ضد الوثنيين") [104]
- «أي فعاليةٍ للسحرة لا تأتي من قوة كلماتٍ معينةٍ، أو أجرامٍ سماويةٍ، أو شخصياتٍ خاصةٍ، أو سحرٍ متعاطفٍ، ولكن بالفرض».[105]
- «"الشياطين" هي جواهر عقلانية خُلقت حسنةً واختارت أن تكون سيئةً، فهؤلاء هم العرض».[106]
- «إذا كان ثمة بعض التحولات التي لا يمكن أن تحدث في الطبيعة، فهي إما لأن الشيطان يعمل على الخيال البشري، وإما لأنه يرتب زيفاً».[107]

ورد ذكر السحر في الخلاصة اللاهوتية وفيها يخلص إلى أن الكنيسة لا تعالج العجزَ الجنسيَ المؤقتَ أو الدائمَ المنسوبَ لتعويذةٍ ما بطريقةٍ مختلفةٍ عن تلك الناجمة عن الأسباب الطبيعية، بقدر ما تكون عائقاً أمام الزواج.
اعتبرت عقيدة الكنيسة -بموجب القانون الأسقفي- أن السحر غير ممكنٍ، وأن أي ممارسٍين للشعوذة قد جرى خداعهم، وأن أعمالهم وهْم. كان لتوما الأكويني دور فعال في تطوير عقيدةٍ جديدةٍ تضمنتِ الإيمان بقوةٍ حقيقيةٍ للسحرة، وكان هذا خروجاً على تعاليم أستاذه ألبرتوس ماغنوس الذي كان يرى ما ذهب إليه القانون الأسقفي.
يبدأ دليلُ «مطرقة الساحرات» الشهير باقتباسٍ من الأكويني («تعليق على التصريحات»، الجملة 4.34.I.Co.) يدحض [العقيدة] الأسقفية، ويمضي في الاستشهاد به أكثر من مئة مرةٍ. وغالباً ما قبس مُروّجو [كتاب] «رُهاب الساحر» -الذي أعقب ذلك- من الأكويني أكثر من أي مصدرٍ آخر.

### أفكار عن الآخرة والقيامة
يعد فهم علم نفس توما الأكويني أمراً ضرورياً لفهم معتقداته حول الحياة الآخرة والقيامة. يقبل الأكويني -وفق عقيدة الكنيسة- أن الروح تستمر في الوجود بعد موت الجسد. وطالما قبل توماس أن الروح هي شكل الجسد، فعليه كذلك الإيمان بأن الكائن البشري -مثل جميع الأشياء المادية- هو مركب «شكل-مادة». يشكّلُ الشكلُ الجوهري (الروحُ) المادةَ الأوليةَ (الجسدَ الماديَّ)، وهو الشكل الذي ينتمي به «المركب المادي» إلى النوع الذي ينتمي إليه؛ وفي حالة البشر ذلك النوع هو «حيوان عاقل». إذن فالكائن البشري عبارة عن مركب «شكلٍ-مادةٍ» منظمٌ ليكون حيواناً عقلانياً. لا يمكن للمادة أن توجد من دون أن تتكون بالشكل، لكن الشكل يمكن أن يوجد بدون مادةٍ مما يسمح بفصل الروح عن الجسد. يقول الأكويني بأن الروح تشترك في العالمين المادي والروحي، وكذلك لديها بعض سمات المادة وغيرها من السمات غير المادية (مثل الوصول إلى الكليّات). تختلف النفس البشرية عن الأشياء المادية والروحية الأخرى. لقد خلقها الله، ولكنها أيضاً تأتي إلى الوجود فقط في الجسد المادي.
البشر ماديون، لكن الكائن البشري يمكنه أن ينجوَ من موت الجسد عبر الوجود المستمر للروح التي تدوم. تمتد الروح البشرية إلى العالمين الروحي والمادي، وهي في الوقت نفسه شكل جوهري مكوَّن، وكذلك مكوِّن للمادة في شكل كائنٍ بشريٍّ حيٍّ. ولأنها روحانيةً لا تعتمد الروح البشرية على المادة، ويمكن أن توجد منفصلةً، لأن الإنسان هو مركبُ «شكلٍ-مادةٍ»، إن الجسدَ جزءٌ فيما هو عليه ليكون إنساناً. تتكون الطبيعة البشرية الكاملة من الطبيعة البشرية المزدوجة؛ المتجسِدة والفكرية.
يبدو أن القيامة تتطلب ثنائيةً، وهو ما يرفضه توماس، ومع ذلك فهو يعتقد أن الروحَ تستمر بعد موت الجسد وتحلله، وهي قادرة على الوجود منفصلةً عن الجسد ما بين وقت الموت والقيامة. يؤمن الأكويني بنوعٍ مختلفٍ من الثنائية؛ نوعٍ يسترشد بالكتاب المقدس المسيحي. يَعْرف توماس أن البشر هم في الأساس ماديون، لكن الجسدية لها روحٌ قادرةٌ على العودة إلى الله بعد الحياة. وبالنسبة إليه فإن الثواب والعقاب في الآخرة ليسا فقط روحانيَّيْن، وبسبب هذا فالقيامة جزءٌ مهمٌّ من فلسفته حول الروح. الإنسان مكتمل في الجسد، لذلك يجب أن تكون الآخرة بأرواحٍ متجسِّدةٍ في أجسادٍ قائمةٍ. وبالإضافة إلى المكافأة الروحية يمكن للبشر أن يتوقعوا التمتع بالبركات المادية والجسدية، ولأن الروح [بالنسبة إلى] توماس تتطلب جسداً من أجل أفعالها -أثناء الحياة الآخرة- فإن الروح أيضاً ستُعاقَب أو تُكافَأ في الوجود المادي.
يبين الأكويني بوضوحٍ موقفه من القيامة، ويوظفه لدعم فلسفته في العدالة؛ بمعنى أن الوعد بالقيامة يعوّض المسيحيين الذين عانَوا في هذا العالم من خلال الاتحاد السماوي مع الإلهية. يقول: «إذا لم تكُ ثمةَ قيامةٌ للأموات، فسيترتب على ذلك أنه لا خير للبشر إلا في هذه الحياة». القيامة هي حافز الناس على الأرض للتخلي عن الملذات في هذه الحياة. يعتقد الأكويني أن الإنسان الذي استعد للحياة الآخرة أخلاقياً وفكرياً سيُكافَأ بشكلٍ أكبرَ؛ وعلى كلٍّ فإن الثواب كلَّه هو من خلال نعمة الله. إنه يُصر -أيضاً- على أن التطويب سيُمنح تبعاً للجدارة، وسيجعل المرءَ أكثرَ قدرةً على تصور الإله. وبناءً على ذلك فهو يعتقد أن العقوبة مرتبطة ارتباطاً مباشراً بالأرض، وبالاستعداد الحي والنشاط أيضاً. يُركز تصور توماس عن الروح على نظرية المعرفة والميتافيزيقا (ما وراء الطبيعة)، وهو لهذا يَعتقد أنهما تقدمان وصفاً واضحاً للطبيعة غير المادية للروح، ويؤكد -في حرصٍ محافظٍ- على العقيدةَ النصرانيةَ [الكاثوليكية]، وهو بالتالي يحافظ [في معتقداته] على المكافأتين الجسدية والروحية والعقاب بعد الموت. إنه -بقبوله جوهرية الجسد والروح- يسمح بوجود الجنة والجحيم الموصوفَيْن في كلٍّ من الكتاب المقدس وعقيدة الكنيسة الكاثوليكية.
ويرى رسل أنه إذا كانتِ الروح هي التي تقترف الإثم -بحسب الإكويني- ولما كانت لا تنتقل بالتناسل، بل ثمة روح جديدة تُخلق لكل إنسانٍ جديدٍ، فأنّى لروحٍ مخلوقةٍ جديدةٍ أن ترثَ الخطيئةَ الأصلية.

## التأثير الحديث

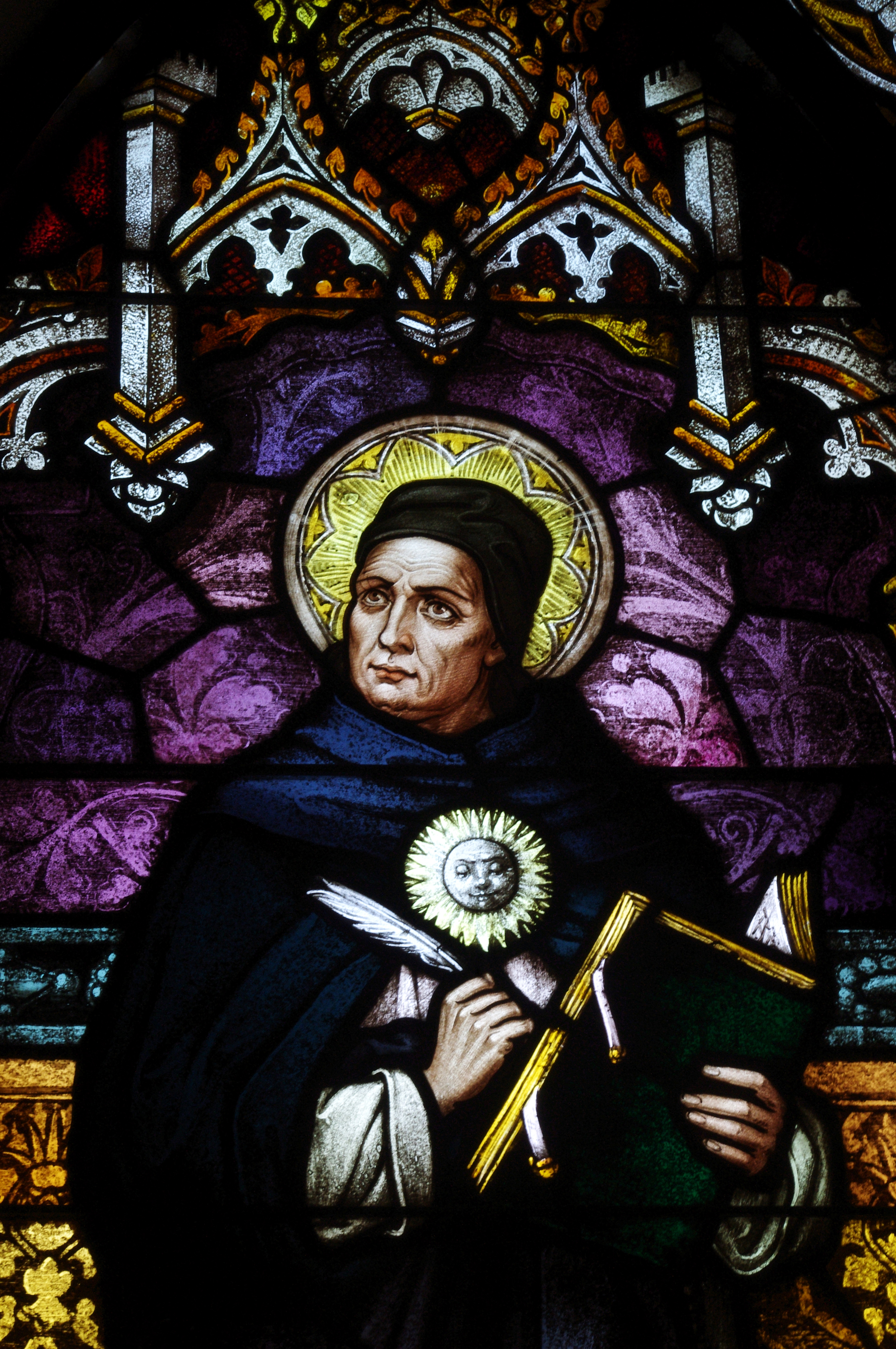
نافذة زجاجية ملونة تصور توما الأكويني في كنيسة القديس يوسف الكاثوليكية (سنترال سيتي، ولاية كنتاكي).

علق بعض علماء الأخلاق الحديثين من داخل الكنيسة الكاثوليكية (ولا سيما «ألَسداير ماك إنتير»)، ومن خارجها (ولا سيما «فيليبا فوت») مؤخراً على الاستخدام المحتمل لأخلاقيات فضيلة توماس كطريقةٍ لتجنب النفعية أو «الإحساس بالواجب» الكانطي (ضمن ما يسمى «علم الأخلاق»). كان مبدأ توماس أكويناس في التأثير المزدوج على وجه الخصوص، ونظريته في النشاط المتعمَّد مؤثريْن على العموم من خلال عمل فلاسفةٍ من القرن العشرين مثل «إليزابيث أنسكومب» (وخاصةً في كتابها «النية»).
في السنوات الأخيرة اقترح عالم الأعصاب الإدراكي «والتر فريمان» أن التوماوية كنظامٍ فلسفيٍّ هو الذي يشرح الإدراك الأكثر توافقاً مع الحركية (الديناميكا) العصبية، كان ذلك في مقالةٍ له نُشرت في العام 2008 في مجلة «العقل والمادة» بعنوان «آليات (ديناميكيات) الدماغ اللاخطية والنية وفقاً للأكويني».
ينتهي كتاب «مونت سانت ميشيل وشارتر» لـ«هنري آدمز» بفصلٍ بلغ الأوج عن توماس أكويناس، إذ وصفه آدامز بأنه «فنان» ويؤسس تشابهاً واسعاً بين تصميم «الكنيسة الفكرية» لتوماس أكويناس، وتصميم الكاتدرائيات القوطية في تلك الفترة. قام «إروين بانوفسكي» لاحقاً بترداد هذه الآراء في «العمارة القوطية» و«المدرسية» (السكولاستيكية) عام 1951م. أثرت نظريات توماس أكويناس الجمالية -ولا سيما مفهوم «كلاريتاس» - بعمقٍ على الممارسة الأدبية للكاتب الحداثي جيمس جُويْس (1881-1941) الذي اعتاد أن يمدح الأكويني معتبراً إياه في المرتبة الثانية بعد أرسطو بين الفلاسفة الغربيين. يشير جويس إلى عقيدة توماس أكويناس في كتاب «عناصر الفلسفة في ذهن المعلم الملائكي د. توما الأكويني» من العام 1898 لجيرولامو ماريا مانشيني أستاذ اللاهوت في «كلية توما المقدس في أورْبِه»، فعلى سبيل المثال جرتِ الإشارة إلى عنصرٍ  لمانشيني في رواية جويس «صورة الفنان في شبابه».
يمكن العثور على تأثير جماليات الأكويني كذلك في أعمال عالم السيميائية الإيطالي «أومبرتو إيكو» الذي كتب مقالاً عن الأفكار الجمالية عند توماس أكويناس (نُشر في العام 1956، وأعيد نشره في العام 1988 في طبعةٍ منقّحةٍ).
ويقرر برتراند رسل في تأريخه للفلسفة الغربية أن «رجال الكنيسة الكاثوليكية لا بد لهم من قبول توما الأكويني إذا ما اشتغلوا بأمور الفلسفة»، وأن «فلسفته تُدّرس في جميع المعاهد التعليمية الكاثوليكية التي تعلم الفلسفة باعتبارها الفلسفة الوحيدة الصحيحة».

## انتقادات
شكك فيلسوف القرن العشرين «برتراند رَسل» (1872-1970) في حيادية توماس أكويناس معتبراً أنه يتتبع النقاش بحيث يؤدي إلى طروحات العقيدة الكاثوليكية على وجه الحصر، وانتقد منهجه قائلاً:
يتّضحُ هذا النقد من خلال المثال التالي: وفقاً لـ«رَسل» يدعو الأكويني إلى عدم انفصام الزواج «على أساس أن الأب مفيد في تربية الأطفال
(أ) لأنه أكثر عقلانيةً من الأم؛
(ب) لأنه -لكونه أقوى- أكثر قدرةً على إيقاع العقاب الجسدي»
وذلك على الرغم من أن الأساليب الحديثة في التعليم لا تدعم هذه الآراء.
«لن يتوقف أيٌّ من أتباع القديس توما عن الإيمان بالزواج الأحادي مدى الحياة، لأن الأسس الحقيقية للاعتقاد ليست تلك المزعومة». ربما يُردُّ على ذلك بأن معالجة الزواج في الخلاصة اللاهوتية موجودة في مجلد الملاحق، وهو ليس من تأليف الأكويني. علاوةً على أن -كما هو مذكور أعلاه- كان تقديم الأكويني للحجج والمفاهيم من أرسطو غير المسيحي، وابن رشد المسلم أمراً مثيراً للجدل داخل الكنيسة الكاثوليكية في عصره.
يقترح الفيلسوف البريطاني «أنطوني كيني» أن «راسل» فشل في التفكير فيما يفعله الفلاسفة، بمن فيهم هو نفسه:
يوضح الأكويني في الجزء الثاني من «خلاصة ضد الكفار» أن هدفه «إبراز الحقيقة التي تعرضها العقيدة الكاثوليكية»، وأن ليس بوسع المرء التدليل على كل ما تضمنته العقيدة المسيحية، ففي حالة النظريات الخارجة عن نطاق العقل الطبيعي يمكن الإيضاح -وحسب- أن الاعتراضاتِ عليها لا يمكن إثباتها بالعقل. ومن ذلك الثالوث والعماد، فهو يرى استحالة أن يدخل المرء الجنة من دون تعميد، وليس هذا مما يمكن البرهنة عليه بالعقل المجرد، بل يُلجأ فيه إلى الوحي، وقد ورد في إنجيل يوحنا الإصحاح الثالث.
يسوق رسل انتقاداً آخر؛ أن الأكويني لم يتطرق إلى اعتراضٍ أرّق القديس أغسطين من قبل، ألا وهو حول انتقال الخطيئة الأولى، إذ لما كانتِ الروح هي التي تقترف الإثم، ولما كانت لا تنتقل بالتناسل، بل تُخلق روح جديدة لكل إنسانٍ جديدٍ، فكيف لروحٍ مخلوقةٍ جديدةٍ أن ترث الخطيئة الأصلية.

## توما الأكويني في ميزان التاريخ
يعترف برتراند راسل للإكويني بفهمه لأرسطو فهماً تاماً أكثر ممن سبقوه كافّةً، وهو يُقرُّ له بمحاولته أن يكون عادلاً (في جميع الحالات تقريباً) في عرضه للحجة التي يروم دحضَها. ويقول راسل:
لقد أنجز ويليام أوف موربيك عام 1267 -وبطلبٍ من الإكويني- ترجمةً لأعمال أرسطو من اليونانية مباشرةً إلى اللاتينية هي الأدق حتى أوانه، وقد اعتمد عليها الإكويني، إذ كانتِ الترجمات السابقة تفقد شيئاً من الدقة بسبب نقلها عن لغةٍ وسيطةٍ هي العربية، لكن الأعمال الفلسفية العربية المنقولة إلى اللاتينية -والتي امتلك الإكويني اطّلاعاً واسعاً عليها- كان لها الفضل الكبير عليه في فهم نظرياتِ أرسطو ومقاصدِه وتتبعِ مراميه بدقةٍ، فهو مثلاً «يُقرُّ باعتماده بشدةٍ على ابن سينا لفهم أرسطو»، وحسب مونتغمري واط فإن «قدراً أوفر بكثيرٍ من فهم فلسفة أرسطو نجم فوق كل شيءٍ عن ترجمة مؤلفات ابن رشد خاصةً شروحه للميتافيزيقا عند أرسطو»، ثم يقرر في موضعٍ لاحق:
ثمة نقطتان جوهريتان في إرث توما الأكويني؛ أولاهما أن جهده كان تتويجاً لما ينوف على جهود مئة سنةٍ سابقةٍ عليه هدفت إلى بناء هيكلٍ متكاملٍ للعقيدة الكاثوليكية متّسقٍ مع الفلسفة، وإمكان عرض هذا الهيكل للعقيدة عرضاً منطقياً لا تناقضَ فيه ولا خللَ. لقد قدّم العرب لأوروبا الغربية بعلومهم وفلسفتهم في الفترة السالفة على الإكويني مفهوماً جديداً عن العالم، ولقد نشأت عن هذه الدراسات العلمية نظرة ميتافيزيقية وكونية أوسع، «والواقع إن العالم المسيحي الكاثوليكي في حوالي عام 1100 لم تكن لديه فكرة عن أيةِ نظريةٍ ميتافيزيقيةٍ عامةٍ»، وإذ قبلَ الأوروبيون الغربيون ما تعلموه من العرب -خاصةً في صورته الأرسطوطاليسية- ولا سيما تجاربهم في الجمع بين الفلسفة اليونانية والعقيدة الإسلامية، فقد شكل هذا حافزاً لهم لمحاولة التوفيق بين العقيدة الكاثوليكية وهذا العلم الجديد، «وقد استخدم توما الأكويني ثمار جهود السابقين عليه في بناء نظامٍ فكريٍّ رائع التنسيق وَفّق فيه بين العلم والفلسفة والنظرية الدينية جميعاً».
ثانية النقطتين الجوهريتين تكمن في أن الأكويني كان مدركاً تماماً لحقيقة التحدي الحضاري الذي يمثله الإسلام في وجوده على تخوم أورُبا أو العالم المسيحي (الإنجليزية: Christendom) بمصطلح العصر الوسيط، وهو يقرر في كتابه «خلاصة ضد الكفار» أنْ لا سبيل إلى جدال المسلمين إلا باللجوء إلى العقل الطبيعي -أي بالحجة المنطقية- لأنهم لا يؤمنون بالكتاب المقدس والاستشهاد به، ولكن ليس بوسع هذا العقل -بحسب الإكويني- أن يدلِّل على كل ما تتضمنه العقيدة المسيحية، وهو يقترح لحلِّ هذا الإشكال القولَ إن بالإمكان فقط الإيضاح أن الاعتراضاتِ على ما يخالف العقل في العقيدة هي غير قابلةٍ لإثباتها منطقياً. ويستنتج واط:
في حين يرى ويل ديورانت في قصته عن الحضارة «أن الذي دعا توماس أكويناس لتأليف كتابه الجامع في اللاهوت "الخلاصة اللاهوتية" هو أن يحول دون تسرب التفاسير العربية لأرسطو إلى علوم الدين المسيحية». لقد راع الكنيسةَ آراءُ أرسطو وشروحُ المسلمين عليها حتى إن مجمع باريس الكنسي أصدر في العام 1210م قراراً يُحرّم كتاباتِ أرسطو وشروحَها، وتكرر ذلك عدة مراتٍ من بعدُ، وتناول التحريم على الأخصَ الآراءَ الرشدية.
كان التأثير الفلسفي الأعظم في أوروبا الغربية لابن سينا، وتشير الدراسات الحديثة إلى تأثيرٍ ربما يكون أهمَّ مما نعرفه اليوم، على أنه بدءاً من القرن الثالث عشر تزايد أثر أرسطو بفضل ترجمة أعمال ابن رشد. وقد أحلت آراءُ الإكويني وغيرِه (كأستاذِهِ ألبرت الكبير على سبيل المثال) أرسطو في الصدارة، وهنا علينا ألا نَكتَنه اهتمام الأوروبيين بأرسطو على أنه عائد إلى فلسفته وحسب، إذ يرى واط في أوروبيي ذلك العهد (القرن الثالث عشر) توقاً إلى التمايز عن العالم الإسلامي يعد الفيض الحضاري الهائل الذي كان اجتاح المجتمع الغربي، ولما كانت هذه النزعةُ غيرَ قابلةٍ للإشباع ذاتياً في ظروف الشح الثقافي والحضاري الذي يكابده ذلك المجتمع وقتئذٍ، فقد وجد في الرُّجعى إلى تبنّي الماضي الهيليني ("الأوروبي") والتمسك به وبإنجازاته مَنْفَساً وتمثيلاً لهذا التوق الجارف. يعلق واط:
وكان هذا من الأسباب التي حدت بإنسانيّي عصر النّهضة لاعتبار القرون الوسطى «فترةً وسيطةً» بربريّةً بين العصر الكلاسيكيّ للثقافة اليونانيّة والرّومانيّة ("الأوروبية")، ونهضة الثقافة الكلاسيكيّة.
وبهذا المعنى فقد كان الأكويني بإسهاماته خطوةً بارزةً على طريق الوعي الذاتي الأوروبي، مما دعم علو شأنه في نظر الأوروبيين، وإن يك تخطاه الزمن فيما بعد، ولم يتبق له من تبجيلٍ سوى القليل مما هو في الأوساط الكنسية الغربية، يقول راسل: «أود أن أضيف أن آراء أرسطو في معظم مسائل المنطق والفلسفة لم تكن هي القول الفصل، وقد قام البرهان على أنها باطلة إلى حدٍّ كبيرٍ»، لقد جاء الأكويني بالظفَر لأرسطو على حساب أفلاطون حتى عصر النهضة، «وبعدئذٍ استعاد أفلاطون سيادته في رأي معظم الفلاسفة، إذ عرفه رجال النهضة أكثر مما عرفته العصور الوسطى».

## أعماله
صدرت الطبعة الأولى من أعمال توماس أكويناس الكاملة المسماة «تحرير بيانا» (اللاتينية: editio Piana) بأمرٍ من البابا الدومينيكاني بيوس الخامس الذي أمر بإصدارها في العام 1570 في استوديوم الدير الروماني في سانتا ماريا سوبرا مينيرفا سلف «الجامعة البابوية للقديس توما الأكويني الملائكي».
أما الطبعة الأساسية لأعمال الأكويني فهي الطبعة المستمرة التي أمر بها البابا ليو الثالث عشر، أو ما تدعى (على اسمه) بـ«إصدار ليونين» Leonine، وإلى الآن حُررت معظم أعماله الرئيسة؛ «الخلاصة اللاهوتية» في تسعة مجلداتٍ ما بين 1888–1906، و«الخلاصة ضد الوثنيين» في ثلاثة مجلداتٍ ما بين 1918-1930.
نشر الأب «جاك بول مينه» الفرنسي Abbé Migne طبعةً من «الخلاصة اللاهوتية» في أربعة مجلداتٍ ملحقاً لـ«دورة كاملة»(الإصدارات الإنجليزية: «جوزيف ريكابي» (1872)، و«جي إم آشلي» (1888).
يُحتفظ بالنصوص الإلكترونية من «إصدار ليونين» -في الغالب- على الإنترنت من قبل «الهيئة التوماوية» بواسطة «إنريكي ألاركون» من «جامعة نافارا»، وفي «مجموع الوثائق الكاثوليكية».

## توماويون محدثون
- جي. إي. ام. أنسكومب (الإنجليزية: Anscombe) (و 1919-2001)
- جي. بودزيزوسكي (الإنجليزية: Budziszewski) (و 1952-؟)
- فريدريك كوبلستون (الإنجليزية: Copleston) (و 07-1994)
- بريان ديفيز (الإنجليزية: Davies) (و 1951-؟)
- ريجينالد جاريجو لاجرانج (الإنجليزية: Garrigou-Lagrange) (و 1877-1964)
- جي. كي. تشيسترتون (الإنجليزية: Chesterton) (و 1874-1936)
- إتيان جيلسون (الإنجليزية: Gilson) (و 1884-1978)
- ألاسدير ماك إنتاير (الإنجليزية: MacIntyre) (و 1929-؟)
- جاك ماريتيه (الإنجليزية: Maritain) (و 1882-1973)
- رالف ماك إنيرني (الإنجليزية: Pieper) (و 1992-2010)
- جوزيف بيبير (الإنجليزية: Pieper) (و 04-1997)
- جيمس في شال (الإنجليزية: Schall) (و 1928-2019)
- إدوارد فيسر (الإنجليزية: Feser) (و 1968-؟)
- ميتشيسلاو ألبرت اكرابيك (الإنجليزية: Krapiec) (و 1921-2008)
- البابا يوحنا بولس الثاني (و 1920-2005)

## بعض مؤسسات تحمل اسم الأكويني
- معهد الأكويني، نيويورك
- مدرسة الاكويني في مدينة سان خوان، الفلبين
- جامعة الأكويني في مدينة ليغازبي، الفلبين
- المجلس الدولي لجامعات سانت توماس الأكويني، هيوستن
- الأكاديمية البابوية للقديس توما الأكويني، مدينة الفاتيكان
- كلية سانت توماس الأكويني، نيويورك
- مدرسة سانت توماس الاكويني الثانوية فلوريدا
- مدرسة سانت توماس الاكويني الثانوية كانساس
- كلية توماس أكويناس، كاليفورنيا وماساتشوستس
- جامعة سانتو توماس، الفلبين
- جامعة سانت توماس، مينيسوتا
- كلية الأكويني، ميشيغان
- كلية الأكويني، ستوكبورت، إنجلترا
- كلية الأكويني (تينيسي)، ناشفيل، تينيسي
- مدرسة سانت توماس الأكويني الكاثوليكية الثانوية، (شمال فانكوفر)، كولومبيا البريطانية، كندا
- مدرسة سانت توماس الاكويني الكاثوليكية الثانوية، ليندسي، أونتاريو، كندا
- مدرسة سانت توماس الأكويني الكاثوليكية الثانوية، (لندن، أونتاريو)، كندا
- مدرسة سانت توماس الأكويني الكاثوليكية الثانوية، أوكفيل، أونتاريو، كندا
- مدرسة سانت توماس الاكويني الثانوية (برامبتون)، أونتاريو، كندا
- مدرسة سانت توماس الأكويني الكاثوليكية الثانوية، (توتنهام)، أونتاريو، كندا
- صالة سانت توماس الأكويني للألعاب الرياضية، كوشيتسه، سلوفاكيا (في السلوفاكية باسم Gymnázium sv. Tomáša Akvinského)

## الهوامش
1. ↑  المَلفان (بالسريانية: ܣܘܪܝܝܐ مَلفونو) وتعني المعلم، أو في الكنيسة الرومانية الكاثوليكية "طبيب الكنيسة"
2. ↑  سمّتِ الكنيسة الكاثوليكية -بدءاً من العام 2020- ستةً وثلاثين مَلفاناً لها. سبعة عشر منهم ماتوا قبل الانشقاق العظيم في العام 1054 بين الكنيستين الغربية والشرقية، فهم يحظَوْنَ بتقديرٍ كذلك في الكنيسة الأرثوذكسية الشرقية التي لا تستخدم اللقب الرسمي الغربي "دكتور الكنيسة". سبّب هذا اللقب "دكتور الكنيسة" لَبْساً عند بعض المترجمين فاعتبرَ الأكويني طبيباً، لكنه ليس بطبيب. (لقب دكتور (الإنجليزية: Doctor) ذي أصلٍ لاتيني تبنّته الكنيسة الغربية لتعني به صاحب تخصصٍ عالٍ في العقيدة (الإنجليزية: Doctrine))

ينقسم هؤلاء إلى سبعةٍ وعشرين من الغرب، وتسعةٍ من الشرق. ومنهم أربعة نسوةٍ وثمانيةَ عشرَ أسقفاً، واثنا عشر كاهناً، وشماسٌ واحدٌ، وثلاث راهباتٍ، وعذراءٌ مقدسة. ستة وعشرون من أوروبا (أحدهم ألبرت الكبير أستاذ توما الأكويني)، وثلاثة من إفريقيا، وسبعة من آسيا. عاش اثنا عشر منهم في القرن الرابع وحده. ويُشار عادةً إلى من عاشوا في القرون الثلاثة الأولى على أنهم آباء ما قبل نيقية. أطول مدةٍ لملفانٍ ما بين وفاته ورسمه هي لـأفرام السرياني (306-373)م، وبلغت نحو خمسة عشر قرناً ونصفَ قرنٍ (رُسم سنة 1920).

ولبعض الكنائس الأخرى فئات مماثلة بأسماءٍ مختلفةٍ غير "دكتور الكنيسة" مثل ملفان في الكنائس السريانية (في السريانية ملفونو).
3. ↑  انظر بيوس الحادي عشر (حبريته 22-1939م)، Studiorum Ducem 11 (29 يونيو/حزيران 1923)، AAS، XV (باللاتينية: non-modo Angelicum، sed etiam Communem seu Universalem Ecclesiae Doctorem) حيث دعاه بالعالم الكوني. ويرجع لقب الدكتور الملائكي (اللاتينية: Doctor Angelicus) إلى القرن الخامس عشر. انظر: Walz، Xenia Thomistica، III، p. 164. Note 4.

أما أقدم إشارةٍ للقب "العالم المشترك" فتعود إلى القرن الرابع عشر، فقد كتب تولوميو دا لوكا في "التاريخ الكنسي" (باللاتينية: Historia Ecclesiastica) في العام (1317م): «هذا الرجل هو الأسمى من بين معلمي الفلسفة واللاهوت المعاصرين، وفي الواقع في كل مادة. هذا هو الشعور والرأي العام، وحتى الآن في الجامعة في پاريس يسمونه العالم الكوميوني بسبب الوضوح الفائق لتعاليمه». (التاريخ الكنسي. الثالث والعشرون، ج. 9).
4. ↑  الاسم الرسمي للرابطة الهانزية (أو عصبة المدن الهانزية) هو General Company of German Merchants أي الشركة العامة للتجار الألمان، ولما توسعَ نفوذُها واشتدَّ عودها ضيّقت عليها شيئاً فشيئاً السلطات الملكية في جميع الدول حتى انقضت تقريباً في القرن الخامس عشر (انظر: فشر: تاريخ أوربا-العصور الوسطى (القسم الأول)، ص. 229).
5. ↑  عملة ذهبية من إصدار مدينة فلورنسا اعتبرت أول عملةٍ أوروبيةٍ موحدةٍ في التاريخ.
6. ↑  من العربية طَرَب دَوْر.
7. ↑  حسب ول ديورانت كان وليام العاشر (1080-1127) دوق أكيتان (أقطانية) (وقاعدتها بواتييه) أول من عُرف من الشعراء الغزلين، وكانت ذروة مجد شعراء الفروسية الغزلين الفرنسيين ما بين 1150 و1250. (انظر: ول ديورانت: قصة الحضارة (الكتاب الخامس، ج 15)، ص.ص 3-4)، ويعود السبب في انقراضهم في فرنسا إلى الحملة الصليبية الألبجنسية.
8. ↑  تنظيمات أخوياتِ الرهبان الفقراء (يُطلق عليهم أيضاً الرهبان المتسولون) (الإنجليزية: Mendicant Orders) هي -في المقام الأول- بعض جماعات الرهبان الكاثوليك التي تبنت أسلوبَ حياةٍ من الفقر والترحال والعيش في المناطق الحضرية لأغراض الوعظ والتبشير والخدمة، وخاصةً للفقراء. في تأسيسها رفضت هذه الأنظمة النموذجَ الرهبانيَّ المعمولَ به الذي يفرض العيشَ في مجمعٍ واحدٍ مستقرٍ ومعزولٍ (الأديرة) حيث يعملُ الأعضاء معاً في تجارةٍ ما، ويمتلكون ممتلكاتٍ مشتركةٍ، بما في ذلك الأراضي والمباني وغيرها من الحيازات، وهو ما أدى إلى تراكم ثرواتٍ طائلةٍ لدى الأديرة. على النقيض من ذلك تحاشى الرهبان المتسولون حيازة عقاراتٍ على الإطلاق، ولم يزاولوا نشاطاً تجارياً، واعتنقوا أسلوب حياةٍ من الفقر والتجوال في كثيرٍ من الأحيان، واعتمدوا في عيشهم على حسن نية الناس الذين بشّروا لهم في دعمهم بمقوّمات البقاء الزهيدة التي يحتاجون، وربما جاءت ظاهرتهم تأثراً بظاهرة المتصوفة المسلمين الفقراء ممن كانوا يجوبون العالم الإسلامي شرقاً وغرباً. كان الرهبان الفقراء في ذلك الوقت يتعرضون للهجوم من قبل بعض رجال الدين المتنفذين حتى إن الأكويني دافع عنهم، وكذلك المصلح اللاهوتي الإنجليزي "جون وايكليف" (28-1384) (الإنجليزية: John Wycliffe).
9. ↑  يذكر غوستاف لوبون في كتابه "حضارة العرب" أن مكتبة الحكم المستنصر الخليفة الأموي (حكم 960-976م) في قرطبة ضمت ثلاثمئة ألف كتابٍ منها أربعة وأربعون مجلداً لفهارس قوائم الكتب، بينما بلغت مكتبة شارل الخامس (حكم 64-1380) الملك الفرنسي تسعمئة كتاب.
10. ↑  مما أورده ابن منقذ في مذكراته التي دعاها "الاعتبار" ما يلي: «ومن عجيب طِبِّهم أن صاحبَ المُنيْطِرَةِ [حصن قرب طرابلس شمال لبنان] كتبَ إلى عمي يطلب منه إنفاذ طبيبٍ يداوي مرضىً من أصحابه، فأرسل إليه طبيباً نصرانياً يقال له ثابت، فما غاب عشرة أيامٍ حتى عاد! فقلنا له: «ما أسرع ما داويتَ المرضى!»، قال: أحضروا عندي فارساً قد طلعتْ في رِجله دُمَّلةٌ، وامرأةٌ قد لحقها نُشافٌ [نوعٌ من جنونٍ يستدعي حميةً وخاصةً عن الأطعمة الحرّيفة]، فعملتُ للفارس لَبْخةً ففُتحتِ الدُمّلة وصَلَحت، وحَمَيْتُ المرأة ورطّبتُ مِزاجَها، فجاءهم طبيبٌ إفرنجيٌّ، فقال لهم: «هذا ما يعرف شيء يداويهم»، وقال للفارس: «أيُّما أحبُّ إليك؛ تعيش برجلٍ واحدةٍ، أو تموت برجلين؟»، قال: «أعيش برجلٍ واحدةٍ»، قال: «أحضروا لي فارساً قوياً، وفأساً قاطعاً»، فحضر الفارس والفأس، وأنا حاضر، فحطَّ ساقَه على قُرْمةِ خشبٍ، وقال للفارس: «اضرب رجله بالفأس ضربةً واحدةً اقطعها!»، فضربه -وأنا أراه- ضربةً واحدةً ما انقطعت، ضربه ضربةً ثانيةً فسال مخُّ الساقِ، ومات من ساعته!

وأبصر المرأة، فقال: «هذه امرأةٌ في رأسها شيطانٌ قد عشِقَها، احلقوا شعرها!»، فحلقوه! وعادت تأكلَ من مآكلهم؛ الثومُ والخرْدلُ، فزاد بها النُّشافُ، فقال: «الشيطان قد دخل في رأسِها!»، فأخذ الموسى وشقَّ رأسَها صليباً وسلخَ وسطَه حتى ظهرَ عظم الرأسِ! وحكّه بالملح، فماتت في وقتها.

فقلت لهم: «بقي لكم إليَّ حاجة؟»، قالوا: «لا»، فجئت، وقد تعلمت من طِبّهم ما لم أكن أعرفه.»
11. ↑  فيما عدا القسطنطينية وكبريات المدن الأندلسية يُعدّ هذا الرقم ضخماً واستثنائياً في أورُبا وقتئذٍ، فإلى القرن اللاحق حتى بلغت فلورنسا مئة ألفٍ، ونافت البندقية وباريس وميلان قليلاً عن مئة ألفٍ (انظر: عاشور: تاريخ أوروبا في العصور الوسطى، ج 2، ص. 103)، وهذا يدل على شأوٍ عظيمٍ بلغته صقلية بمقاييس ذاك الزمن.
12. ↑  وهي التي قبسها النورمان في إنجلترا، وأرسَوا ثمّة بواسطة مثيلٍ لها تنظيماً مالياً للدولة متطوراً مقايَسةً بعصره.
13. ↑  وكان فريدريك الثاني واحدةً من أعاجيب عصره، حتى لُقّب بحقٍّ "أعحوبة العالم" (اللاتينية: Struper Mundi)، أتقن ستَّ لغاتٍ كانتِ العربية واليونانية واللاتينية بعضاً منها، وفضّل أن يقضيَ معظم وقته في بلرم كملكٍ صقليٍّ متنوّرٍ بدلاً من العيش في بلاطه الثاني "الكئيب" في فيينا كإمبراطورٍ جرمانيٍّ مقدسٍ، وشجع المناقشات الفلسفية والعلمية في بلاطه، وكان يحلو له أن يسأل العلماء المسلمين أسئلةً معقدةً بمقياس زمانه مثل: لماذا يبدو القضيب المعدني منكسراً وهو في الماء؟ وهل هناك خلود للروح؟ وهل وجود العالم لا نهائي؟ وكم عدد الجهنمات؟ ما يدل على فضولٍ فكري طاغٍ ربما حتى السفسطة، ولا أدلَّ على ذلك من رسالته التي وجهها إلى السلطان الموحدي عبد الواحد الرشيد (32-1242م) وتضمنت أسئلةً فلسفيةً أربعةً رئيسةً وكلّفَ السلطانُ الفيلسوفَ المتصوفَ عبد الحق اين سبعين للإجابة عنها، فألّف رسالةَ «الكلام على المسائل الصقلية» جواباً عليها، واشتهرت اختصاراً بـالمسائل الصقلية.
وكان إلى جانب ثقافتِه واسعةِ الاطلاعِ شاعراً شبيبَ العاطفةِ ألفى شعراءُ التروبادور الفارين من جحيم الصليبية الألبجنسية في بلاطه ملجاً رفيقاً ما جعل من حركتهم إرهاصاً للنهضة الأدبية الإيطالية، وكذلك سياسياً محنَّكاً نَذَر النذر الصليبي عام 1215م واعداً بخوض صليبيةٍ (الإنجليزية: Crusade) كملكٍ تقيٍّ، (انظر: ميلر: مختصر تاريخ الكنيسة، ص. 315) وظل يماطل حتى قامت من دونه (الصليبية الخامسة، 18-1221)، فلمّا حرمه الكرسي الرسولي (1227م) ذهب في حملةٍ رمزيةٍ من بضعة آلافٍ (الصليبية السادسة، 1228م) مصطحباً كتيبةً من المسلمين ومسلماً مختصاً بالمنطق والجدل، وتوسّل بشتى السبل -بما فيها التذلل والاستعطاف- لإقناع السلطان الكامل الأيوبي بعقد معاهدة عدم اعتداءٍ لعشر سنينَ (من إحدى رسائله للكامل يقول له: "أنا مملوكك وعتيقك، وليس لي عما تأمره خروج، وأنت تعلم أني أكبر ملوك البحر، وقد علم البابا والملوك باهتمامي وطلوعي، فإن رجعت خايباً انكسرت حرمتي بينهم"). سمحتِ المعاهدة بزيارة الحجيج الفرنج إلى القدس، ومُنحَ الصليبيون الإشرافَ على المقدسات المسيحية فيها وفي بيت لحم وشريطٍ ساحليٍّ ضيقٍ لتأمين قوافل الحجاج مقابلَ عدم اشتراكه في عملٍ عدائيٍّ ضد المسلمين وإعلامهم بأية خططٍ عدوانيةٍ من جهة الفرنج، وبذا حقق ما أخفق فيه أعتى ملوك أوروبا لأربعين سنةً منذ تحرير القدس عام 1187م، وفي كنيسة القيامة -وبحجة اقترانه (1225م) بوريثة عرش مملكة القدس اللاتينية- توّج نفسَه بنفسِه لينسبَ فضل تتويجه لجهده الخاص -على نحو ما سيفعل نابليون بعده بستة قرونٍ- فيما تعلّلتِ الكنيسة بالقول: من ذا الأسقف الذي يجرؤ على تتويج ملكٍ حرمه البابا؟! (بمعنى لم يكن له من خيارٍ آخرَ)، وبعدما هزم عام 1230 قوات غريغوري التاسع (حبريته 27-1241م) أقرَ الأخير بمعاهدته مع المسلمين وألغى حرمانه (صلح «سان جرمانو»)، لكن فريدريك بقي على الإرث الإمبراطوري في مناوأته البابوية حتى تسبب هذا بالحرمان الثاني له (38-1239). وأرسل للصالح أيوب يخطره بنية لويس التاسع غزو مصر (الصليبية السابعة، 1250م).
ولربما قُرن فريدريك الثاني بنابليون لشدة اختلاف الناس فيه حتى اعتبره بعض الفرنسيسكان (طائفة الفراتشيلّي) بطلاً داعيةً إلى المسيحية متناسين عيشته الباذخة، وأنه كان ظنيناً في الدين، وتقريبه العرافين وإصغائه إليهم، بينما رأى فيه المتشددون "المسيخ الدجال"، وجعله دانتي في "ملهاته" في الدَّرْك الأسفل من الجحيم. أيّاً يكن فإن الإجماع يكاد ينعقد على أن الإمبراطورية الرومانية المقدسة طُويت بموته، وإن تكُ دامت اسمياً إلى العام 1806م عندما أنهاها الإمبراطور فرانتز الثاني معلناً تأسيس "إمبراطورية النمسا والمجر" مكانها.

(انظر: عاشور: أوروبا العصور الوسطى، ج. 1، ص.ص. 379-390،
بيشوب: تاريخ أوروبا في العصور الوسطى، ص.ص. 75-78،
فشر: تاريخ أوربا - العصور الوسطى (القسم الأول)، ص.ص. 251-255).
14. ↑  "يتوجَّبُ عليَّ القول -وبكُلِّ ثقةٍ- إنَّ ما حثَّ العالم المسيحيّ على النُهوض من كابوسه القُروسطي أتى من الحضارة الرائعة التي صاغها العرب والفُرس الليبراليّون في ذلك الوقت في كُلٍّ من إسپانيا، وصقلية، والمشرق. ما كان للنورمان أن يتحضروا بهذه السُرعة لولا أنَّهم استقرّوا في صقلية، وما كان للكاثار أهالي فرنسا الجنوبيَّة أن يبلغوا مبلغاً كبيراً من الرُقي والتقدَّم لولا أنهم جاوروا العرب في إسپانيا. إنَّ الحقيقة الكاملة حول صحوة أوروپَّا على هذا المسرح الإسلاميّ إنَّما هي حقيقةٌ ماحقةٌ لما أُشيع عن الإبداعات المسيحيَّة، والتي لم يجرؤِ التاريخ على البوح بها حتَّى الآن. (جوزف مكَّاب: السجل الاجتماعي للمسيحيَّة (1935) (بِتصرُّف)، بوك تري، 2000، ص. 61.
15. ↑  إبّان العصور الوسطى العليا وتحديداٌ في القرنين الثاني عشر والثالث عشر كان سكان منطقة جنوب فرنسا ("ميدي") ومقاطعة "أقطانية" (أكيتان) (الفرنسية: Aquitaine) -وعاصمتها بواتييه، والبالغة خمسة أضعاف حجم إقطاعية ملك فرنسا- يتكلمون لغةً تدعى "الأكيتانية" ومن سماتها لفظ حرف الراء بوضوح كما القشتالية (ربما تأثراً بالعربية في إيبيريا)، أما سكان شمال فرنسا فكانوا يتحدثون بلغة "أويل" التي تلفظ الراء بلثغةٍ واضحةٍ اشتهرت بها الفرنسية تأثراً بلغة القبائل الجرمانية على تخومها. كلتا اللغتين تعودان بأصولهما إلى اللاتينية. وقد تسببتِ الصليبية الألبجنسية في فناء اللغة الأقطانية الجنوبية لصالح طغيان اللغة الشمالية التي تطورت إلى الفرنسية الحالية.
16. ↑  إن الاختلافات بين الكاثار والألبيجنسيين طفيفة جداً، بل إن الراجح لدى المؤرخين أن الفرق بينهما جغرافي فقط؛ بمعنى أن الكاثار في جنوب فرنسا دُعُوا بالألبجنسيين، فيما كان الكاثار منتشرين في أرجاء أوربا الغربية (بالأخص جنوبيها)، ومن المؤرخين من يعتبر الفرقتين من الموحدين المؤمنين بنبوة المسيح تأثراً يالحضارة الإسلامية. والحق إن جميع الأدبياتِ الباقيةِ عن الألبجنسيين -على ندرتها- كتبت بيد خصومهم مما يثير شكوكاً حولها لا سيما في ظروف المجتمع الأوروبي القروسطي آنئذٍ.
17. ↑  يشير القس أندرو ميلر في مختصره الضخم عن تاريخ الكنيسة إلى أن بعض الكتّاب ينكرون إيمان الألبجنسيين بوصمهم بالمانوية، لكنّ آخرين كانوا يرونهم مع الوالدنسيين على مبدأٍ واحدٍ أنقياء الإيمان فيما يخص العقيدة، على الرغم من إنكارهم لعدة أسرارٍ خاصةٍ بالعقيدة الكاثوليكية. (انظر: ميلر: مختصر تاريخ الكنيسة، ص. 327)، في حين يذكر موريس بيشوب: «ولقد كان أتباع والدو من المسيحيين الإنجيليين [أي إرهاصاً للأنجليكان البروتستانت من حيث العقيدة]، أما معاصروهم من الكاثاري أو المتطهرين فقد كانوا من الهراطقة بشكلٍ واضحٍ». (انظر: بيشوب: تاريخ أوروبا في العصور الوسطى، ص. 199).
18. ↑  توفر لعقيدة الألبيجنس وأفكارهم من الذيوع بحيث انتشروا في الكثير من المدن الهامة مثل قرقشونة (كاركاسون)، وأُربونة، ومونبلييه، وطلوشة، وبوردو، وبواتييه، وأورليان، وسواسون، وأراس، وريمس، لكن تبقى مقاطعتا لانجدوك وبروڤانس جنوبي فرنسا مناطقهم الرئيسة.
19. ↑  مع أن المجمع اللاتراني الثاني (1139م) حتّم العزوبة على رجال الدين إلا أن العلاقاتِ غيرُ الشرعيةِ كانت ذائعةً جداً حتى عند البابوات، ويُروى أنه كان لأحد أساقفة لييج في القرن الثالث عشر واحد وستون طفلاً منهم أربعون وُلدوا خلال اثنين وعشرين شهراً، وكانتٍ "السيمونية" أي بيع المناصب عادةً ساريةً في الأوساط الكنسية بسبب الدخل الفاحش لهذه المناصب. (انظر: بيشوب، تاريخ أوروبا في العصور الوسطى، ص. 79). هذه المثالب ستكون أساساً في مطالب الإصلاح البروتستانتي بعد ثلاثة قرون.
20. ↑  بنتيجة هذه الحملة الصليبية صار لفرنسا لأول مرةٍ ساحل على البحر الأبيض المتوسط، لكن نتائجها الرئيسة كانت طغيان اللفة الشمالية واندثار اللفة الرومانسية الجنوبية في فرنسا، وتأخر عصر النهضة في فرنسا قرنين عن النهضة الإيطالية، فيما آثر بقية الكاثار في أوربا الغربية التخفي وانكفؤوا مستترين قروناً طوال.
21. ↑  في الهجوم على بيزييه (بزارش) سنة 1209م وبعدما رفض المدافعون عن المدينة الاستسلام، يذكر القس أندرو ميلر:

"عندئذٍ صاح أرنولد: إذاً لن يُترك حجر على حجر، ولْيكنِ الرجال والنساء والأطفال فريسة السيف والنار، وسرعان ما سقطتِ المدينة في أيدي المحاصرين، ونُفّذَ الأمر بكل قسوةٍ وفظاعةٍ، ووقف القادة عند الأبواب وسألوا رئيس الدير: كيف يمكن للجنود أن يميزوا الكاثوليك من الهراطقة؟ فقال لهم: اذبحوهم جميعاً، يعلم الرب الذين هم له.

عندئذٍ ابتدأتِ المذبحة، فكان السيف يحصد الرجال والنساء والأطفال بلا تمييزٍ، ونواقيس الكاتدرائية تقرع حتى انتهتِ المجزرة، وهُرعتِ الجماهير المرتعدة إلى الكنائس لعلها تجد ملجأً داخل الجدران المقدسة إلا أن هذا لم يُغنِها فتيلاً، ولم يفلت من السيف مخلوق بشري واحد، فأصبح سكان بيزير [بيزييه] جميعاً أكواماً من الجثث الآدمية مكدسةً بعضها فوق بعضٍ بعد أن كانوا بالأمس يملؤون شوارع المدينة وأسواقها حركةً ونشاطاً، حتى إنه يقال إن عدد الذين راحوا ضحية هذه المجزرة كان يتراوح بين عشرين ألفاً ومئة ألف. و[كانت] جماهير عديدة هربت من القرى في ذلك الوقت إلى المدينة". (انظر: "ميلر: مختصر تاريخ الكنيسة، ص. 332).
22. ↑  بحسب ول ديورانت تأسست محاكم التفتيش الكنسية سنة 1227م، (انظر: ول ديورانت: قصة الحضارة (الكتاب الخامس، ج 15)، ص. 7)، ويبدو أن تأسيسها سنة 1210 كان خاصاً بتلك الحملة ثم عُمّمت سنة 1227.
23. ↑  بحسب السير جيمس ستيفنس: "لدى ذلك الجيل المغمور بالجهل والخرافة لم تكن هناك دعوة أحب للقلب من هذه الدعوة، فالأخطار والمتاعب وأشد أنواع الشقاء لازمتِ الصليبيين أثناء مسيرهم إلى بيت المقدس يحدوهم الأمل بنوال الفردوس الموعود، أما في حالة الحرب ضد الألبينيين فسيربح كل من يشترك فيها الأجر نفسه الذي لايقدر بثمن، ليس بشيءٍ من إنكار الذات، بل بالانغماس في كل الملذات، فكل من كان عليه دينٌ سيُعفى منه، وكل من ارتكب خطيئةً ضد نواميس الله ستغفر له، وفوق ذلك حياة أبدية سعيدة ينالها الواحد منهم لا بالعيشة المقدسة في المستقبل بل بحياةٍ ملوثةٍ بالإثم والجريمة، وليس بكبح جماح شهواتهم بل بإطلاق العنان لأحط غرائزهم وإشباع أطماعهم على حساب شعبٍ مسالمٍ كانت ثروته تثير لعابهم، ووجوده يلهب حقدهم". انظر: "ميلر: مختصر تاريخ الكنيسة، ص. 331".
24. ↑  سفر المزامير يتألف من مئةٍ وخمسين مزموراً هي قصائدُ شعرية وأناشيدُ وأدعية تنسب لنبي الله داود، وقيل بل سبع وثلاثون فقط من تأليفه.
25. ↑  ورد في بيان المجمع: «نحظر أيضاً السماح للعوام بالحصول على كتب العهد القديم والعهد الجديد، ويستثنى من ذلك الشخصُ ذو الدوافع المخلصة الذي يرغب بالحصول على سفر المزامير أو كتاب الأدعية اليومية أو كتاب الأدعية والصلوات المريمية، ماعدا ذلك فنحن نحرم بشدةٍ أي ترجمةٍ لهذه الكتب أيضاً».
26. ↑  كان تحريم ترجمة الكتاب المقدس إلى اللغات الدارجة مدعاة اللعنة التي لحقت بلاهوتيٍّ كبيرٍ عمل مستشاراً لاهوتياً لملك إنجلترا هو جون وايكليف (28-1384)، فقد تسببت ترجمته للكتاب المقدس إلى الإنجليزية الدارجة في ثورة الكنيسة عليه ومنع نشر الكتاب لاحقاً، وكانت أحد الأسباب التي أدت لإدانته بالهرطقة بعد موته وإحراق كتبه، ثم نبش عظامه وإحراقها بأمرٍ من البابا، هذا إلى جانب أفكاره الأخر التي اعتبرت "هرطوقية" كمعارضته سلطة البابا المطلقة، ومبدأ الاستحالة الجوهرية أو "سر الأفخارستيا" (سر المناولة)، وقوله بأن سلطة الكتاب المقدس تعلو على كل سلطةٍ أخرى.
27. ↑  كان البابا إنوسنت الرابع في 14 مايو/أيار 1254 (قبل وفاته بأحد عشر يوماً) منح صقلية إقطاعيةً بابويةً لإدموند الابن الثاني لهنري الثالث ملك إنجلترا للخلاص من حكم ذريّة فريدريك الثاني، وكانت صقلية واحدةً من أنفس المقاطعات في أوروبا تنظيماً وثراءً وتأثيراً بفعل النهضة التي سبّبها التلاقح الثقافي مع الحضارة الإسلامية مثلها مثل الأندلس، وقبلما ينقضي عام على توليه أكد ألكسندر الرابع المنحة مقابل خراجٍ سنويٍّ؛ ألفي أوقيةٍ من الذهب، وخدمةِ ثلاثمئة فارسٍ لمدة ثلاثة أشهرٍ عند الحاجة، ثم سدادِ 135،541 ماركاً تعويضاً للبابا عما أنفقه للإطاحة بمانفريد، (انظر: Rymer,Foedera, I.i. 316-18, Simon Lloyd, Edmund Crouchback, Oxford Online Dictionary of National Biography, 2004. Rymer I. 2, pp. 12–13: ("رسالة من الملك هنري إلى الكاردينال ريكاردو أنيبالدي؛ كاردينال سانت أنجلو") a letter of King Henry to Cardinal Riccardo Annibaldi de Molaria, Cardinal Deacon of Sant' Angelo.)
ولقد أدت محاولات هنري الثالث الفاشلة لإقناع رعاياه بدفع الضرائب المطلوبة لتلبية مطالب البابا إلى تأجيج الصراع بين الملك والبرلمان، والذي انفجر من ثمَّ في حرب البارونات الثانية (63-1267). (انظر: J. R. Maddicott, The Origins of the English Parliament, 924–1327 (أصول البرلمان الإنجليزي، 924-1327), مطبعة جامعة أكسفورد، 2010، ص. 235.)
 نسخة محفوظة 2022-04-05 على موقع واي باك مشين.
28. ↑  اعتُبر بونيفاس الثامن من الباباوات الأكثر انتقاداً وإثارةً للجدل في تاريخ الكنيسة الكاثوليكية لانغماسه في الملذات وتوزيعه المناصب على المقربين، حتى إن معاصره "دانتي" لم ير غضاضةً في انتقاده بشدةٍ واضعاً إياه في "ملهاته" في الحلقة الثامنة من الجحيم مع السيمونيين (السيمونية: شراء المناصب بالمال، أي عن طريق الرشوة). خلفه بنديكت الحادي عشر (22/ 10/ 1303 - 7/ 7/ 1304) الذي رفع الحرمان الكنسي عن فيليب الوسيم، ومن بعده فشل مجمع الكرادلة في انتخاب أحدٍ بسبب الخلاف بين الكرادلة الطليان والفرنسيين، وشغر المنصب لأحد عشر شهراً قبلما يُنتخب كلمنت الخامس (الفرنسي من مقاطعة أقطانية) في حزيران/يونيو 1305 معتمداً على الدعم الفرنسي.
29. ↑  كان موقف معظم اللاهوتيين المسيحيين من أغسطين (354-430م) إلى توما الأكويني أنه حيثما وُجد تعارض بين الإيمان والفكر فالإيمان هو الحق، (انظر: تاريخ الفكر الغربي من البونان القديمة إلى القرن العشرين: سكيربك، غيلحي، تر. حيدر حاج إسماعيل، المنظمة العربية للترجمة، بيروت، 2012، ص. 258) من هنا نفهم كم كان موقف الرشديين اللاتين ثورياً في زمانه.
30. ↑  «كان ابن رشدٍ -وبحقٍّ- رائداً من رواد عصر النهضة الأوروبية»، ويعود للنزعة العقلانية في فلسفته أبلغُ الأثر في شيوعها في أورُبّا الغربية القُروسطية مقابل تشبثِ الكنيسة بآرائها الموروثة «حتى إن برتراند رسل -الفيلسوف البريطاني المشهور- نسب إلى ابن رشدٍ فضلَ نشر الطريقة العلمية في أوروبا ما قبل [عصر] النهضة». شكلتِ الرشدية اللاتينية تياراً أكاديمياً بارزاً في جامعات فرنسا وإيطاليا وتميزت بالانتشار السريع وغدت جامعة بادوا في شمال إيطاليا معقلاً لها. (انظر: د. زكريا إمام: لمحات من تاريخ الفلسفة الإسلامية - دراسة مدخلية ميسرة، ص ص. 380-381).
31. ↑  جدير بالذكر أن المنهجية التجريبية هي أحد الإنجازات الفلسفية للحضارة الإسلامية مقارنةً بالفلسقة اليونانية التأملية. يقول زكريا إمام: «لفد بدأ الانعطاف الكبير نحو المنهج التجريبي يصبح خاصيةً مميزةً في الفلسفة الإسلامية منذ الوهلة الأولى خاصةً عند العلماء الذين اشتغلوا بالعلوم الطبيعية والطبية من أمثال جابر بن حيان والحسن بن الهيثم والبيروني والكندي وابن سينا وغيرهم. ولا بد من التنويه بهذه الخاصية والأهمية العظمى لبروزها عند المسلمين، لأن المتهجية اليونانية ظلت في مجملها متهجيةً تأمليةً بالرغم من محاولات أرسطو في تعريف الاستقراء واستخدامه بصورةٍ محدودةٍ جداً في أبحاثه في علم الحيوان، ولكن ظلت العقلية اليونانية عامةً -وحتى المنهجية الأرسطية ذاتها- ظلت منهجيةً استنباطيةً خالصةً كما هو واضح في نظرية العلم الأرسطية التي يمثل القياس الأرسطي واسطة العقد من منظومتها العامة.» (انظر: د. زكريا إمام: لمحات من تاريخ الفلسفة الإسلامية - دراسة مدخلية ميسرة، ص 12.)
32. ↑  إنَّ الاحتكاك بالمُحمديين في إسپانيا -وصقلية إلى حدٍ ما- أدَّى إلى معرفة الغرب بِأرسطو، وكذلك بالأرقام العربيَّة، والجبر، والكيمياء. هذا الاحتكاك هو ما أدَّى إلى إنعاش عمليَّة التعليم الأورُبيَّة خِلال القرن الحادي عشر، ما أدَّى في نهاية المطاف إلى ظُهور الفلسفة المدرسيَّة. وفي وقتٍ لاحقٍ -ابتداءً من القرن الثالث عشر- سمحت دراسة الفلسفة الإغريقيَّة لطُلَّاب العلم أن يطّلعوا على مؤلَّفات أفلاطون وأرسطو وغيرهم من كُتَّاب العصور القديمة وفلاسفتهم. ولكن لو لم يحفظِ العربُ أعمال هؤلاء ويُطوروها ويشرحوها، ما كان عُلماء عصر النهضة ليعلموا كم كان من الضروريّ إحياءُ العلوم القديمة والاطلاعُ عليها وتفنيدُها. (انظر: برتراند رسل، تاريخ الفلسفة الغربيَّة، (بِتصرُّف)، روتلدج، 2004، ص. 268)
33. ↑  دير تاريخي يقع على قمة جبل كاسينو الشاهقِ ذي المنحدرات شديدة الوعورة الواقع شمال شرق ناپولي. تأسس في العام 529م. نال شهرةً واسعةً بعدما صار محل هجومٍ عنيفٍ من قبل الحلفاء ضد الألمان (بين 17 يناير و18 مايو من العام 1944) في معركة مونتي كاسينو الضارية، والتي انتهت بتدميره.
34. ↑  لم تكنِ التسمية (اللاتينية: Studium Generale) (المدرسة العامة) أو الجامعة تعني حيث يجري تدريس جميع العلوم، بل المكان الذي يجتمع فيه الطلبة من كل صوب. (انظر: سعيد عاشور: أوروبا العصور الوسطى، الجزء 2، النظم والحضارة، ص. 138).
35. ↑  القديس دومينيك دي غوزمان: رجلُ دينٍ من مقاطعة قشتالة (كاستيلا) (الإسبانية لاحقاً). مؤسس طائفة الرهبنة الدومينيكانية. درس في مدينة بلنسية (ڤالانسيا)، أصبح رئيساً لكاتدرائية "أوصنا"، وسافر مع أسقف المدينة إلى روما (حوالي العام 1203م) لاستئذان البابا بالسفر إلى بلاد التتار للتبشير بينهم (كان المغول (القبيلة الذهبية مثلاً) قد وصلوا في غزواتهم إلى شرق أوروبا)، ولكنه أرسلهما إلى جنوب فرنسا لهداية الألبجنسيين، فالتزما التنسك والزهد وأقاما على الوعظ والإرشاد، وفي العام 1216م مُنح دومينيك منزلاً وكنيسةً في تولوز (عاصمة مقاطعة لاتغدوك مركز ما عُرف بـ"الهرطقة الألبجنسية")، وذلك لإيواء الرهبان الذين جمعهم حوله وكرّسهم للدراسة والوعظ. انتشرت طائفة الرهبان الدومينيكان بسرعةٍ في مدن أوروبا الغربية، وفي أوساط الطلبة والجامعات لاشتغالها بالفلسفة والمنطق والقياس العقلي (وكانت هذه التوجهات بدأت تنتشر في المجتمع الغربي بفعل التأثر بالحضارة الإسلامية) على عكس مذهب القديس برنار (1091-1153) القائم على التصوف واستبطان الذات والتجربة الروخية الذاتية في المقام الأول. وغوزمان صاحب فكرة محاكم التفتيش التي اقترح تأسيسها في جنوب فرنسا لمكافحة الزندقة الألبجنسية (بدأت بمحكمةٍ قرب نربونة سنة 1210م)، فلما أخفقت كافة الجهود لهداية الألبجنسيين أعلن البابا حملةً صليبيةً علي مقاطعاتهم لتطهيرها دامت عشرين عاماً (09-1229). يُحتفل بعيد القديس دومينيك في 4 أغسطس/آب. (انظر: الموسوعة العربية الميسرة، مؤسسة دار الشعب (القاهرة) ودار فرنكلين للنشر (نيويورك)، ط1، 1965).
36. ↑  من غير المعروف بدقةٍ السببُ وراء رفض العائلة لانتسابه للأخوية الدومينيكانية مع أن دخوله سلك الرهبانية -بحسب المصادر لأنه الابنُ الأصغر- كان عُرفاً دارجاً وموضع ترحيبٍ عائليٍّ، علاوةً على أن عمه كان رئيساً لديرٍ شهيرٍ، لكن الأرجح أن جوهر الأمر سياسيٌّ بحت. كانتِ الرهبانية الدومينيكانية من الحزب البابوي (الجولفيين)، في حين كانت للعائلة وجهتها ناحية حزب الإمبراطور (الجبلينيين)، ولقد يفسر هذا -جزئياً على الأقل- عدم تدخل المؤسسة البابوية لإطلاق سراحه، وتدبير أمه -فيما بعدُ- لهروبه لئلا يبدوَ الأمر كما لو أنه بموافقةٍ من العائلة ورضاها.
37. ↑  القديس ألبرتوس ماجنوس أو ألبرت الكبير (1200-1280م)، دكتور (مَلفان) الكنيسة الكاثوليكية، الراهب الدومينيكاني الألماني، أول من فصل بين الفلسفة واللاهوت،
38. ↑  أستاذ مشرف أو أستاذ قيّم هو المعنى الحرفي للمقابل الإنجليزي (الإنجليزية: regent Master). في ذلك الوقت في أوروبا الغربية -حيث التعليم عموماً والتعليم الجامعي خصوصاً في يواكيره- لم تكُ الدرجات العلمية والألقاب الأكاديمية واضحةً ومحددةً كما اليوم. فالإكويني مثلاً كان حائزاً على الماستر (الماجستير) وكتب أطروحةً استغرقت ثلاث سنواتٍ عنِ كتاب "الجمل" لبويثيوس، وسميت بكالوريوس (اللاتينية: baccalaureus Sententiarum)، والتسميات "استوديوم جنرال" (في المدن الكبرى)، و"استوديوم كونفنتوال" (في العواصم الإقليمية) لم تك أكثر من مدارسَ (دخل الأكويني جامعة نابولي في سن الثالثة عشر)، ولكن ندرتها وندرة التعليم في ذلك الوقت أكسبها وأكسب خريجيها شهرةً عريضةً.
39. ↑  تألف الرهبان المتسولون بالدرجة الأولى من طائفتي الرهبان الفرنسيسكان الذين مالوا إلى التصوف، والدومينيكان الذين اتخذوا طريق الجدل العقلي والبحث الفكري.
40. ↑  كانت جامعة باريس (السوربون لاحقاً) -مثل بواكير الجامعات الأوروبية وقتذاك- تابعةً لأسقفية باريس بوصفها تطورت من مدرسةٍ دينيةٍ أسقفيةٍ، وأدى هذا إلى صراعٍ مع السلطات الأسقفية -التي كانت تتدخل في الشؤون الجامعية والطلابية على السواء- قبلما تنال استقلالها بدعمٍ من البابا والملك الفرنسي. ومن ثمة كان أسقف باريس رئيساً للجامعة، وكان حق إصدار تراخيص تأسيس المدارس وتعيين المدرسين بيد أمين الأسقفية. (انظر: عاشور، د. سعيد عبد الفتاح: الجامعات الأوروبية في العصور الوسطى، دار الفكر العربي، القاهرة، 2007، تدمك: 977-10-2121-4، ص.ص 19-21). وعلى ما يبدو فإن ويليام دي سانت آمور هذا كان أمين الأسقفية. وسيرد لاحقاً أن أسقف باريس أدان في قرارين مشهورين (عامي 1270، و1277م) بعض القضايا الفلسفية الأرسطية، وأوجب على الجامعة الامتناع عن تدريسها، ما ألحق ضرراً بسمعة توما الأكويني بصفته أرسطياً شهيراً.
41. ↑  يُدعى هذا الكتاب أيضاً -في بعض المصادر- "الخلاصة ضد الوثنيين" أو "الخلاصة ضد الأمم". إن كلمة «Gentiles») تعني الوثنيين في شروح العهد القديم -باعتبار غير اليهود هم عبدة أوثان- مثلما تعني الغرباء أو الأجانب، وقد استخدمها الإكويني اقتباساً من العهد القديم لوصف المسلمين الذين كان الكتاب موجهاً لتفنيد عقائدهم.
42. ↑  (اللاتينية: Responsio ad fr. Ioannem Vercellensem de articulis 108 sumptis ex opere Petri de Tarentasia)
43. ↑  يعتبر برتراند رسل صراحةً أن كتاب «الخلاصة ضد الوثنيين» أهم كتبه. انظر: "رسل: تاريخ الفلسفة الغربية، ج 2، ص. 230"، ويعتبر "الخلاصة اللاهوتية" «كتاباً يكاد يبلغ من الأهمية مبلغ الكتاب الأول»، فهو برأيه يدانبه في الأهمية ولا يساويه.
44. ↑  كان الفرنسيسكان الميالين إلى التجربة الصوفية واستبطان الذات في الإيمان يعارضون التوجه العقلاني للدومينيكان الذي غالباً ما اعتبروه دخيلاً من التأثيرات الإسلامية، وقد وجدوا -بخاصةٍ- في اعتبار الأكويني أزلية العالم جائزة عقلاً -والتي شارك فيها ألبرت الكبير وابن ميمون- انحرافاً بيّناً عن جادة الإيمان.
45. ↑  تعبير الأكثر تطرفاً يُقصد به -على الأرجح- الأكثرَ خطورةً لكونها أكثر قدرةً على الانتشار ونشر الأفكار اللاهوتية الإسلامية معها. إن الأفكار الأرسطية مجرد طروحاتٍ فلسفيةٍ يمكن إخضاعها للنقاش، ولكن سمعة «المدرسة الرشدية» في أوروبا الغربية وقتذاك -وهي ليست إلا نقلاً لأفكار أرسطو وشرحاً لها وفق المنظور الإسلامي- كانت على أنها صيحة العصر و"الموضة" السائدة (عاش ابن رشد الحفيد 26-1198م)، لذلك كانت الرشدية تغزو الأوساط الثقافية الغربية وتنتشر تحت ضغط الغزو الحضاري الإسلامي والثقافة الإسلامية في غزوها المجتمع الغربي في باكورة اطّلاعه على الثقافة والفلسفة، ومن هنا كانت أكثر خطورةً.
46. ↑  يرى برتراند رسل «أن كتاب "النفس" لأرسطو يؤدي أداءً طبيعياً إلى وجهة النظر التي أخذ بها ابنُ رشدٍ أكثرَ جداً مما يؤدي إلى وجهة النظر التي أخذ بها الإكويني». انظر: "رسل: تاريخ الفلسفة الغربية، ج 2، ص. 230-231".
47. ↑  سيجر دي برابانت (الإنجليزية: Siger of Brabant) (حوالي 1240 - قبل 10 / 11/ 1284م): فيلسوف من البلدان المنخفضة الجنوبية (بورغنديا). كان من أنصار الرشدية، ويمكن اعتباره من أبرز ممثلي التيار المنادي بالأفكار "الرشدية" في المجتمع الغربي. نادى بـ«الحقيقة المزدوجة» وتعني أنه حيثما تختلف وجهتا نظر الكنيسة والفلسفة فيجب قَبول الاثنين معاً. لقيَ عنتاً من قبَلِ كلٍّ من الكنيسة والفلاسفة معارضي توجهاته مثل ألبرتوس ماجنوس والإكويني، ولا سيما عقب الحملة على الرشدية وبالأخص إدانتها من قبل أسقف باريس في 10 / 12/ 1270م.
48. ↑  الماتنيز: ساعة أساسية في الشعائر الكنسية يُنشد فيها -في الأصل- في عتمة الفجر الباكر.
49. ↑  سيتمها ريجنالد من بعدُ بالاستناد إلى أفكار توماس وتوجهاته كما رآها.
50. ↑  تذكر بعض الروايات أن توماس طلب إحضاره إلى دير فوسانوڤا لأن يسوع أخبره أنه يمكنه التحدث معه للمرة الأخيرة. لا يمكن التثبت من صحة الرواية خاصةً في ذلك الوقت حيث كانت مثل هذه المرويات شائعة جداً، فضلاً عن أن رسْمه قديساً من قبل الكنيسة منذ زمنٍ مبكرٍ (عقب خمسين سنةً على وفاته) سيسهم من بعد في تكاثر المنقولات الشعبية عن كراماته محفوزةً بوصفه قديساً.
51. ↑  يلاحظ التشابه في الموقف من الفلسفة والفلاسفة مع موقف الغزالي (450-505هـ / 1058-1111م) والذي بيّنه في كتابه "تهافت الفلاسفة".
52. ↑  بدأ الأكويني كتاباتِه الفلسفيةَ في وقتٍ مبكرٍ عن هذا التاريخ، إذ أنهى بعض أهم كتبه "خلاصة ضد الكفار" إبّان إشرافه الأول في جامعة باريس (59-1264)، و"الخلاصة اللاهوتية" الذي أنجز جزءاً وافراً منه قبل أعمال ويليام الموربيكي، فاعتماده على الأعمال الفلسفية العربية سبق أعمال الموربيكي بكثير.
53. ↑  "التوليف" (الإنجليزية: Synderesis) أو (الإنجليزية: Synteresis): في الفلسفة الأخلاقية المدرسية هو القدرة الطبيعية أو تصرف العقل العملي بهدف فهم المبادئ العامة الأولى للفعل البشري بشكلٍ حدسيٍّ.
54. ↑  يفهم توما الأكويني المحبة على أنها "صداقة الإنسان مع الله" والتي "تُوحدنا مع الله"، ويعتبرها "أروعَ الفضائل". علاوةً يرى الأكويني أن «عادة المحبة لا تمتد إلى محبة الله فحسب، بل أيضاً إلى محبة الجار والقريب» ولكن بدرجةٍ أقلَّ.
55. ↑  وهنا يجيب الأكويني على تساؤلٍ مؤرقٍ بالنسبة لأوروبيي العصور الوسطى؛ لماذا حبا الله المسلمين بحياةٍ رغيدةٍ وهم على ضلالهم؟!.
56. ↑  أي إن الأكويني يعتبر الخير والشر قضيةً توقيفيةً لا عقليةً، وإن بدا أنهما في كثيرٍ من الأحيان يتوافقان مع العقل.
57. ↑  يرى الإكويني أنه لا مندوحة عن تسويةٍ ما بين أعضاء الطبقة الأوليغارشية (من النبلاء ومساعدي الملك وحاشيته) لحسن سير مؤسسة الحكم، ويتوجب التسامح مع إرادة الحاكم ورغباته عند فقدان هذه التسوية حرصاً على عدم انزلاق البلاد إلى الفوضى نتيجة صراع النبلاء. كذلك فهو يرى نظرية "المستبد العادل" كأفضل شكلٍ من أشكال الحكم، ومع أنه يقف إلى جانب "تقليم أظافر" الحاكم لئلا يتحول إلى مستبدٍ، إلا أن نطرتَه جليةٌ فيما يتعلق بالثورة على الطاغية، وتتلخص بالمبدأ الذي وُجد لدى فقهاء النظرية السياسية المسلمون من قبل فيما يتعلق بالخروج على الحاكم {الفتنة أشد من القتل}.
58. ↑  باعتبار الفائدة تترتب على مرِّ الزمن، وليس على استعمال المال كالمرابحة.
59. ↑  باعتبار الزمن غيرَ متملَّكٍ أو غير قابلٍ للتملك.
60. ↑  وجدت في أوراق ريتيه ديكارت الفيلسوف الفرنسي وعالم الرياضيات علامة بخط يده عند هذه المقولة للغزالي تنوبهاً بها.
61. ↑  "السلطة التعليمية" (الإنجليزية: Magisterium) للكنيسة الرومانية الكاثوليكية هي السلطة التي تدّعي الكنيسة أنها تُقدم تفسيراً صحيحاً لكلمة الله «سواءً في شكلها المكتوب أو في شكل تقليد». ووفقاً للتعليم الديني للكنيسة الكاثوليكية (الإنجليزية: Catechism of the Catholic Church) للعام 1992م (الذي أقره البابا جان بول الثاني) فقد أنيطت مهمة التفسير بشكلٍ فريدٍ بالبابا والأساقفة، مع أن للمفهوم تاريخاً معقداً من التطور. إن الكتاب المقدس والتقليد «يشكلان وديعةً مقدسةً واحدةً لكلمة الله التي وُكّلت إلى الكنيسة»، و"السلطة التعليمية" غير مستقلةٍ عن هذا طالما أن «كل ما تقترحه للاعتقاد بأنه وحيٌ إلهيٌّ موجودٌ هو مشتقٌّ من وديعة الإيمان الوحيدة هذه».
62. ↑  يشير الإسناد (الإنجليزية: Predication) في الفلسفة إلى فعلٍ من أفعال الحكم (علاقة في الذهن) حيث يندرج مصطلح تحت مصطلحٍ آخر. يصفه التصور المفاهيمي الشامل بأنه فهم للعلاقة التي يتم التعبير عنها بواسطة بنيةٍ تنبؤيةٍ بشكلٍ أساسيٍّ (أي في الأصل وفي المقام الأول) من خلال التعارض بين الخاص والعام أو الواحد والمتعدد. في المنطق يُدعيان الموضوع والمحمول. مثال: "الإنسان حيوان ناطق"، فالإنسان هو الموضوع، والحيوان الناطق محمولٌ على ذات الإنسان.

انظر: ج. افرويدنتال: "سالومون ميمون: دوغماتي عقلاني، متشكك تجريبي: تقييمات نقدية"، Springer Science & Business Media، 2013، (ردمك  9789048163632)، ص. 59.
من الأمثلة على المُسند -في اللغة العربية- الفعل والخبر والمضاف إليه والصفة والبدل، في حين يكون الفاعل والمبتدأ والمضاف والموصوف والمبدَل منه مُسنَداً إليه.
63. ↑  لنلاحظ مفهوم "الصمد" في الأدبيات الإسلامية، قال تعالى: {قل هو الله أحد * الله الصمد} [سورة الصمد/1-2].
64. ↑  الحادث في الفلسفة اسم فاعلٍ مشتق من حدث يحدث بمعني ليس أزلياً، ويخص كل ما له بداية أي مخلوق.
65. ↑  "العلة الغائية" تعني ببساطةٍ الوظيفة التي يقوم الجَرْم بها، أو الغاية التي وُجد من أجلها.
66. ↑  يتلخص برهان الصِدِّيقين بأن الممكناتِ بأسرها تحتاج في وجودها إلى موجِدٍ، فإذا كان الأمر كذلك فلا بد من جرمٍ آخرَ لا يحتاج في وجوده إلى موجِدٍ، ثم يبرهن ابن سينا أن هذا الموجِدَ منه يبدأ الوجود والعدم للموجودات الأخرى جمعاءَ، والتي هي موجودات نسبية (عند وسمها بصفة الوجود، لأن وجودَها خارج عنها غير قائمٍ بذاتها).
67. ↑  في علم الكلام الإسلامي "الصفات السلبية" تدل على ما ليست الذات الإلهية عليه. يذكر الإمام السفاريني الحنبلي في كتابه "لوامع الأنوار": «والصفات السلبية ما [كان] مدلولُها عدمُ أمرٍ لا يليق به تعالى، فقِدَمُه -تعالى- ذاتيٌّ واجبٌ له -تعالى- غيرُ مسبوقٍ بعدمٍ، إذ هو -تعالى- لا ابتداءَ لوجوده». أي صفة "القدم" بمعنى عدم الابتداء. انظر: "لوامع الأنوار البهية وسواطع الأسرار الأثرية" للسفاريني.
68. ↑  يختلف عدم التقييد بالمُحدّدات (المقيّدات) التي خُلقتِ الموجوداتُ مثقَلَةً بها (مثال: محدودية الإبصار والقصور العقلي البشري عن تصور كونٍ بأكثرَ من ثلاثة أبعادٍ، وعدم الحركة لدى النبات، وعدم التفكير المنطقي لدى الحيوانات.. إلخ) يختلف عن اللامحدودية في كلٍّ من الحجم والعدد.
69. ↑  ينسخ الماضي بمعنى يلغيه.
70. ↑  يُنسب إلى "نسطوريوس" المعتَقَدُ النصراني الرافض لعقيدة مجمع إفسس المعقود سنة 431م. يُعرّف أنصار كيرلس الأول -بابا الإسكندرية وخصم نسطوريوس- "النسطورية" بأنها العقيدة التي تؤمن بأن يسوع المسيح مكوَّن من جوهرين يعبَّر عنهما بالطبيعتين وهما: جوهر إلهي وهو الكلمة، وجوهر إنساني أو بشري وهو يسوع، وبحسب "النسطورية" ليس ثمة اتحاد بين الطبيعتين البشرية والإلهية في شخص يسوع المسيح، بل مجرد صلةٍ بين الإنسان والألوهية، وعليه لا يجوز إطلاق لقب "والدة الإله" على السيدة مريم العذراء بناءً على "النسطورية"، لأنها لم تلد إلهاً بل إنساناً بشراً فقط حلّت عليه "كلمة الله" أثناء العماد وفارقته عند الصلب. هذا المذهب مخالف للمذاهب المسيحية المعروفة اليوم القائلة بوجود أقنوم الكلمة المتجسد الواحد ذي الطبيعتين الإلهية والبشرية، ويقترب من المفهوم الإسلامي. انظر: الموسوعة العربية المسيحية نسخة محفوظة 24 مايو 2017 على موقع واي باك مشين..
71. ↑  أو أپوليناريوس (315-382 أو 390م) أسقف اللاذقية في سوريا. تلقى علومه عن والده الذي كان رجل دينٍ واسعَ الاطلاع. شُغِفَ أبوليناريس بالتشديد على ألوهية يسوع، ودفعته وحدة شخص المسيح إلى إنكار وجود روحٍ بشريةٍ عاقلةٍ في طبيعته البشرية. كانت وجهة نظره أن المسيحَ ليس بإنسانٍ كاملٍ، ولكنه رأى في التجسد الإلهي فيه أكبر من الشخصية البشرية. تحولت آراؤه إلى مدرسةٍ فكريةٍ عرفت بـ"الأپولينارية" (باللاتينية: Apollinarism)، والتي أدانها مجمع القسطنطينية الأول في العام 381م. انظر: "معلومات عن أپوليناريوس على موقع catalogo.pusc.it". catalogo.pusc.it. مؤرشف من الأصل في 2020-11-05..
72. ↑  أوطيخا أو أوطيخ (380–456)، قسيس وأرشيمندريت في القسطنطينية. لوحظ لأول مرةٍ في العام 431 في مجمع إفسس الأول بمعارضته الشديدة لتعاليم نسطور، إن إدانتَه للنسطورية كبدعةٍ قادته إلى وجهة نظرٍ متطرفةٍ، مما عجّل بإدانته على أنه الزنديق نفسه. يدافع أوطيخا عن عقيدة الطبيعة الواحدة، لقد رأى بأن للمسيح طبيعةً واحدةً بعد التجسّد، بحيث أدى ذلك إلى تلاشي البشرية في الألوهية، أي إن "الناسوت" قد ذاب في "اللاهوت"، والطبيعتان امتزجتا معاً في طبيعةٍ واحدةٍ، ومن هنا جاءت تسميته مونوفيزيتس لأن عبارة "مونا فيزيس" تعنى "طبيعة وحيدة"، وليس "طبيعة واحدة" أو "ميا فيزيس".

أعطى أوطيخا تعريفاً مختلفاً للتجسد، فقد آمن بطبيعتين للمسيح قبل التجسد (ربما يكون شايع أوريجنس الإسكندري في نظرية الوجود الأزلي للأرواح)، إلا أنه لم يعترف سوى بطبيعةٍ وحيدةٍ له بعد التجسد معتقداً أن اللاهوت قد امتص الناسوت الذي ذاب في اللاهوت مثلما تذوب نقطة الخل في محيطٍ من الماء.
73. ↑  في تلك الفترة من تاريخ الكنيسة لم يكن يُنظر إلى السحر على أنه هرطقة بطبيعته، بل نتاج للخرافة والمعتقدات الخاطئة، وفي سبتمبر/أيلول 1258 قرر البابا ألكسندر الرابع (حبريته 54-1261) أن الجهة المختصة بالتحقيق في تهم العرافة والشعوذة هي السلطات المحلية (السلطة الزمنية) وليس المحققون الكنسيون (السلطة الروحية) [ما يعني أنها لا تعتبر طعناً في الدين أو العقيدة]، إلا إذا اشتملت على "بدعةٍ واضحةٍ" مثل الصلاة أمام المذابح الوثنية أو تقديم التضحيات لها، والتشاور مع الشياطين، أو الحصول على ردودٍ منهم.
(انظر: Battling demons: witchcraft, heresy, and reform in the late Middle Ages "محاربة الشياطين؛ السحر والبدعة والإصلاح أواخرَ العصور الوسطى"، ميشيل بايلي، مطبعة جامعة بنسلفانيا، 2010، isbn=9780271022260)، تلحط نظرة الشريعة الإسلامية إلى السحر باعتباره أقرب إلى الكفر وعقوبة الساحر القتل.
74. ↑  بناءً على هذا يؤمن توما الأكويني ببعث الأرواح والأجساد معاً، وهو بذا يُخالف عموم الفلاسفة الذين -بحسب الغزالي في كتابه "تهافت الفلاسفة"- ينكرون بعث الأجساد ويقصرون القيامة على الأرواح فحسب.
75. ↑  بمعنى أن الثواب فضل من الله وحده وليس بعمل الإنسان. يلحظ تشديد مارتن لوثر على فكرة الثواب فضل من الله في أفكاره الإصلاحية.
76. ↑  في الفصل الثاني من "خلاصة ضد الكفار" يصرح الإكويني أن هدفه هو «إبراز الحقيقة التي تعرضها العقيدة الكاثوليكية». (انظر مونتغمري واط: فضل الإسلام على الحضارة الغربية، تر. حسين أحمد أمين، دار الشروق، القاهرة، 1983، ص. 106).
77. ↑  النص مقتبس بحرفيته في مقالة Thomas Aquinas في الويكيبديا الإنجليزية، لكن أثبت هنا النص العربي نقلاً من كتاب برتراند رسل "تاريخ الفلسفة الغربية"، وذلك حرصاً على مزيد الدقة في المعنى لأن مترجم الكتاب إلى العربية فيلسوف أيضاً وهو د. زكي نجيب محمود.
78. ↑  الأمر الذي كان غريباً في أوروبا القروسطية.
79. ↑  في ذلك الوقت كان ثمة عدة ترجماتٍ لابن رشد أولها ترجمة ميخائيل اسكوت (ت. 1230) بتكليفٍ من فريدريك الثاني، ومن بعده ترجم هرمان وجماعة من الفلاسفة اليهود أعمالَ ابنِ رشدٍ إلى اللاتينية والعبرية لا سيما ابنُ ميمونٍ الفيلسوفُ الذي يُعد تلميذَ ابنِ رشدٍ النجيب. (انظر: د. زكريا إمام: لمحات من تاريخ الفلسفة الإسلامية - دراسة مدخلية ميسرة، ص 380).
80. ↑  كان ذلك عام 1972 وقتما نشر واط (الإنجليزية: W. Montgomery Watt) كتابَه، ويجدر التنويه إلى أن واط ينتمي إلى المدرسة الاستشراقية الكلاسيكية التي لا ترى للمسلمين والعربِ فضلاً في الحضارة الإنسانية، أو أقلَّ ما يمكنُ من فضلٍ، ومع ذلك فهو لا يجد مندوحةَ من الاعترافِ بمثل هذه الآراء.
81. ↑  ثم يضرب واط بدانتي في الملهاة الإلهية دليلاً باتعاً آخرَ على محاولةِ أورُبا تاكيدَ تمايُزِها عن الإسلام. يقول: «وفي دانتي ما يُلقي الضوءَ على إحدى مراحل العملية التي سعت بها أوروبا إلى تمييز نفسها عن العالم الإسلامي، وتأكيد ارتباطها بتراثها الكلاسيكي. وقد كان دانتي مدركاً لفضل فلاسفة العرب على أوروبا، بل ربما كان لبعض الأفكار الأساسية في كوميديته الإلهية مصادر إسلامية، غير أنه من بين ما يلفت النظر في كتابه العظيم إهماله النسبي للإسلام، ومما يدلُّ على الرغبة في التميز عن الإسلام إحلاله محمداً في الجحيم في زمرة باذري بذور الشقاق والفتن، ومع ذلك فإن حديثَه عن محمدٍ أقصرُ كثيراً من حديثه عن البطل الكلاسيكي أوليس، ورغم أن هناك اعترافاً بمساهمة الفلاسفة العرب يتمثل في إحلاله ابنَ سينا وابنَ رشدٍ في اليَمْبوس (الأعراف) إلا أنهما اثنين فحسب في حين معهما أكثر من عشرةٍ من اليونانيين والرومان، ونراه يصف أرسطو وهو في "زمرة العائلة الفلسفية" بأنه "سيد العارفين"، أما من الناحية الإيجابية فإن "الكوميديا الإلهية" تغص بالإشارات الكلاسيكية (الإغريقية والرومانية) وكان فيها فرجيل دليل دانتي في رحلته». (انظر: واط: "فضل الإسلام على الحضارة الأوروبية"، تر. حسين أحمد أمين، 1983، ص. 108.}}
82. ↑  تضرب جاكلين استيدال في كتابها "تاريخ الرياضيات" مثالاً على الميل العام نحو تجاهل الإنجازات الحضارية للمسلمين بالفكرة التي شاعت حول أصول الجبر التي هي عربية إسلامية، تقول:

«هذا ينطبق أيضا على عمليات إعادة التفسير ذات الطابع التاريخي وليس الرياضي؛ فهي تكشف عن المفسِّر [أي عن شخصية صاحب التفسير] أكثر مما تكشف عن الموضوع المفسَّر. على سبيل المثال: القصص التي دارت عبر قرونٍ عن أصول الجبر لم تسجل فقط حقيقةً تاريخيةً، لكن سجلَت فهماً معاصراً كذلك. لقد جاء الجبر أول ما جاء إلى المناطق غير الإسلامية في أوروبا الغربية في أواخر القرن الثاني عشر من خلال ترجمات مؤلَّف الخوارزمي «الجبر والمقابلة»، ولكن في القرن السادس عشر نُِسي هذا التاريخ القديم، هذا لو كان قد أخذَ حقَّه منَ المعرفة من الأساس...

لكن في عام 1462 فحص العالم الألماني يوهانز مولر... مخطوطاً لكتاب «الحساب» لديوفانتس [الإغريقي] في فينيسيا، وبعد ثلاث سنواتٍ أثناء إلقاء محاضرةٍ في بادوا وصفَ محتواه بأنه «زهرة كل الحساب... الذي يسمى اليوم بالاسم العربي «الجبر». لم تُطبَع محاضرته حتى عام 1537، ولكن بعد وقتٍ قليلٍ جداً بدأ كتَّاب يتبنَّون الفكرةَ ذاتها؛ أن الجبر قد اخترعه ديوفانتس، وتبنَّاه «العرب» في وقتٍ متأخرٍ فحسب. يستطيع المرء أن يرى سبب قَبول مثل هذه القصص في وقتٍ كان الأصل الإغريقي يُمنَح فيه احتراماً فورياً ومنزلةً رفيعة. إن حقيقة أن المسائل التي عالََجها ديوفانتس كانت مختلفةً في كلٍّ من الأسلوب والمحتوى عن المسائل الموجودة في النصوص الإسلامية؛ يبدو أنها لم تمنع أي شخصٍ من التفكير في أن تلك الأخيرة لا بد وأنها قد اشتُقَّت بطريقةٍ ما من الأولى».

انظر: «تاريخ الرياضيات، مقدمة قصيرة جداً»، جاكلين استيدال (النسخة الإتجليزية: مطبعة جامعة أكسفورد، 2012)، ترجمة أ.د. محمد عبد العظيم سعود، الناشر مؤسسة هنداوي للتعليم والثقافة، القاهرة، مصر، 2016، ص.ص. 101-102.

وفي كتابها «شمس العرب تسطع على الغرب» تقول زيغريد هونكه: «لم يعملِ العرب على إنقاذ تراث اليونان من الضياع والنسيان فقط، وهو الفضل الوحيد الذي جرت العادة الاعتراف به لهم حتى الآن، ولم يقوموا بمجرَّد عرضه وتنظيمه وتزويده بالمعارف الخاصة فحسب، ومن ثَمَّ إيصاله إلى أوروبا بحيث إن عدداً لايحصى من الكتب التعليمية العربية حتى القرنين (16- 17) قَدمت للجامعات أفضل مادةٍ معرفيةٍ، لقد كانوا -وهذا أمر قلما يخطر على بال الأوربيين- المؤسِّسين للكيمياء والفيزياء التطبيقية والجبر والحساب بالمفهوم المعاصر، وعلم المثلثات الكروي، وعلم طبقات الأرض، وعلم الاجتماع، وعلم الكلام»

انظر: جريدة الغد: الأربعاء 14 نوفمبر 2007م، 4 ذو القعدة 1428هـ

## الألفاظ الأجنبية
الإنكليزية
1. ↑  Doctor of the Church
2. ↑  Thomism
3. ↑  liturgy
4. ↑  Henseatic League
5. ↑  Rossi
6. ↑  Averroists
7. 1 2  charity
8. ↑  Usury
9. ↑  Holy Spirit
10. ↑  Magisterium
11. ↑  Tradition
12. ↑  Trinity
13. ↑  Incarnation
14. ↑  Empedocles
15. ↑  Predicate
16. ↑  Subject
17. ↑  Proof of the Truthful
18. ↑  Alasdair MacIntyre
19. ↑  Mind and Matter
20. ↑  Claritas

الإيطالية
1. ↑  TOMMASO d'AQUINO
2. ↑  Elementa

اللاتينية
1. ↑  THOMA E AQVINATIS
2. ↑  Doctor Ecclesiae Universalis
3. ↑  Doctor Angelicus
4. ↑  Doctor Communis
5. ↑  Doctor Universalis
6. ↑  SummaDisputed Questions on Truth
7. ↑  Summa contra Gentiles
8. ↑  Summa Theologica
9. 1 2  Studium Generale
10. ↑  De baccalaureus Sententiarum
11. ↑  De ente et essentia
12. ↑  Questiones disputatae de veritate
13. ↑  Quaestiones quodlibetales
14. ↑  Expositio super librum Boethii De trinitate
15. ↑  De trinitate
16. ↑  Expositio super librum Boethii De hebdomadibus'
17. ↑  Catena Aurea
18. ↑  Tantum ergo
19. ↑  Panis angelicus
20. ↑  Studium Conventuale
21. ↑  Summa theologiae
22. ↑  Theologiae
23. ↑  De potentia
24. ↑  Collegium Divi Thomæ
25. ↑  Angelicum
26. ↑  De aeternitate mund
27. ↑  De Virtutibus in communi
28. ↑  De Virtutibus cardinalibus
29. ↑  De spe
30. ↑  DeDe unitate intellectus contra Averroistas
31. ↑  De Virtutibus
32. ↑  De aeternitate mundi, contra murmurantes
33. ↑  mihi videtur ut palea
34. ↑  Tot miraculis، quarticulis
35. ↑  quinque viae
36. ↑  via negativa
37. ↑  PIpse Actus Essendi subsistens
38. ↑  Prima causa
39. ↑  Photinus
40. ↑  Apollinaris
41. ↑  Eutyches
42. ↑  Manichaeus
43. ↑  Valentinus
44. ↑  hypostasis
45. ↑  Ordo Praedicatorum
46. ↑  Malleus Maleficarum
47. ↑  Elementaosophiae ad mentem D. Thomae Aquinatis doctoris angelici
48. ↑  Collegium Divi Thomae de Urbe
49. ↑  Principia Mathematica
50. ↑  Patrologiae Cursus Completus
51. ↑  Corpus Thomisticum
52. ↑  Catholica Omnia

### مسرد المراجع
المنشورات
بالعربية
1. 1 2 3 4 5  راسل (2010)، ج. 2، ص. 229.
2. ↑  راسل (2010)، ص. 243.
3. ↑  واط (1983)، ص. 79.
4. ↑  ديورانت (1988)، ج. 15.
5. ↑  عاشور (1988)، ج. 2، ص. 98.
6. 1 2  بيشوب (2004)، ص. 50-51.
7. ↑  ابن منقذ (2003)، ص. 220-221.
8. ↑  واط (1983)، ص. 93.
9. ↑  بيشوب (2004)، ص. 80.
10. ↑  عاشور (2009)، ج. 2، ص. 92.
11. 1 2  واط (1983)، ص. 107-108.
12. ↑  بيشوب (2004)، ص. 198-199.
13. ↑  ملر (2002)، ص. 328.
14. ↑  ملر (2002)، ص. 329.
15. ↑  عاشور (2009)، ج. 2، ص. 406.
16. ↑  بيشوب (2004)، ص. 199.
17. ↑  بيشوب (2004)، ص. 79.
18. ↑  بيشوب (2004)، ص. 200.
19. ↑  ملر (2002)، ص. 330.
20. ↑  بيشوب (2004)، ص. 72.
21. ↑  ملر (2002)، ص. 335.
22. ↑  ملر (2002)، ص. 325-343.
23. ↑  ملر (2002)، ص. 345.
24. ↑  فيشر (1976)، ج. 1، ص. 232.
25. ↑  فيشر (1976)، ج. 1، ص. 230-232.
26. ↑  فيشر (1976)، ج. 1، ص. 259.
27. 1 2  فيشر (1976)، ج. 1، ص. 256.
28. ↑  فيشر (1976)، ج. 1، ص. 259-260.
29. 1 2  ديورانت (1988)، ج. 17، ص. 22.
30. 1 2  عاشور (2009)، ج. 2، ص. 170-179.
31. 1 2 3  واط (1983)، ص. 97.
32. ↑  إمام (1998)، ص. 380.
33. ↑  عاشور (2009)، ج. 2، ص. 173.
34. ↑  عاشور (2009)، ج. 2، ص. 175.
35. ↑  كرم (2014)، ص. 141.
36. 1 2 3  راسل (2010)، ص. 230.
37. 1 2 3  واط (1983)، ص. 96.
38. ↑  راسل (2010)، ص. 230-231.
39. ↑  العقاد (2014)، ص. 46.
40. ↑  عاشور (2009)، ج. 1، ص. 179[بحاجة لرقم الصفحة].
41. 1 2  بيشوب (2004)، ص. 166.
42. 1 2  راسل، ج. 2، ص. 229.
43. 1 2  راسل (2010)، ص. 234.
44. ↑  راسل (2010)، ص. 172.
45. ↑  راسل (2010)، ص. 236.
46. ↑  راسل (2010)، ص. 233.
47. 1 2  راسل (2010)، ج. 2، ص. 237.
48. ↑  راسل (2010)، ج. 2، ص. 243.
49. 1 2  واط (1983)، ص. 106-107.
50. 1 2  راسل (2010)، ج. 2، ص. 231.
51. ↑  راسل (2010)، ج. 2، ص. 240.
52. ↑  راسل (2010)، ج. 2، ص. 242.
53. ↑  راسل (2010)، ج. 2، ص. 241.
54. 1 2 3  واط (1983)، ص. 106.
55. ↑  واط (1983)، ص. 94.
56. ↑  راسل (2010)، ج. 2، ص. 231، 240.
57. ↑  عاشور (2009)، ج. 1، ص. 170.
58. ↑  واط (1983)، ص. 107.

بالإنكليزية
1. ↑  Aquinas (1993), p. XI.
2. ↑  Clagett (1953), p. 16–42.
3. ↑  Lindberg (1978), p. 70-72.
4. ↑  Geisler (2003), p. 26.
5. 1 2  Jackson (1953), vol. XI, p. 422.
6. ↑  Torrell (2005), p. 3.
7. ↑  Hampden (1848), p. 14.
8. 1 2 3 4  Stump (2003), p. 3.
9. ↑  T.G. (1930), p. 951.
10. 1 2  Davies (2003), p. 1-2.
11. ↑  Davies (2003), p. 2.
12. ↑  Grabmann (1963), p. 2.
13. ↑  Hampden (1848), p. 21-22.
14. ↑  Hampden (1848), p. 23.
15. ↑  Hampden (1848), p. 24.
16. ↑  Hampden (1848), p. 25.
17. ↑  Hampden (1848), p. 27-28.
18. 1 2  Healy (2003), p. 2.
19. ↑  Hampden (1848), p. 33.
20. 1 2  Stump (2003), p. XVI.
21. ↑  Davies (1993), p. 5.
22. ↑  Aquinas (2003), p. 5.
23. 1 2  Stump (2003), p. 4.
24. ↑  Davies (2003), p. 3-4.
25. 1 2 3  Stump (2003), p. XVII.
26. 1 2  Davies (2003), p. 4.
27. 1 2  Healy (2003), p. 4.
28. ↑  Torrell (2005), p. 129-132.
29. ↑  Mulchahey (1998), p. 279.
30. ↑  Gregorovius (1897), vol. 5, Part II, p. 617.
31. ↑  Aquinas (1981), vol. I, Prologue.
32. 1 2 3 4  Davies (2003), p. 5.
33. 1 2 3  Mulchahey (1998), p. 5.
34. 1 2  Stump (2003), p. 11-12.
35. ↑  Stump (2003), p. 10-11.
36. ↑  Weisheipl (1974), p. 319.
37. ↑  Kwasniewski (2005), p. 19-53.
38. ↑  Davies (1993), p. 9.
39. ↑  Mcbridel (1997), p. 131.
40. ↑  Op (2013), p. 27.
41. 1 2  Healy (2003), p. 7.
42. 1 2  Nichols (2003), p. 18.
43. ↑  Hampden (1848), p. 46.
44. 1 2  Healy (2003), p. 8.
45. ↑  Torrell (2005), p. 292.
46. ↑  Hampden (1848), p. 47.
47. ↑  Grant (1996), p. 81-82.
48. 1 2  Küng (1994), p. 112.
49. 1 2 3 4  Chisholm (1911), vol. 2, p. 250.
50. ↑  Hampden (1848), p. 54.
51. ↑  Calendarium (1969), p. 86.
52. ↑  Jordan (2006), p. 154.
53. ↑  Davies (2003), p. 14.
54. 1 2  Aquinas (1981), vol. II (1st part), Question 109, Article 1.
55. ↑  Geisler (1999), p. 727.
56. ↑  Aquinas (1981), vol. II (1st part), Question 55, Article 2.
57. ↑  Aquinas (1981), vol. II (1st part), Question 94, Reply Obj. 2.
58. 1 2  Aquinas (1981), vol. II (1st part), Question 94, Article 3.
59. ↑  Aquinas (1981), vol. II (1st part), Question 62, Article 2.
60. ↑  Aquinas (1981), vol. II (2ed part), Question 118, Article 1.
61. ↑  Aquinas (1981), vol. II (2ed part), Question 91, Article 1.
62. ↑  Aquinas (1981), vol. II (2ed part), Question 94, Article 2.
63. 1 2  سكيربك-غيلجي (2012)، ص. 279.
64. ↑  Aquinas (1981), vol. II (1st part), Question 94, Article 2, Reply Obj. 2.
65. ↑  Aquinas (1981), vol. II (1st part), Question 26, Article 4, corp. art.
66. ↑  Aquinas (1981), vol. II (1st part), Question 94, Article 5.
67. ↑  Honderich (1995), p. 35–36.
68. ↑  Aquinas (1981), vol. II (2ed part), Question 64. Article 1.
69. ↑  Aquinas (1981), vol. II (1st part), Question 77.
70. ↑  Durlauf (2008), vol. 1, p. 100.
71. ↑  Hamowy (2008), p. 18.
72. ↑  Weithman (1992), p. 353-376.
73. ↑  Aquinas (1981), vol. III, Supplementum, Question 5, Article 2.
74. ↑  Aquinas (1981), vol. II (1st part), Question 75, Article 3.
75. ↑  Aquinas (1975), p. بحاجة للجزء والصفحة.
76. ↑  Aquinas (1981), vol. II (1st part), Question 64, Article 4.
77. ↑  Aquinas (1981), vol. II (1st part), Question 58, Article 1.
78. ↑  Schumpeter (1955), p. 90.
79. ↑  Colish (1997), p. 333-334.
80. ↑  Aquinas (1981), vol. II (1st part), Question 77, Article 1.
81. ↑  Aquinas (1981), vol. II (1st part), Question 77, Article 2.
82. ↑  Aquinas (1981), vol. II (1st part), Question 78, Article 1.
83. ↑  Meister2013, p. 134–135.
84. ↑  Aquinas (1981), vol. I, Question 72.
85. 1 2  Aquinas (1981), vol. I, Question 2.
86. ↑  Kreeft (1990), p. 74–77.
87. ↑  Kreeft (1990), p. 86–87.
88. ↑  Kreeft (1990), p. 97–99.
89. ↑  Kreeft (1990), p. 105.
90. ↑  Kreeft (1990), p. 111-112.
91. ↑  Nichols (2003), p. 80-82.
92. ↑  Aquinas (1981), vol. II (1st part), Question 71, Article 6.
93. ↑  Aquinas (1981), vol. II (1st part), Question 75, Article 1.
94. ↑  Aquinas (1981), vol. I, Question 31.
95. ↑  Nichols (2003), p. 173-174.
96. ↑  Aquinas (1981), vol. II (1st part)I, Question 50, Article 1.
97. ↑  Aquinas (1981), vol. III, Question 1, Article 1.
98. ↑  Aquinas (1981), vol. II (1st part)I, Question 2.
99. ↑  Weigel (2001), p. 9.
100. ↑  Kreeft (1990), p. 383.
101. ↑  Aquinas (1981), vol. II (1st part), Question 11, Article 3.
102. ↑  Aquinas (1981), vol. II (1st part), Question 11, Article 4.
103. ↑  Aquinas (1975), p. 102, بحاجة للجزء.
104. ↑  Aquinas (1975), p. 103, بحاجة للجزء.
105. ↑  Aquinas (1975), p. 105, بحاجة للجزء.
106. ↑  Aquinas (1975), p. 106-108, بحاجة للجزء.
107. ↑  Aquinas (1981), vol. I, Question 114, Article 4.
108. ↑  Aquinas (1981), vol. Sup. 3, Question 38, Article 2.
109. 1 2  Burr (1890), p. 37-66.
110. ↑  Kramer (2009), p. 91–92.
111. ↑  Stump (2003), p. 194.
112. ↑  Stump (2003), p. 200.
113. ↑  Stump (2003), p. 192.
114. ↑  Stump (2003), p. 461, 473.
115. ↑  Joyce (1993), p. 1ِ.
116. ↑  Russell (1967), p. 463.
117. 1 2  Russell (1967), p. 462.
118. ↑  Aquinas (1981), vol. III, Supplementum.
119. ↑  Brown (2014), p. 12.
120. ↑  Renz (2009), p. 42.

وب
بالإنكليزية
1. ↑  Thomas Aquinas. "Super Boethium De Trinitate". calibre library (بالإنجليزية). Archived from the original on 2021-09-18. Retrieved 2023-10-16.
2. ↑  Ralph McInerny; John O'Callaghan (12 Jul 1999). "Saint Thomas Aquinas". Stanford University (بالإنجليزية). Archived from the original on 2023-03-05. Retrieved 2023-10-17.
3. ↑  Peter Blair. "Reason and Faith: The Thought of Thomas Aquinas". The Dartmouth Apologia (بالإنجليزية). Archived from the original on 2013-09-13. Retrieved 2012-12-18.
4. ↑  Marie-Dominique Chenu (20 Jul 1998). "St. Thomas Aquinas: Italian Christian theologian and philosopher". Encyclopædia Britannica (بالإنجليزية). Archived from the original on 2021-08-17. Retrieved 2023-10-17.
5. 1 2  "Code of Canon Law". vatican.va (بالإنجليزية). Archived from the original on 2011-05-08. Retrieved 2023-10-16.
6. ↑  Taylor Marshall (26 Jan 2011). "The Miraculous Cord of Saint Thomas Aquinas and the Angelic Warfare". Taylor Marshall (بالإنجليزية). Archived from the original on 2021-06-06. Retrieved 2023-10-18.
7. ↑  G.K. Chesterton (27 Feb 1932). "St. Thomas Aquinas". chesterton.org (بالإنجليزية). Archived from the original on 2010-11-17. Retrieved 2023-10-18.
8. ↑  Dante Alighieri. "Paradiso, Canto X: Italian-English Edition, The Fourth Heaven, the Sun: Theologians and Fathers of the Church. The First Circle". Divinecomedy.org (بالإنجليزية والإيطالية). Archived from the original on 2011-07-26. Retrieved 2010-01-17.
9. ↑  Dante Alighieri. "Purgatorio, Canto XX: Italian-English Edition, The Fifth Circle: The Avaricious and Prodigal". Divinecomedy.org (بالإنجليزية والإيطالية). Archived from the original on 2011-07-26. Retrieved 2010-01-17.
10. ↑  Brian Mullady. "The Angelic Doctor – Thomas Aquinas". Holy Spirit Interactive (بالإنجليزية). Archived from the original on 2008-10-07. Retrieved 2011-06-11.
11. ↑  Benedict XV (29 Jun 1921). "FAUSTO APPETENTE DIE ENCYCLICAL OF POPE BENEDICT XV ON ST. DOMINIC TO THE PATRIARCHS, PRIMATES, ARCHBISHOPS,BISHOPS, AND OTHER ORDINARIES IN PEACE AND COMMUNION WITH THE APOSTOLIC SEE". vatican.va (بالإنجليزية). Archived from the original on 2014-02-21. Retrieved 2023-10-17.
12. ↑  "The Calendar". The Church of England (بالإنجليزية). Archived from the original on 2021-12-15. Retrieved 2023-10-19.
13. ↑  "Medieval Theories of Conscience". Stanford University (بالإنجليزية). 23 Nov 1998. Archived from the original on 2021-04-30. Retrieved 2023-10-16.
14. ↑  "Aquinas on Slavery". stjohnsem.edu (بالإنجليزية). Archived from the original on 2021-01-05. Retrieved 2023-10-17.
15. ↑  "Β, BOOK II, THE PRINCIPLES OF NATURAL SCIENCE: Lectio 1 (192 b 8-193 a 8) WHAT IS NATURE? WHAT THINGS HAVE A NATURE? WHAT THINGS ARE 'ACCORDING TO NATURE'?". Dominican House of Studies (بالإنجليزية). Archived from the original on 2016-08-22.
16. ↑  "The Just War - St. Thomas Aquinas". catholiceducation.org (بالإنجليزية). Archived from the original on 2012-02-29.
17. ↑  "First Council of Nicaea – 325 AD". Papal Encyclicals Online (بالإنجليزية). Archived from the original on 2021-11-27. Retrieved 2023-10-18.
18. 1 2  "Commentary on Saint Paul's Letter to the Philippians, Section: 2–2". Dominican House of Studies (بالإنجليزية). Archived from the original on 2018-09-01.
19. ↑  Michael Novak (12-1995). "Aquinas and the heretics". firstthings (بالإنجليزية). Archived from the original on 09-04-2016. Retrieved 18-10-2016. {{استشهاد ويب}}: تحقق من التاريخ في: |تاريخ= (help)
20. ↑  Paul Vincent Spade (3 Aug 2004). "Medieval Philosophy". Stanford University (بالإنجليزية). Archived from the original on 2019-05-27. Retrieved 2023-10-18.

بالإيطالية
1. ↑  "Un secondo S. Tommaso D'Aquino". brunacci.it (بالإيطالية). Archived from the original on 2021-02-24. Retrieved 2023-10-19.
2. ↑  "Beato Tommasello da Perugia". Santiebeati.it (بالإيطالية). Archived from the original on 2021-06-19. Retrieved 2023-10-19.

باللاتينية
1. ↑  Th. Kaeppeli; A. Dondaine (1941). "ORPUS THOMISTICUM, Acta Capitulorum Provincialium, Provinciae Romanae Ordinis Praedicatorum, Anagnie MCCLXV". corpusthomisticum.org (باللاتينية). Archived from the original on 2021-05-15. Retrieved 2023-10-18.
2. ↑  "Sancti Thomae de Aquino, Scriptum super Sententiis, liber IV a distinctione XXVII ad distinctionem XXXIII: DISTINCTIO 27, QUAESTIO 1, PROOEMIUM". corpusthomisticum.org (بالإنجليزية). Archived from the original on 2021-05-15. Retrieved 2023-10-20.
3. ↑  "CAPUT 13: Rationes ad probandum Deum esse". corpusthomisticum.org (باللاتينية). Archived from the original on 2023-04-13. Retrieved 2023-10-21.
4. ↑  "Corpus Thomisticum". corpusthomisticum.org (باللاتينية). Archived from the original on 2022-02-07. Retrieved 2023-10-18.
5. ↑  "1225-1274- Thomas Aquinas, Sanctus\ – Operum Omnium Conspectus seu 'Index of available Writings'". Cooperatorum Veritatis Societas (باللاتينية). Archived from the original on 2021-08-12. Retrieved 2023-10-18.

### بيانات المراجع
الكتب (مرتبة حسب تاريخ نشر الطبعات)
بالعربية
- هربرت فيشر (1976). تاريخ أوربا العصور الوسطى. ترجمة: محمد مصطفى زيادة؛ السيد الباز العريني (ط. 6). القاهرة: دار المعارف. ISBN:978-977-246-189-9. OCLC:949438057. QID:Q123110318.
- وليام مونتغمري واط (1983)، فضل الإسلام على الحضارة الغربية، ترجمة: حسين أحمد أمين (ط. 1)، بيروت: دار الشروق، OCLC:1107165224، QID:Q123055984
- ويل ديورانت (1988)، قصَّة الحضارة، بيروت، تونس: دار الجيل للطبع والنشر والتوزيع، المنظمة العربية للتربية والثقافة والعلوم، OCLC:4771218355، QID:Q114410422
- زكريا بشير إمام (1998)، لمحات من تاريخ الفلسفة الإسلامية: دراسة مدخلية ميسرة (ط. 1)، الخرطوم: الدار السودانية للكتب، OCLC:4770469686، QID:Q123120442
- أندرو ملر (2002)، مختصر تاريخ الكنيسة، ترجمة: ناشد ساويرس، القاهرة: مكتبة الإخوة، QID:Q123078877
- أسامة بن منقذ (2003)، كتاب الاعتبار: مذكرات أسامة بن منقذ، تحقيق: عبد الكريم الأشتر (ط. 2)، بيروت: المكتب الإسلامي، OCLC:55485591، QID:Q123092158
- موريس بيشوب (2004)، تاريخ أوروبا في العصور الوسطى، المشروع القومي للترجمة (566)، ترجمة: علي السيد علي (ط. 1)، القاهرة: المجلس الأعلى للثقافة، OCLC:1158799292، QID:Q123059761
- سعيد عبد الفتاح عاشور (2007). الجامعات الأوروبية في العصور الوسطى (ط. 1). القاهرة: دار الفكر العربي. ISBN:978-977-10-2121-6. OCLC:1182900835. QID:Q123121165.
- سعيد عبد الفتاح عاشور (2009). أوروبا العصور الوسطى. القاهرة: مكتبة الأنجلو المصرية. ISBN:978-1-5273-0858-9. QID:Q123116240.
- بيرتراند راسل (2010)، تاريخ الفلسفة الغربية، ترجمة: زكي نجيب محمود، مراجعة: أحمد أمين، القاهرة: الهيئة المصرية العامة للكتاب، QID:Q123055761
- غنار سكيربك ونلز غيلجي (2012). تاريخ الفكر الغربي من اليونان القديمة إلى القرن العشرين. ترجمة: حيدر حاج إسماعيل (ط. 1، نسخة pdf). بيروت: المنظمة العربية للترجمة. ISBN:978-9953-82-500-7.
- يوسف كرم (2014). "تاريخ الفلسفة الأوروبية في العصر الوسيط". القاهرة ع. 1. QID:Q123194479.
- عباس محمود العقاد (2014). ابن رشد. مؤسسة هنداوي. ISBN:978-1-5273-0584-7. QID:Q123120994.

بالإنجليزية
- Renn Dickson Hampden (1848), The life of Thomas Aquinas: a dissertation of the scholastic philosophy of the Middle Ages, Encyclopædia Metropolitana (بالإنجليزية), London: John J. Griffin & Co., OCLC:793601118, QID:Q123119441
- Ferdinand Gregorovius (1897), History of the city of Rome in the Middle Ages (بالإنجليزية), translated by Annie Hamilton, London: George Bell & Sons, OCLC:926984569, QID:Q123130124
- Hugh Chisholm, ed. (1911), Encyclopædia Britannica: a dictionary of arts, sciences, literature and general information (بالإنجليزية) (11th ed.), نيويورك, Cambridge: Cambridge University Press, LCCN:11027773, OCLC:266598, OL:6536395M, QID:Q867541
- John Placid Conway (1911), Saint Thomas Aquinas (بالإنجليزية), London: Longman, OCLC:1157186919, QID:Q123077173
- Samuel Macauley Jackson, ed. (1953), The New Schaff-Herzog Encyclopedia of Religious Knowledge (بالإنجليزية), Grand Rapids: Baker Book House, OCLC:1070723517, QID:Q123121044
- Joseph Schumpeter (1955), Elizabeth Firuski (ed.), History of Economic Analysis (بالإنجليزية) (2nd ed.), نيويورك: Oxford University Press, OCLC:721293459, QID:Q123152908
- Martin Grabmann (1963), Thomas Aquinas: his personality and thought (بالإنجليزية), translated by Virgil Michel, نيويورك: Russell & Russell Publisher, OCLC:388280, QID:Q123127427
- Bertrand Russell (1967), A history of Western philosophy (بالإنجليزية) (13th ed.), نيويورك: Simon & Schuster, OCLC:1288363397, QID:Q123118047
- James Athanasius Weisheipl (1974). Friar Thomas D'Aquino: his life, thought, and work (بالإنجليزية). نيويورك: Doubleday. ISBN:978-0-385-01299-7. OCLC:463099163. OL:5433399M. QID:Q123134164.
- Thomas Aquinas (1975). Summa Contra Gentiles (بالإنجليزية). Translated by James Francis Anderson; Charles J. O'Neil; Anton C. Pegis; Vernon Bourke. Notre Dame: University of Notre Dame Press. ISBN:978-0-268-01675-3. LCCN:75019883. OCLC:464143827. OL:5197465M. QID:Q113026071.
- David C. Lindberg, ed. (1978). Science in the Middle Ages. Chicago history of science and medicine (بالإنجليزية) (1st ed.). Chicago: University of Chicago Press. ISBN:978-0-226-48232-3. OCLC:3770579. OL:21517613M. QID:Q123120508.
- Thomas Aquinas (1981). Summa theologica (بالإنجليزية). London: Christian Classics Ethereal Library. ISBN:978-0-7220-8681-0. OCLC:1044948881. QID:Q123111003.
- Peter Kreeft (1990). A summa of the Summa: the essential philosophical passages of St. Thomas Aquinas' Summa theologica (بالإنجليزية). San Francisco: Ignatius Press. ISBN:978-0-89870-317-7. OCLC:23072214. OL:1896435M. QID:Q123139703.
- Thomas Aquinas (1993). Selected philosophical writings (بالإنجليزية). Translated by Timothy Stephen McDermott. Oxford: Oxford University Press. ISBN:978-0-19-282946-7. OCLC:27172127. OL:1739932M. QID:Q123110955.
- Brian Davies (1993). The Thought of Thomas Aquinas (بالإنجليزية). Oxford: Oxford University Press. DOI:10.1093/0198267533.001.0001. ISBN:978-0-19-826753-9. OCLC:5104788689. OL:16772023M. QID:Q123120886.
- James Joyce (1993). Portrait of the Artist As a Young Man. Wordsworth Classics (بالإنجليزية). Ware: Wordsworth Editions. ISBN:1-85326-006-1. OCLC:1036816428. OL:32052772M. QID:Q123127959.
- Hans Küng (1994). Great Christian thinkers (بالإنجليزية). نيويورك: Continuum International Publishing Group. ISBN:978-0-8264-0848-8. OCLC:29793382. OL:37083806M. QID:Q123140270.
- Ted Honderich, ed. (1995). The Oxford companion to philosophy. Oxford Companions (بالإنجليزية). Oxford: Oxford University Press. ISBN:978-0-585-18263-6. OCLC:44961767. QID:Q123129552.
- Edward Grant (1996). The foundations of modern science in the Middle Ages: their religious, institutional, and intellectual contexts (بالإنجليزية). Cambridge: Cambridge University Press. ISBN:978-0-521-56762-6. OCLC:817919260. OL:21574624M. QID:Q123138877.
- Marcia L. Colish (1997). Medieval Foundations of the Western Intellectual Tradition, 400-1400 (بالإنجليزية). New Haven: Yale University Press. ISBN:978-0-300-07142-9. OCLC:940669829. OL:21151464M. QID:Q123153010.
- William Leon McBride, ed. (1997). Sartre and existentialism: Philosophy, politics, ethics, the psyche, literature, and aesthetics (بالإنجليزية). London: Routledge. ISBN:978-0-8153-2491-1. OCLC:833190847. OL:8047805M. QID:Q123134749.
- Marian Michèle Mulchahey (1998). "First the bow is bent in study-- " : Dominican education before 1350 (بالإنجليزية). Toronto: Pontifical Institute of Mediaeval Studies. ISBN:978-0-88844-132-4. OCLC:39355000. OL:457319M. QID:Q123129470.
- Norman Geisler (1999). Baker encyclopedia of Christian apologetics (بالإنجليزية). Grand Rapids: Baker Books. ISBN:978-0-8010-2151-0. OCLC:39323010. OL:349482M. QID:Q123144618.
- George Weigel (2001). The Truth of Catholicism (بالإنجليزية) (1st ed.). نيويورك: Cliff Street Books Publisher. ISBN:978-0-06-621330-9. OCLC:46713176. OL:18348134M. QID:Q123145990.
- Thomas Aquinas (2003). Brian Davies (ed.). On Evil (بالإنجليزية). Translated by Richard J. Regan. Oxford: Oxford University Press. ISBN:978-0-19-509183-0. OCLC:437109352. OL:17073608M. QID:Q123127489.
- Brian Davies (2003). Aquinas: An Introduction (بالإنجليزية). London: Continuum International Publishing Group. ISBN:978-0-8264-7095-9. OCLC:1112809383. OL:3319963M. QID:Q123122892.
- Norman Geisler (2003). Thomas Aquinas: An Evangelical Appraisal (بالإنجليزية). Eugene: Wipf and Stock. ISBN:978-1-59244-154-9. OCLC:53815270. OL:8866593M. QID:Q123120949.
- Nicholas M. Healy (2003). Thomas Aquinas: Theologian of the Christian Life (بالإنجليزية). Burlington: Ashgate Publishing. ISBN:978-0-7546-1472-2. OCLC:1291628100. OL:22525027M. QID:Q123126570.
- Aidan Nichols (2003). Discovering Aquinas: An Introduction to His Life, Work, and Influence (بالإنجليزية) (1st ed.). Grand Rapids: William B. Eerdmans Publishing Company. ISBN:978-0-8028-0514-0. OCLC:51916422. OL:7902908M. QID:Q123138958.
- Eleonore Stump (2003). Aquinas. Arguments of the philosophers (بالإنجليزية) (1st ed.). ISBN:978-0-415-02960-5. OCLC:50866789. OL:18141755M. QID:Q123119525.
- Jean-Pierre Torrell (2005). Saint Thomas Aquinas: The Person and His Work (بالإنجليزية). Translated by Robert Royal. Washington, D.C. Vol. 1. ISBN:978-0-8132-1423-8. OCLC:456104266. OL:19084925M. QID:Q123126448.{{استشهاد بكتاب}}:  صيانة الاستشهاد: مكان بدون ناشر (link)
- Mark D. Jordan (2006). Rewritten theology: Aquinas after his readers (بالإنجليزية). Malden: Blackwell Publishing. ISBN:978-1-4051-1221-5. OCLC:60349204. OL:3398765M. QID:Q123144669.
- Steven N. Durlauf; Lawrence E. Blume, eds. (2008). The New Palgrave dictionary of economics (بالإنجليزية) (2nd ed.). Basingstoke: Palgrave Macmillan. ISBN:978-0-333-78676-5. LCCN:2007047205. OCLC:181424188. OL:10557252M. QID:Q123150676.
- Ronald Hamowy, ed. (2008). The Encyclopedia of Libertarianism (بالإنجليزية). Thousand Oaks, London: SAGE Publishing. DOI:10.4135/9781412965811. ISBN:978-1-412-96580-4. LCCN:2008009151. OCLC:955101982. OL:27963191M. QID:Q55872361.
- Heinrich Kramer (2009). The Hammer of Witches: A Complete Translation of the Malleus Maleficarum (بالإنجليزية). Translated by Christopher S. Mackay. Cambridge: Cambridge University Press. ISBN:978-0-511-65059-8. OCLC:560474121. QID:Q123147268.
- Christopher J. Renz (2009). In This Light Which Gives Light: A History of the College of St. Albert the Great (1930-1980) (بالإنجليزية). Oakland: Western Dominican Province. ISBN:978-1-883734-18-3. OCLC:1341886193. OL:30111934M. QID:Q123146528.
- Chad V. Meister; Paul Copan, eds. (2013). The Routledge companion to philosophy of religion (بالإنجليزية) (2nd ed.). Hoboken: Taylor & Francis. ISBN:978-0-415-78295-1. OCLC:827208913. OL:25323519M. QID:Q123148310.
- Paul Murray OP (2013). Aquinas at Prayer: The Bible, Mysticism and Poetry (بالإنجليزية). London: Bloomsbury Publishing. ISBN:978-1-4411-0589-9. OCLC:880132043. OL:48628165M. QID:Q123139047.
- Jonathan A.C. Brown (2014). Misquoting Muhammad: the challenge and choices of interpreting the Prophet's legacy (بالإنجليزية). London: Oneworld Publications. ISBN:978-1-78074-420-9. OCLC:949197703. OL:26449647M. QID:Q123146921.

باللاتينية
- Calendarium Romanum: Ex decreto Sacrosancti Œcumenici Concilii Vaticani II instauratum auctoritate Pauli PP. VI promulgatum. Editio typica (باللاتينية), Civitas Vaticana: Typis Polyglottis Vaticanis, 1969, OCLC:2461164, QID:Q98782022

الدوريات (مرتبة حسب تاريخ نشر الطبعات)
باللغة الإنجليزية
- George Lincoln Burr (1890). "The literature of witchcraft" (PDF). Papers of the American Historical Association (بالإنجليزية). 4 (3): 37–66. OCLC:12659180. QID:Q123147371.
- T. G. (1930). "Thomas Aquinas". Nature (بالإنجليزية). 126 (3190): 951. Bibcode:1930Natur.126..951G. DOI:10.1038/126951C0. ISSN:1476-4687. OCLC:8549886724. S2CID:4140923. QID:Q56518167.
- Marshall Clagett (1953). "The Medieval Latin Translations from the Arabic of the Elements of Euclid, with Special Emphasis on the Versions of Adelard of Bath". Isis (بالإنجليزية). 44 (1/2): 16–42. DOI:10.1086/348186. ISSN:0021-1753. JSTOR:227639. OCLC:9970943116. Zbl:0050.24103. QID:Q56506137.
- Paul J. Weithman (1992). "Augustine and Aquinas on Original Sin and the Function of Political Authority". Journal of the History of Philosophy (بالإنجليزية). 30 (3): 353–376. DOI:10.1353/HPH.1992.0058. ISSN:0022-5053. OCLC:4896297826. QID:Q56853222.
- Peter Kwasniewski (2005). "A Tale of Two Wonderworkers: St. Nicholas of Myra in the Writings and Life of St. Thomas Aquinas". Angelicum (بالإنجليزية). 82 (1): 19–53. ISSN:1123-5772. JSTOR:44616834. OCLC:7992405055. QID:Q123117740.

## وصلات خارجية
- توما الأكويني على موقع الموسوعة البريطانية (الإنجليزية)
- توما الأكويني على موقع ميوزك برينز (الإنجليزية)
- توما الأكويني على موقع إن إن دي بي (الإنجليزية)
- (فيديو) توماس أكويناس من قناة الجزيرة الوثائقية. على يوتيوب
- حياة القديس توما في تعليم البابا بنديكت السادس عشر
- العقل والإيمان في رأي القديّس توما الأكويني حسب تعليم البابا بنديكت السادس عشر
- كتاب الخلاصة اللاهوتية للقديّس توما الأكويني حسب تعليم البابا بنديكت السادس عشر